# Slovensko
Slovensko, plným názvem Slovenská republika, je vnitrozemský stát ležící ve střední Evropě. Na východě sousedí s Ukrajinou, na jihu s Maďarskem, na jihozápadě s Rakouskem, na západě s Českem a na severu s Polskem. Sever a střed území vyplňuje Karpatský oblouk, jih z velké části Panonská nížina. Nejdelší slovenskou řekou je Váh a nejvyšší horou je Gerlachovský štít ve Vysokých Tatrách. Dělí se na 8 krajů. Na ploše asi 49 000 km² žije 5,4 milionu obyvatel. Hlavním a největším městem je Bratislava, mezi další velká města patří Košice, Prešov a Žilina. Úředním jazykem je slovenština. Většina obyvatel jsou Slováci (84 %), významnými menšinami jsou Maďaři (8 %) a Romové (2 %).
Před příchodem Slovanů v 5. století žili na území Slovenska především Keltové a Germáni. V 7. století se obyvatelstvo stalo součástí Sámovy říše a poté hrály oblasti západního Slovenska významnou roli především jako jedno z krystalizačních center Velké Moravy. Po zániku tohoto státního útvaru bylo téměř celé území postupně začleněno do uherského státu, který se v roce 1526 stal součástí habsburské monarchie, od roku 1867 nazývané Rakousko-Uhersko. S příchodem osvícenství a později během 19. století proběhlo slovenské národní obrození. Do roku 1918 trvaly snahy o prosazení slovenské jazykové autonomie a povznesení slovenské kultury, které byly soustavně potírány maďarizační politikou uherských vlád.
Po rozpadu Rakouska-Uherska v roce 1918 se Slovensko stalo součástí Československa, v rámci něhož získali Slováci status státotvorného národa. Na území Slovenska existovala během druhé světové války mezi lety 1939–1945 Slovenská republika, která byla satelitním státem nacistického Německa. Roku 1945 byl obnoven československý stát. Po převratu v roce 1948, který podpořil Sovětský svaz, se Československo stalo komunistickým státem v rámci východního bloku, satelitním státem Sovětského svazu a členem Varšavské smlouvy. Pokusy o liberalizaci komunismu vyvrcholily Pražským jarem, které bylo potlačeno invazí vojsk Varšavské smlouvy do Československa v srpnu 1968. V roce 1989 sametová revoluce pokojně ukončila komunistickou vládu v Československu. Neshody mezi českými a slovenskými politickými elitami vyústily roku 1993 v rozdělení Československa, důsledkem čehož vzniklo Slovensko jakožto suverénní stát. 
Slovensko je unitární parlamentní republikou s prezidentem jako ceremoniální hlavou státu, zákonodárnou moc má jednokomorová národní rada. Jedná se o rozvinutý trh a vysokopříjmovou ekonomiku, má 44. nejvyšší nominální hrubý domácí produkt na obyvatele. Slovensko je největším světovým výrobcem automobilů na obyvatele, například v roce 2019 vyrobilo celkem 1,1 mil. automobilů, což představuje 43 % celkové průmyslové produkce. V indexu lidského rozvoje se umístilo na 45. místě, poskytuje velmi vysokou bezpečnost a ekonomickou svobodu, stejně jako bezplatné vzdělávání a všeobecný systém zdravotní péče a jednu z nejdelších placených rodičovských dovolených v zemích OECD. V zemi se nachází osm památek světového dědictví. Slovensko je členem Evropské unie, eurozóny, schengenského prostoru, Organizace spojených národů, Severoatlantické aliance, Organizace pro hospodářskou spolupráci a rozvoj (OECD), Světové obchodní organizace, Světové banky, Rady Evropy, Visegrádské skupiny a Organizace pro bezpečnost a spolupráci v Evropě. 

## Etymologie
Vznik názvu Slovensko a etnonyma Slováci je pevně spjat s existencí uherského státu. Tím, že předkové Slováků žili na vymezeném území odděleném státní hranicí od jim jazykově blízkých Čechů, Moravanů a Poláků a zároveň je od zdejšího německého a maďarského obyvatelstva odlišovaly jiný jazyk a kultura, došlo v rámci uherského státu k vytvoření zárodků slovenského povědomí. V oficiálních pramenech většinou byli obyvatelé dnešního Slovenska nazýváni Slavus či Sclavus, aby tak byli odlišeni od Chorvatů, Poláků, Čechů a dalších slovanských národů. Termín slovenský se často užíval například v názvech obcí a u toponym, a to především v místech, kde se ve větší míře spolu stýkaly jednotlivé neslovanské národy Uher s původní slovanskou populací Slovenska.

## Dějiny

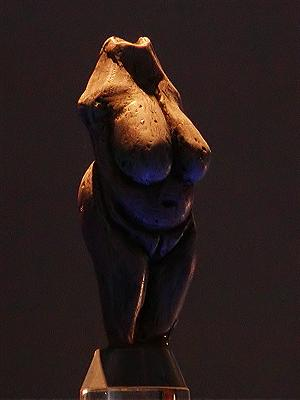
Moravanská venuše

Nejstarší osídlení předchůdci člověka je na území Slovenska doloženo z období před zhruba 240 000 lety, klíčové objevy byly učiněny poblíž Nového Mesta nad Váhom, kde bylo nalezeno množství kamenných oštěpů ze starší doby kamenné. Doloženo je osídlení neandrtálci v období okolo 200 000 př. n. l., neandrtálská lebka tohoto stáří byla nalezena například u Gánovců na severním Slovensku. Významné jsou nálezy z gravettienu (tedy asi 30 000-20 000 př. n. l.), zdaleka nejslavnějším z nich je soška z mamutoviny známá jako Moravanská venuše. Byla nalezena na tábořišti lovců mamutů v Moravanech nad Váhom, poblíž Piešťan.
V době bronzové byla na jižním Slovensku významná větev únětické kultury zvaná hurbanovský typ. Pojmenovaná je podle pohřebiště u města Hurbanovo, které bylo prozkoumáno slovenskými archeology Antonem Točíkem a Pavolem Čaplovičem. Významná byla též těžba mědi ve Špania Dolině. V mladší době bronzové se rozšířily kultury lužická, velatická a čakanská (čačianská), u nichž nalézáme již velké stálé budovy a správní centra. Bohatství a rozmanitost hrobů se značně zvýšila. Obyvatelé vyráběli zbraně, štíty, šperky, nádobí a sochy.  

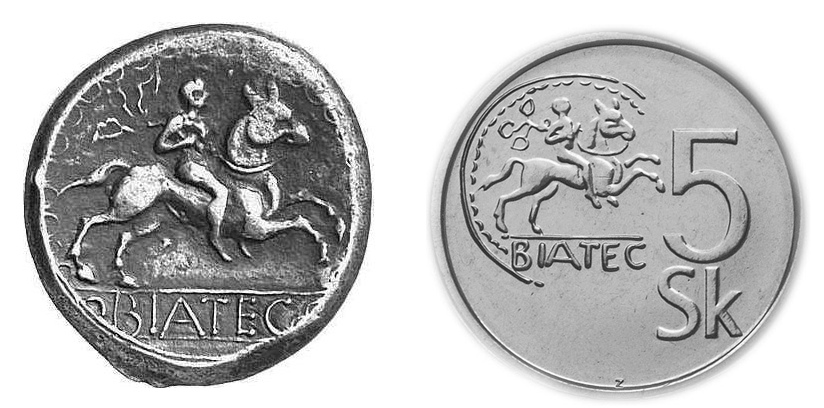
Keltská mince a odkaz na ní na moderní slovenské pětikoruně

Lid lužické kultury se nakonec smísil s Kelty, prvním známým etnikem slovenské historie, jehož příchod je předpokládán ve druhé polovině 4. století př. n. l. Keltská kultura má na Slovensku specifickou větev zvanou púchovská kultura (2. století př. n. l. – 2. století). Pravděpodobným tvůrcem této kultury byl kmen zvaný Kotinové. Nejznámější a nejlépe prozkoumanou keltskou lokalitou je opevněná soustava Havránok nad Liptovskou Marou. Kotinové prý okolo roku 172 nepomohli Římanům proti Markomanům, za což je Marcus Aurelius nechal přestěhovat do Dolní Panonie. V okolí Bratislavy se na krátkou dobu usadil také jiný keltský kmen, Bójové. Jemu je připisována ražba mincí typu biatec (též nazývaných „hexadrachmy bratislavského typu“). Na zadní straně mají tyto mince latinské nápisy, které představují nejstarší použití písma na území dnešního Slovenska. 

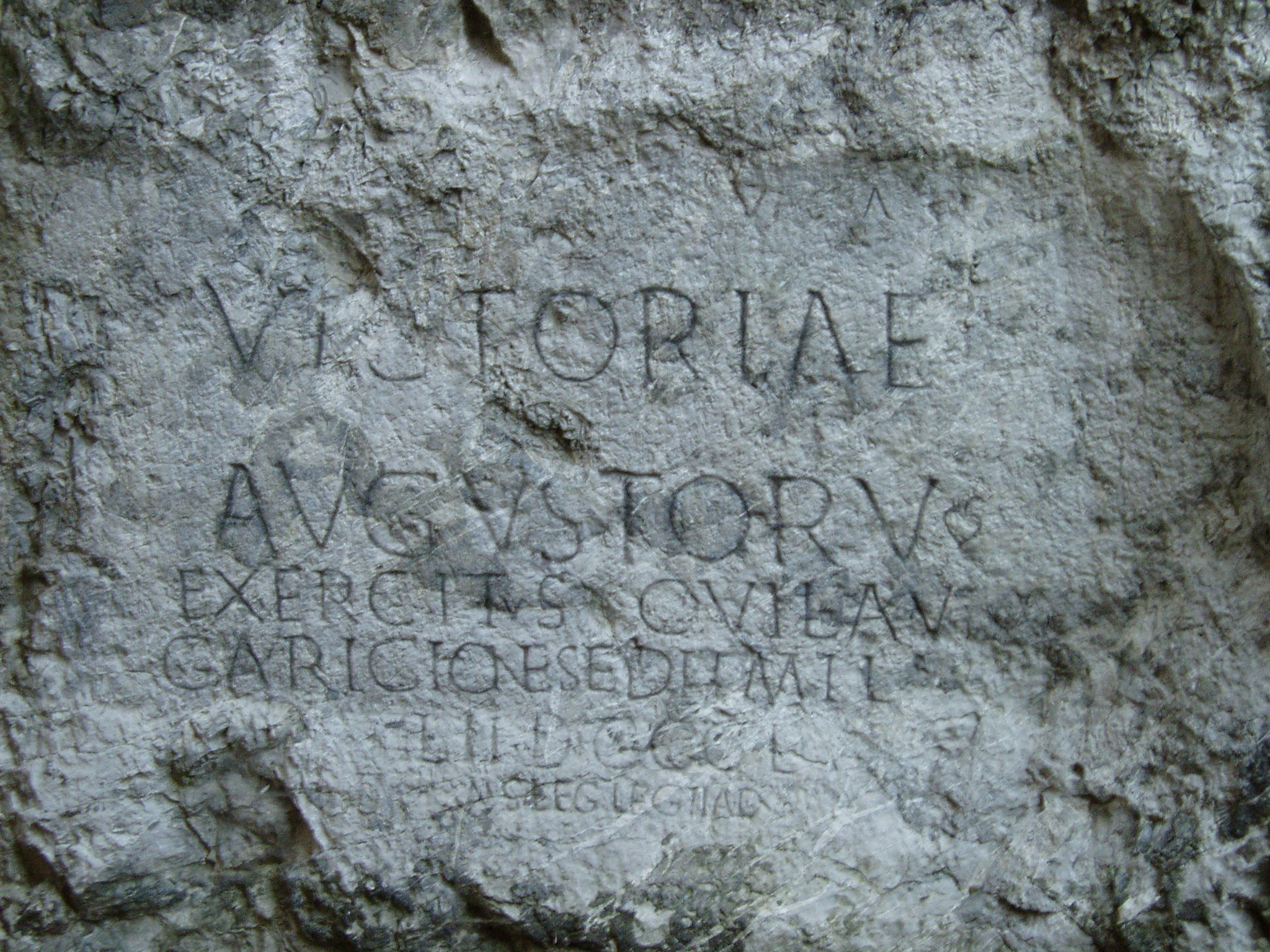
Římský nápis na hradní skále v Trenčíně z přelomu let 178/179 po Kr.

Na přelomu letopočtu pronikli na slovenské území Germáni soupeřící s Římskou říši, jejíž hranici zde tehdy tvořila řeka Dunaj. Nejvýznamnějším germánským kmenem na Slovensku byli Kvádové. Ve 2. třetině 1. století založili pod vedením Vannia útvar nazývaný Vanniovo království, jehož centrum bylo východně od Malých Karpat na jihozápadě Slovenska. Lze ho považovat za první státní útvar na území Slovenska. Kvádové ovládli část Jantarové stezky, čímž se stali zprostředkovateli obchodu mezi Římskou říší a oblastmi na sever od Karpat. Ve 2. století byli Kvádové pod velením Ariogaesa jedni z hlavních protagonistů Markomanských válek, po nichž zůstalo jejich království vůči Římu ve vazalském poměru. Na Markomanské války upomíná i římský nápis na trenčínské skále. Je to nejvýznamnější římská epigrafická památka na sever od Dunaje zachovaná in situ. Nejznámější římská pohraniční pevnost na Slovensku je Gerulata nedaleko Rusovců. Počátkem 5. století se část Kvádů připojila k Vandalům při jejich tažení do Hispánie. Zbylí byli patrně podrobeni Langobardy.

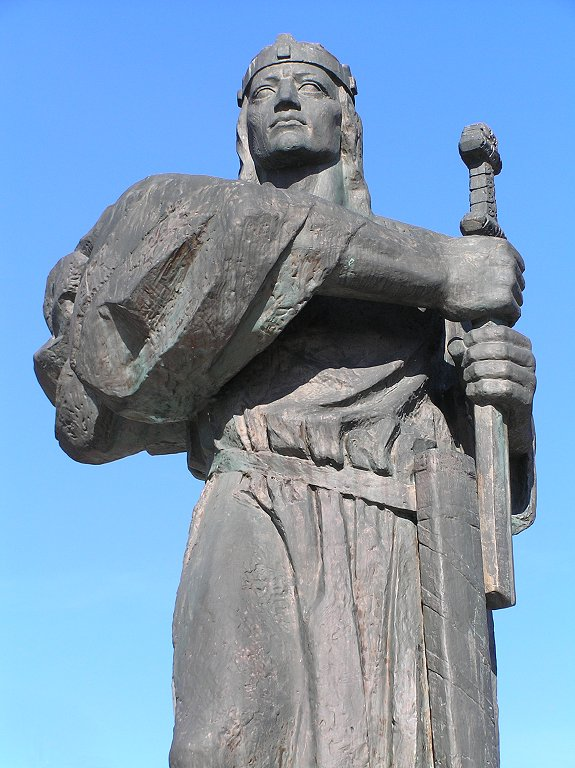
Pribina

Slované osidlovali slovenské území přibližně od 5. století. Od roku 568 byla země pod nadvládou nomádských Avarů a v 7. století se stala součástí Sámovy říše. V roce 791 Karel Veliký Avary porazil a Slované s již rozpadlými kmenovými vztahy vytvořili samostatné Moravské a Nitranské knížectví. Vládce tohoto knížectví Pribina nechal roku 828 vysvětit první známý křesťanský kostel na území dnešního Slovenska. Po roce 833 následovala integrace obou knížectví do celku Velké Moravy, nazývaného v období vlády Svatopluka Velkomoravská říše. Cyrilometodějská mise na Moravu, která založila slovanské písemnictví, měla zásadní vliv i na Slovensko a položila základy slovenské vzdělanosti - jeden ze žáků Cyrila a Metoděje, Gorazd, byl patrně rodilým Slovákem. Pod tlakem maďarských kmenů však došlo k zániku Velkomoravské říše, načež území dnešního Slovenska připadlo nově vytvořenému uherskému státu, jehož součástí zůstalo až do roku 1918.

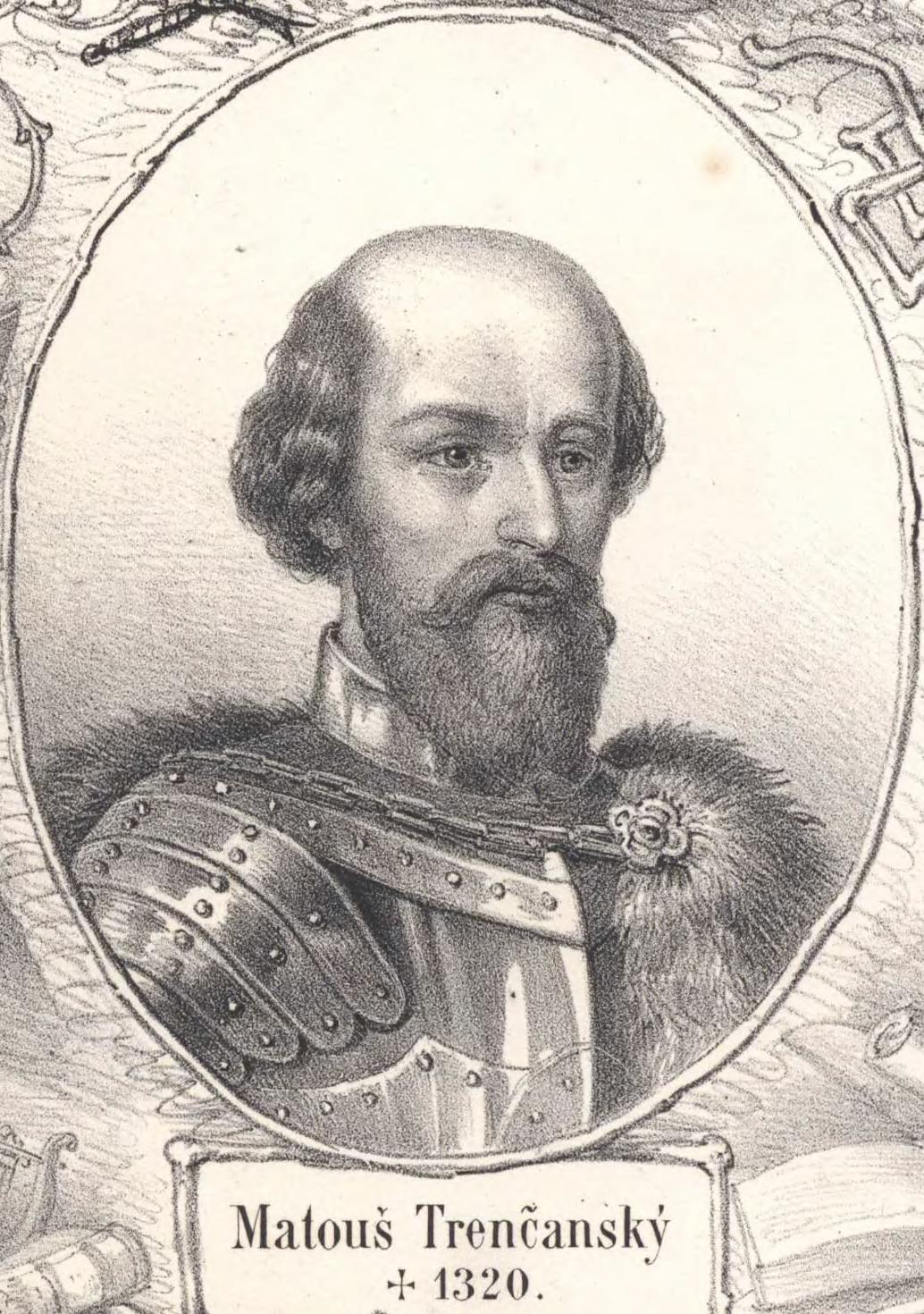
Matúš Čák Trenčanský

Oblast dnešního Slovenska známá jako Horní Uhry byla ve středověku součástí Uherského království (s výjimkou krátkých ovládnutí Poláky v letech 1001–1030 a Čechy v letech 1030–1044). Určitou míru autonomie v rámci Uher si zachovávalo, jakožto Nitranské vévodství, zhruba do roku 1108. Někteří z nitranských vévodů v 10. a 11. století se stávali i uherskými králi (Béla I. nebo Ladislav I.). Etnické složení Slovenska se stalo rozmanitějším s příchodem karpatských Němců ve 13. století a Židů ve 14. století. Němci rychle získávali velký vliv, což vedlo k národnostním třenicím - uherský král Ludvík I. Veliký musel jednu takovou řešit vydáním Privilegia pro Slavis (Privilegia pro Slováky) v roce 1381. Podle tohoto dokumentu měli Slováci a Němci obsadit polovinu míst v městské radě města Žiliny a Slovák a Němec se měli pravidelně každý rok střídat ve funkci starosty. K významnému populačnímu poklesu došlo po invazi Mongolů v roce 1241 a následném hladomoru. Na začátku 14. století se do pozice téměř nezávislého vládce Slovenska dostal šlechtic Matúš Čák Trenčanský. V roce 1465 založil král Matyáš Korvín v Bratislavě univerzitu Academia Istropolitana, vedenou Janem Vitézem, ale ta byla v roce 1490, po králově smrti, uzavřena.

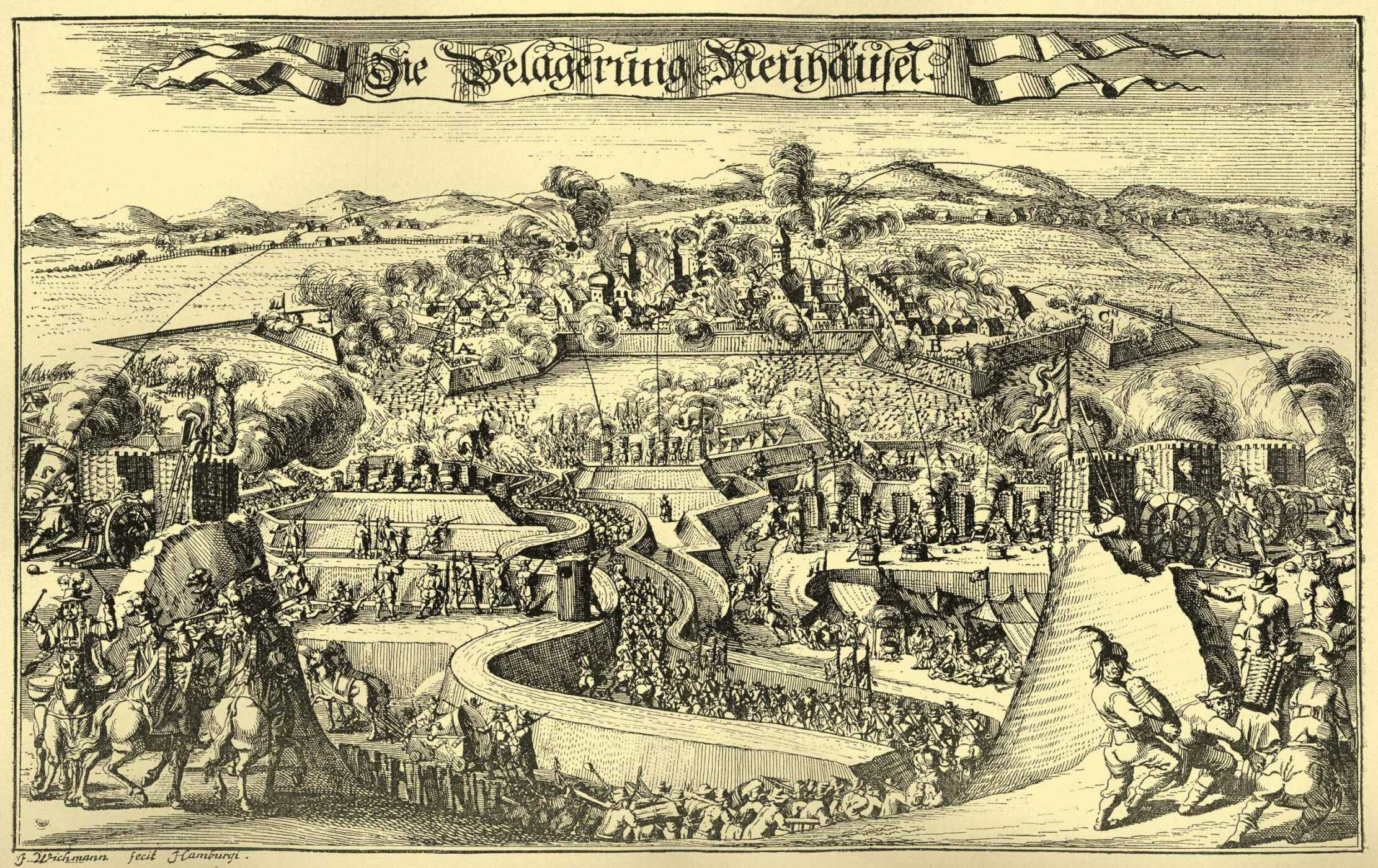
Obléhání turecké pevnosti Nové Zámky vojsky křesťanské Svaté ligy roku 1685

Po bitvě u Moháče roku 1526 nastoupil na uherský trůn Ferdinand I. Habsburský a Slovensko se tak stalo součástí habsburského soustátí. Po osmanské expanzi v 16. a 17. století, která zasáhla i území Slovenska, se uherské území dočasně zredukovalo prakticky jen na hornatou část Slovenska, dnešní rakouskou spolkovou zemi Hradsko (Burgenland) a západní Maďarsko. Slovensko se tak stalo jádrem zbývajících Královských Uher. Bratislava se stala hlavním (1536–1784, 1848) i korunovačním městem (1563–1830) a také sídlem sněmu Královského Uherska (1542–1848). Trnava se pak následně stala sídlem ostřihomského arcibiskupa, čili centrálním městem uherské římskokatolické církve. Důsledkem migrace dvou třetin maďarské šlechty na Slovensko byla však také jazyková a kulturní maďarizace. I protihabsburská stavovská povstání v Uhrách se odehrávala většinou na území dnešního Slovenska. Z těchto povstání vzešla i postava legendárního zbojníka Juraje Jánošíka, který se stal do značné míry slovenským národním symbolem.

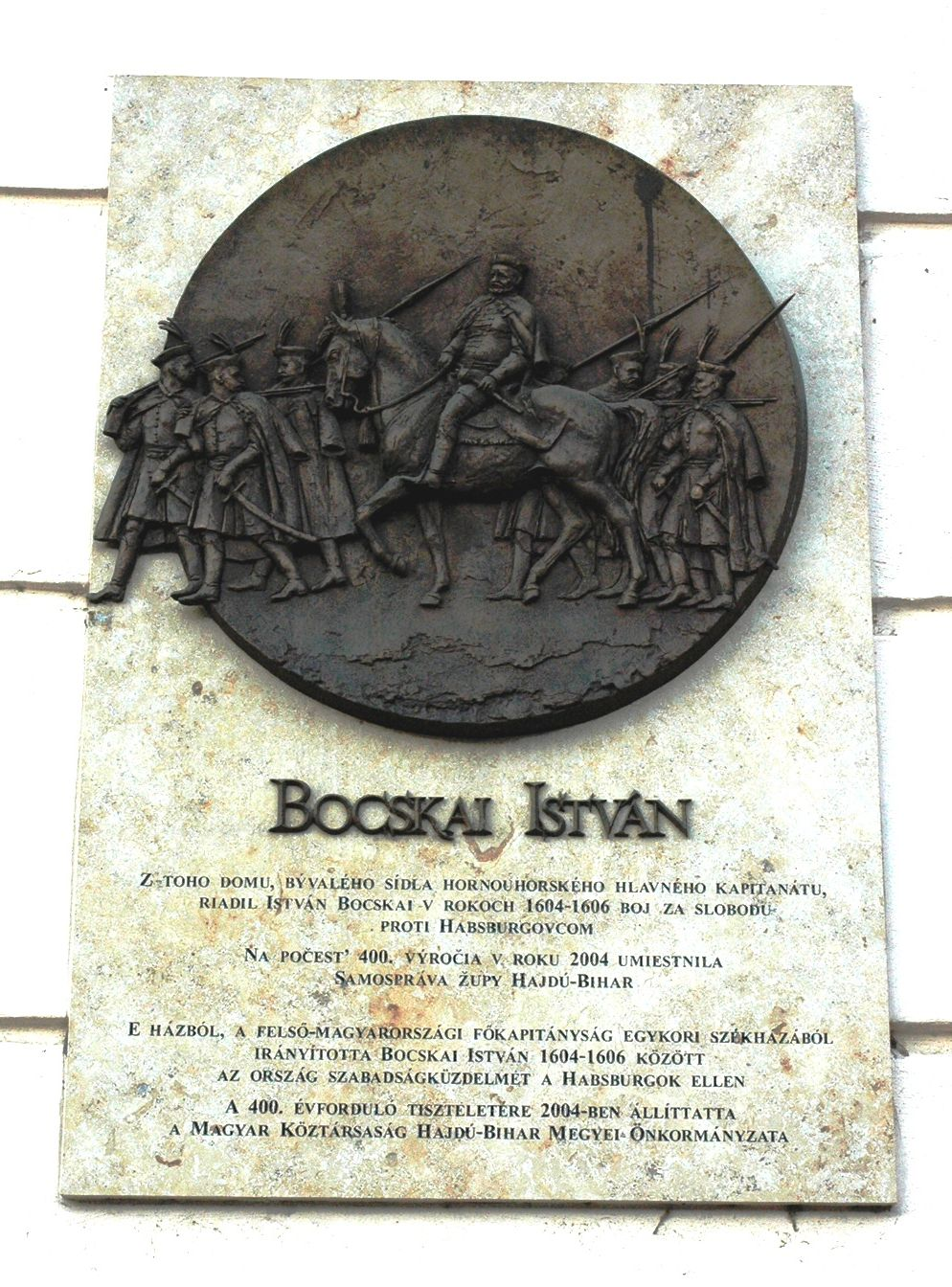
Pamětní tabule na domě v Košicích, odkud Štěpán Bočkaj řídil své povstání (1604-1606)

Již po husitských válkách našlo na Slovensku azyl několik českých husitských rodin. To vytvořilo podhoubí šíření protestantismu. Toto šíření se stalo po návratu několika slovenských žáků Martina Luthera na Slovensko skutečně velmi rychlé a na krátkou dobu byla v 17. století většina Slováků luterány. Po roce 1648 však protireformace přivedla většinu obyvatel od luteránství zpět k římskému katolicismu.

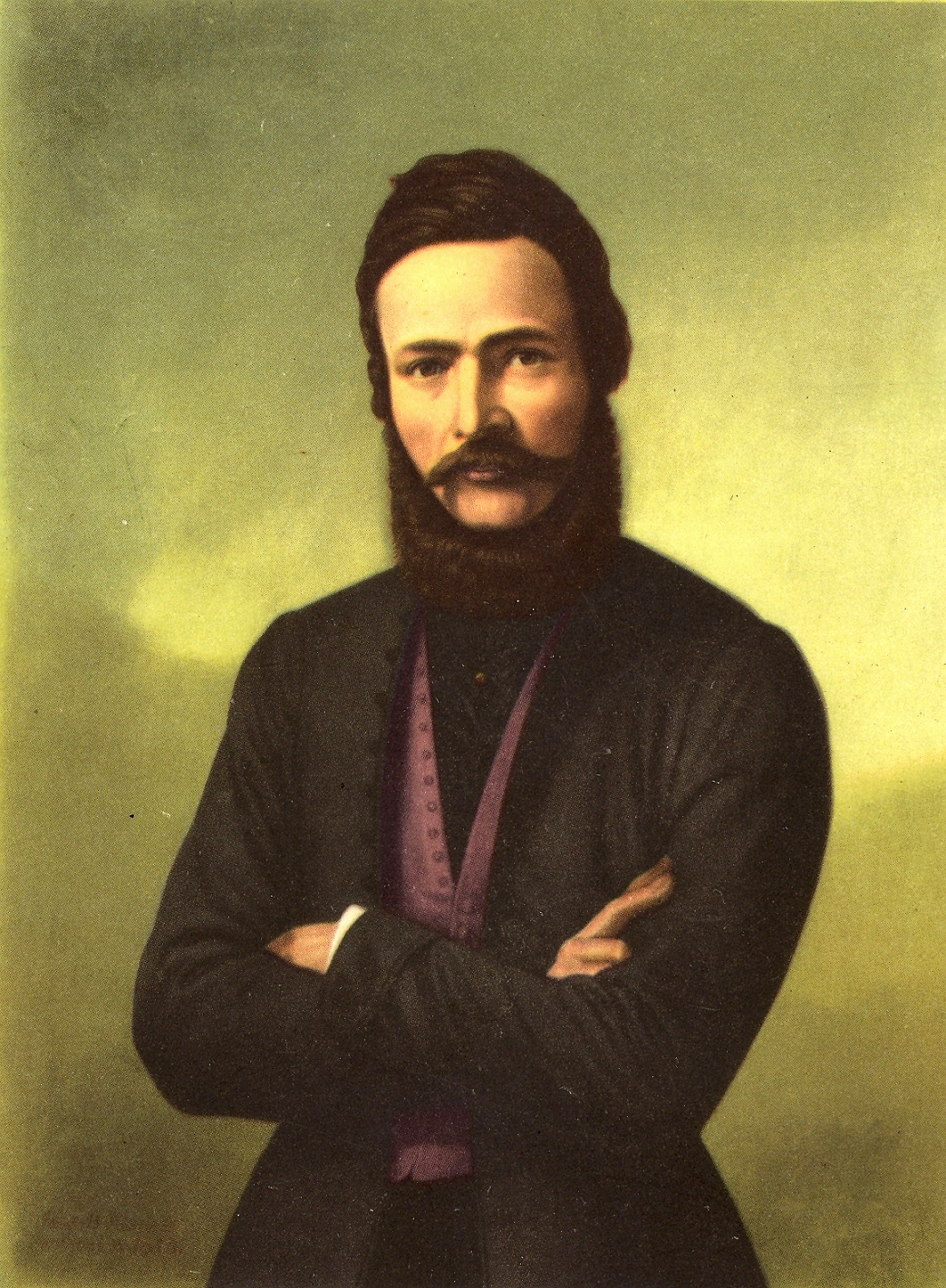
Ľudovít Štúr

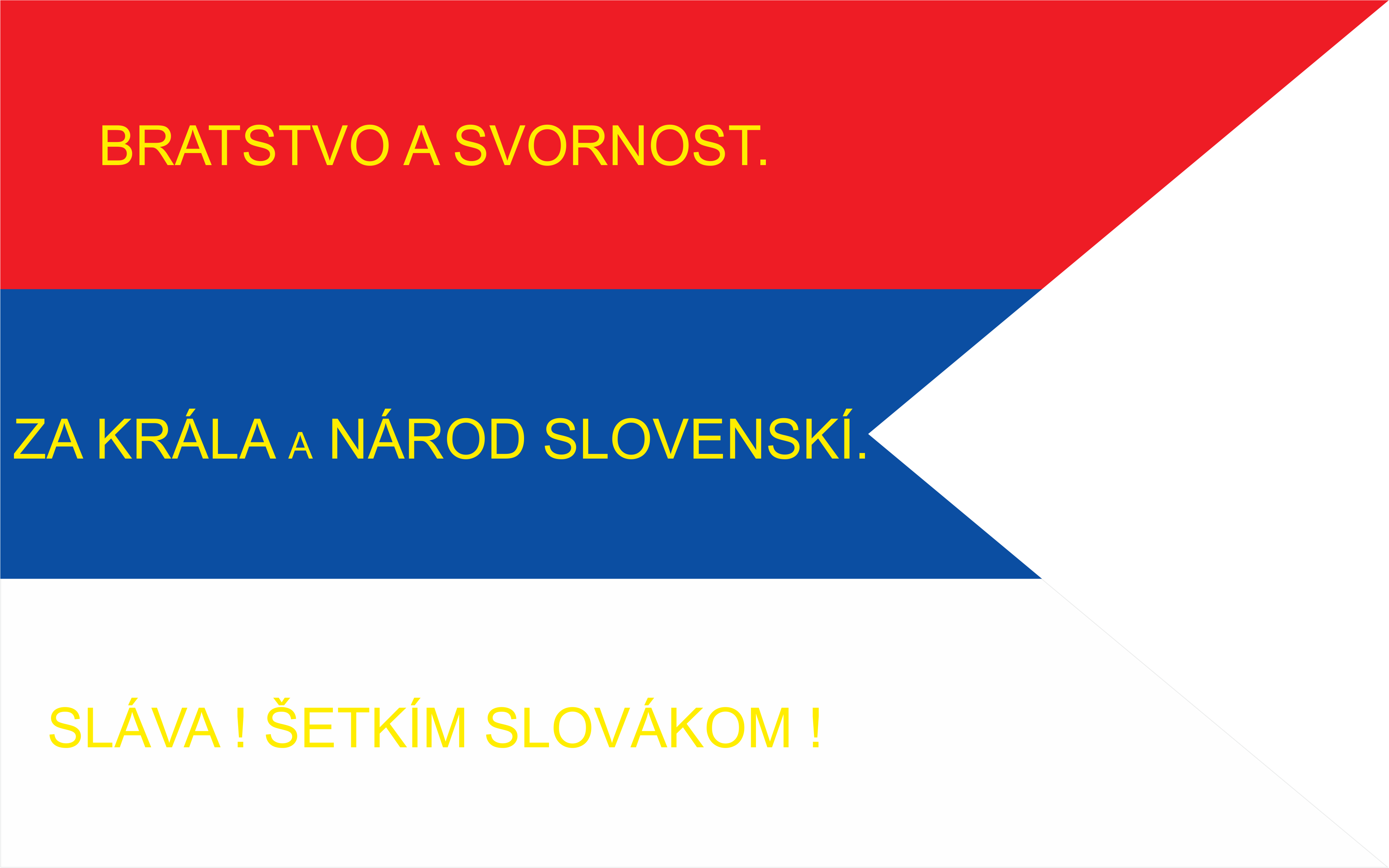
Vlajka slovenských dobrovolníků (1848/1849)

Ke zformování moderního slovenského národa došlo v průběhu 19. století během procesu, který je znám jako tzv. Slovenské národní obrození. Klíčovou osobností první fáze obrození byl Anton Bernolák, který prosadil kodifikaci spisovné slovenštiny na základě západoslovenského nářečí (bernolákovština) na úkor snah evangelíků učinit spisovným jazykem na Slovensku češtinu (přesněji bibličtinu). Druhá fáze obrození byla slavjanofilská a reprezentovali ji Jan Kollár a Pavel Josef Šafařík. Ve třetí fázi se generace vedená Ľudovítem Štúrem jednak definitivně rozhodla pro nezávislou slovenskou identitu i jazyk, a také dorostla k požadavkům politickým a zapojila se do revoluce v letech 1848 až 1849. Revolučním orgánem byla Slovenská národní rada řízená Štúrem, Jozefem Miloslavem Hurbanem a Michalem Miloslavem Hodžou. V revoluci podporovali tito Slováci centrální vládu ve Vídni proti uherským povstalcům, neboť si slibovali, že by Vídeň po revoluci mohla uznat nezávislost Slovenska na Uhrách v rámci Rakouské monarchie. Po porážce uherského povstání však naopak došlo k centralizaci státu a požadavky Slováků na federalizaci monarchie či národní autonomii nebyly vyslyšeny.

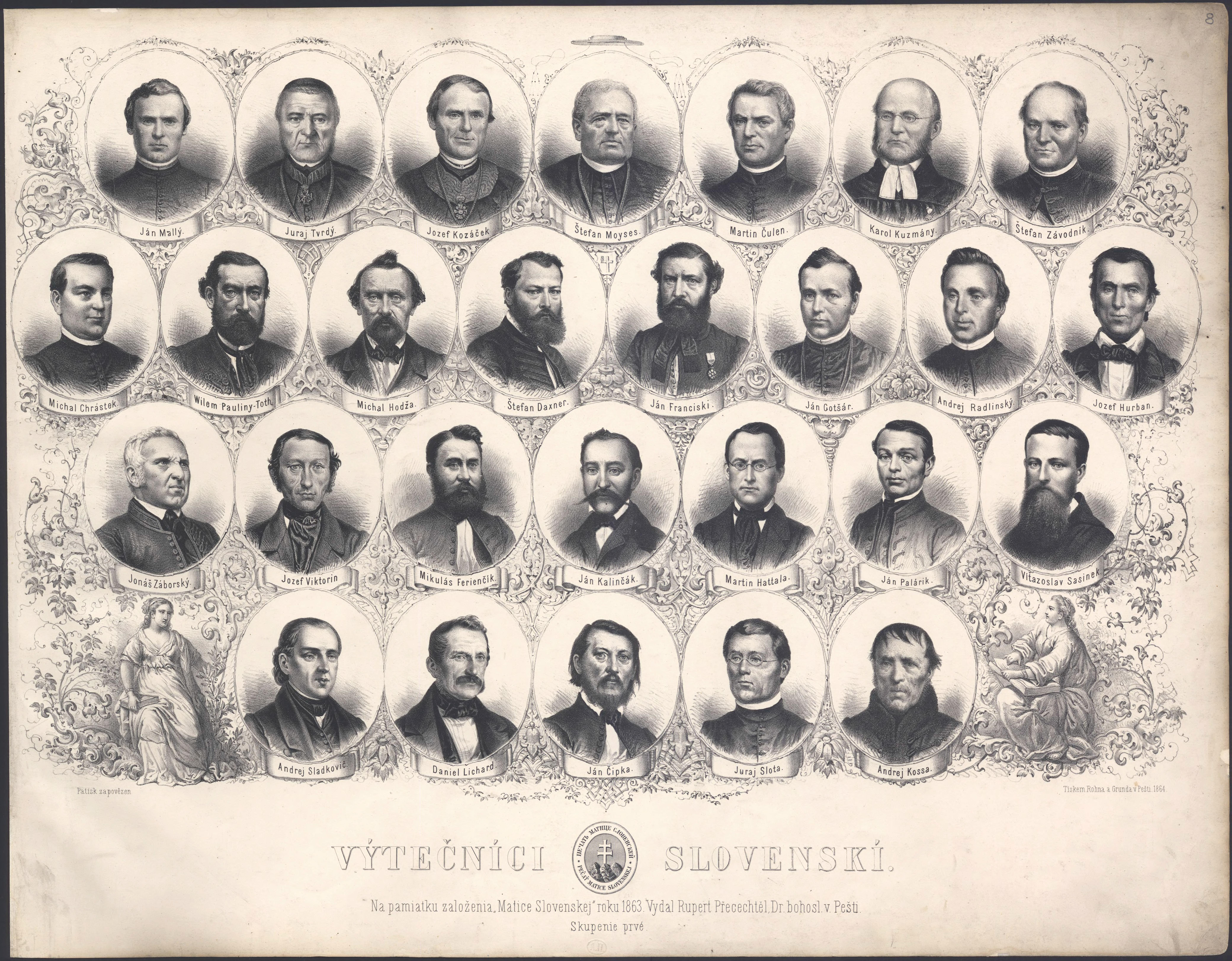
zakladatelé Matice slovenské

Nejhoršímu tlaku maďarizace čelili Slováci po uzavření rakousko-uherského vyrovnaní v roce 1867. Maďarizaci se snažila čelit Matice slovenská založená roku 1863 v Martině. V roce 1875 byla činnost Matice slovenské zakázána a její majetek byl zabaven. Až do roku 1918 pak uherská vláda rozhodovala i nad územím Slovenska a maďarizační tlak zesilovala (viz Apponyiho školní zákony, černovská tragédie). Během první světové války slovenská protirakouská emigrace usoudila, že projekt samostatného státu po válce by byl nerealistický a rozhodla se spolupracovat s Tomášem Garriguem Masarykem na vzniku společného státu Slováků a Čechů (viz též Clevelandská dohoda, Pittsburská dohoda, Washingtonská deklarace). 

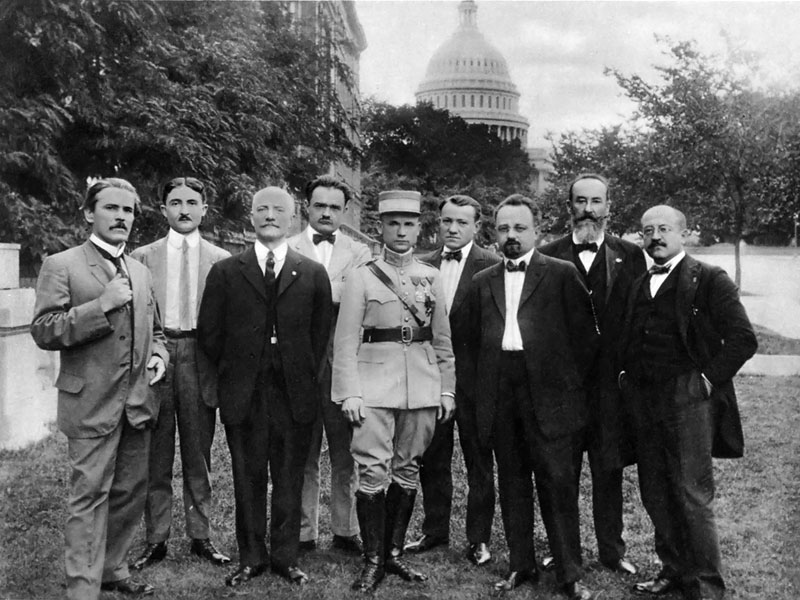
Milan Rastislav Štefánik (v uniformě) ve Washingtonu

Po zániku Rakousko-Uherska v roce 1918 se Slovensko s téměř dnešním vytyčením hranic stalo skutečně součástí nově vzniklé Československé republiky a vymanilo se tak z vlivu Budapešti. Historickým dokumentem se stala Martinská deklarace, jíž se domácí slovenská politická reprezentace do společného státu s Čechy přihlašovala. Velké zásluhy na vzniku republiky měl Slovák Milan Rastislav Štefánik. I jiní Slováci dosáhli významných pozic v rámci nového státu. V prvních letech republiky sehrál důležitou úlohu Vavro Šrobár, jeden čas neomezený vládce nad Slovenskem (tzv. ministr pro správu Slovenska). Sehrál klíčovou roli v době, kdy československá vláda bojovala proti pokusu komunistického Maďarska (Maďarské republiky rad) Slovensko obsadit (viz Maďarsko-československá válka). Agrárník Milan Hodža se stal jako první Slovák československým premiérem. 

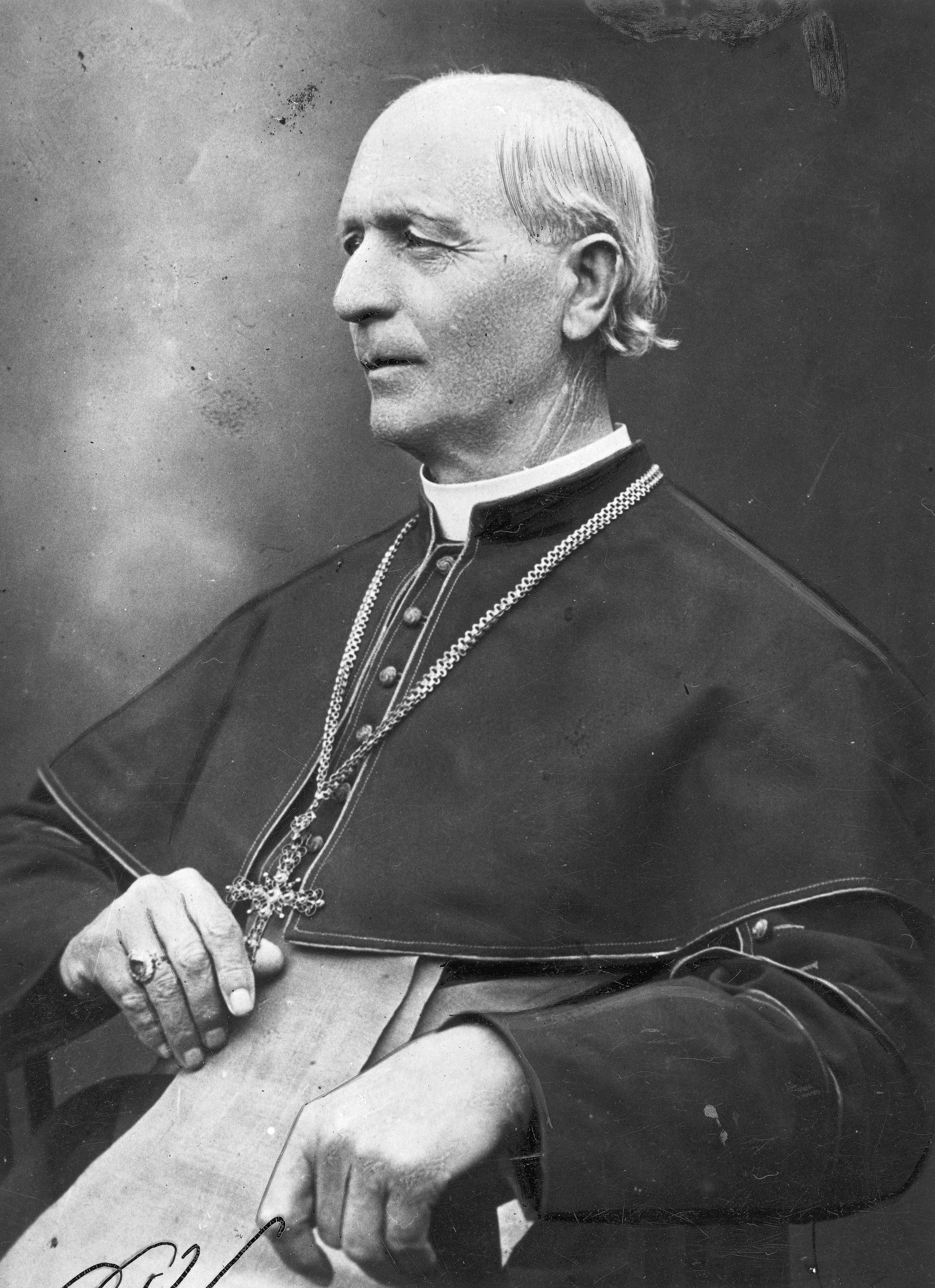
Andrej Hlinka (1937)

Nesprávně interpretovaná idea čechoslovakismu u českých politiků a neochota Prahy udělit Slovensku autonomii však daly na Slovensku vzniknout autonomistickému politickému směru vedenému Andrejem Hlinkou. Samosprávná Slovenská země sice existovala v letech 1928–1938, autonomní postavení získala však až po pádu tzv. první republiky, kterou zničila mnichovská dohoda. Oslabený, okleštěný a spojenci opuštěný československý stát (tzv. druhá republika) nakonec nedokázal ochránit územní integritu ani Slovenska, a to muselo po první vídeňské arbitráži odstoupit Maďarsku jižní oblasti. Slovenská politická reprezentace se pokusila zachránit přímým jednáním a spojenectvím s německým diktátorem Hitlerem, na jehož přání se spolupodílela na rozbití Československa, vyhlášením nezávislosti 14. března 1939. O den později zánik státu dovršila okupace českých zemí nacistickým Německem.

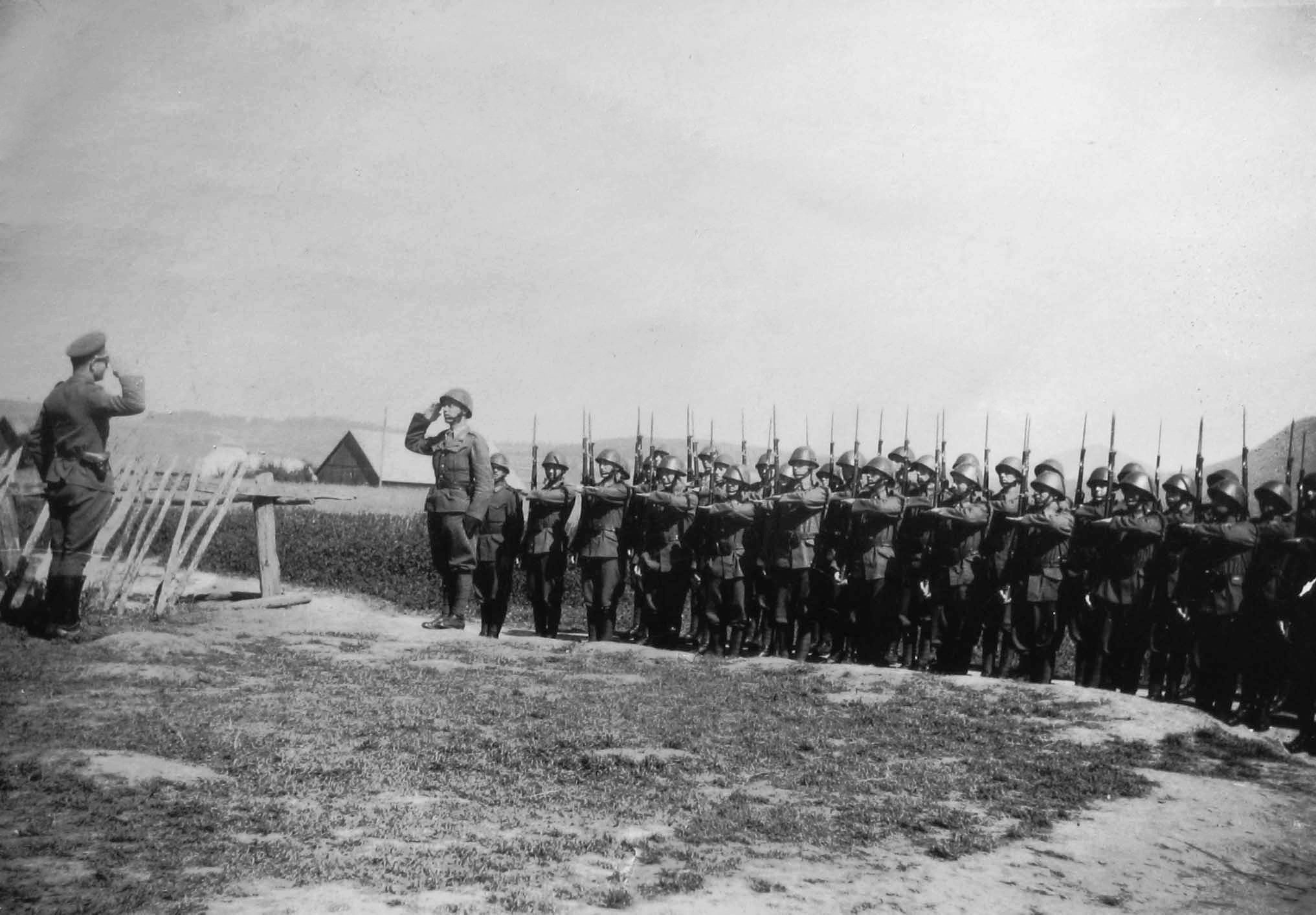
Bojovníci SNP

V dobách druhé světové války (1939–1945) získalo Slovensko formální samostatnost jako Slovenská republika, neoficiálně Slovenský štát, fakticky však bylo satelitem nacistického Německa. Stát byl veden Jozefem Tisem. Slovenská armáda se zúčastnila útoku na Polsko a invaze do Sovětského svazu. Tisův režim také umožnil Němcům perzekuci židovské komunity, během války bylo zabito asi 70 tisíc slovenských Židů. Přesto Němci Slovensko nakonec okupovali. V reakci na to vypuklo v létě roku 1944 na Slovensku Slovenské národní povstání (SNP). Hlavními veliteli povstání byli generálové Rudolf Viest a Ján Golian. Centrem povstaleckého území se stala Banská Bystrica. Po jejím obsazení německými silami 27. října 1944 přešla menší část povstalců se svými základnami v pohořích středního Slovenska k partyzánskému způsobu boje. Na následných represích vůči obyvatelstvu se vedle jednotek SS a Heimatschutzu podílely i Pohotovostní oddíly Hlinkovy gardy. Slovák Jozef Gabčík se naopak podílel na odbojové akci, při níž byl v Praze zlikvidován nacistický pohlavár Reinhard Heydrich. Slovenská republika zanikla na počátku května 1945, kdy slovenské území osvobodila Rudá armáda (spolu s armádou Rumunska a 1. československým armádním sborem).

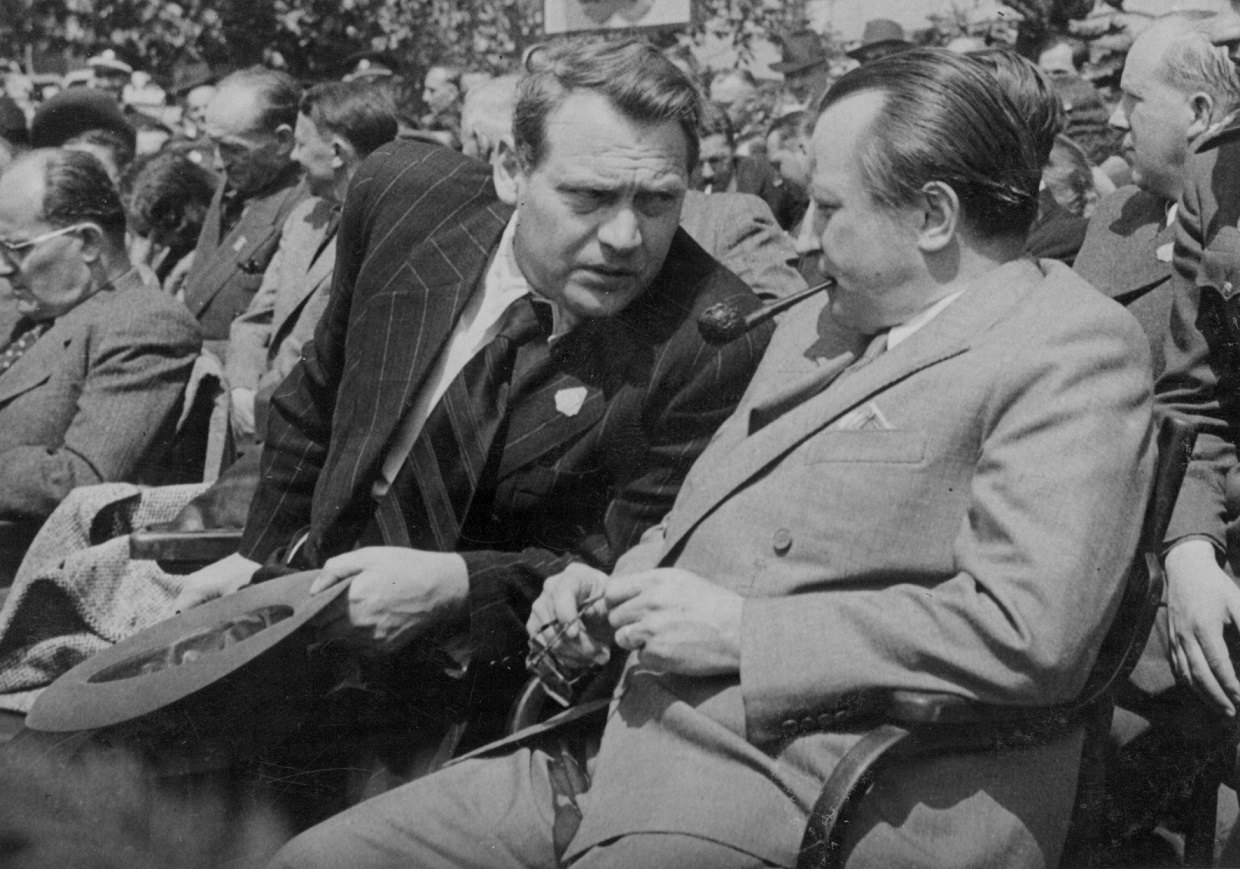
Laco Novomeský a Vladimír Clementis

Roku 1945 došlo k obnovení Československa a Slovensko získalo zpět svá jižní území. K uvažovanému odsunu Maďarů z něj ale nakonec nedošlo, jen k menší výměně obyvatel mezi Československem a Maďarskem a ještě menšímu přesídlení některých Maďarů do českých zemí. Slovensku tak poměrně velká maďarská menšina zůstala. Slovenská snaha o národnostní zrovnoprávnění vedla k vytvoření asymetrického modelu institucí, například samostatného slovenského sněmu a vlády (sbor pověřenců). Po komunistickém převratu roku 1948 však byly všechny otázky stejně řešeny hlavně na půdě komunistické strany. Československo se změnilo v socialistický stát, který spadal do sféry vlivu Sovětského svazu. Slovensko bylo ovlivněno zejména masivním plánem industrializace a jako silně agrární zemi ho zasáhla rozsáhlá kolektivizace zemědělství. Slovenští národně orientovaní komunisté (Vladimír Clementis, Laco Novomeský, Gustáv Husák) se v 50. letech stali obětí represí (viz proces s buržoazními nacionalisty). Jinak byli oběťmi politických procesů na Slovensku hlavně katoličtí kněží a řeholníci.

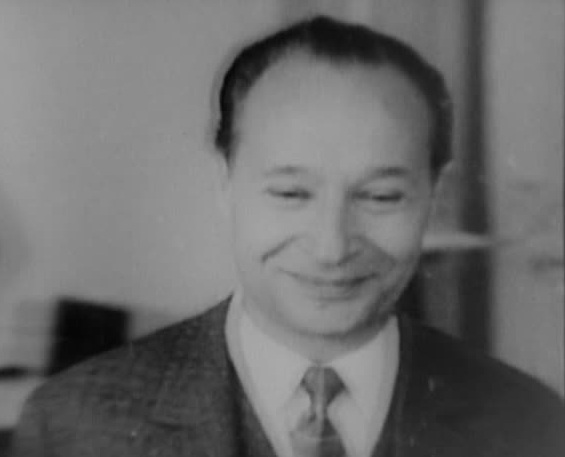
Alexander Dubček roku 1968

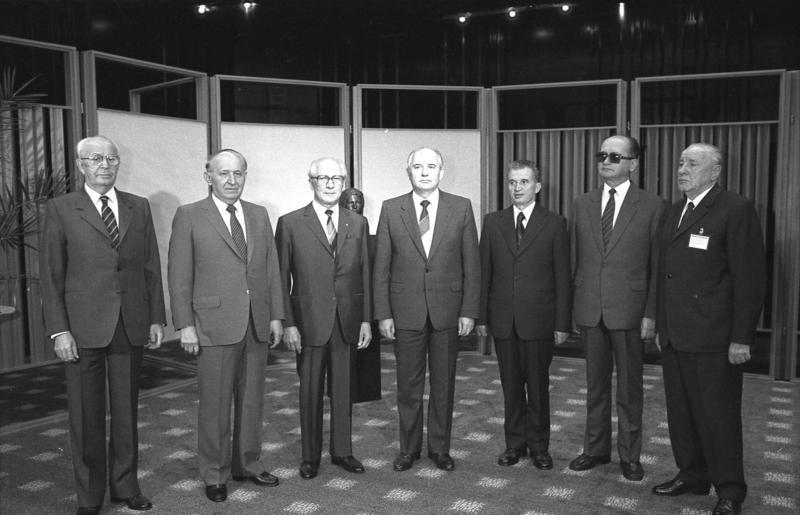
Gustáv Husák (zcela vlevo) s ostatními komunistickými vůdci

Na konci 60. let se slovenští komunisté zásadním způsobem podíleli na pokusu o liberalizaci režimu, který je znám jako pražské jaro. Do čela KSČ se roku 1968 postavil Slovák Alexander Dubček. Po rozdrcení těchto snah sovětskou vojenskou invazí se slovenským reformním komunistům podařilo alespoň prosadit federalizaci Československa. Od 1. ledna 1969 tak byla na základě ústavního zákona o československé federaci ustavena Slovenská socialistická republika (SSR), která spolu s Českou socialistickou republikou (ČSR) tvořila Československou socialistickou republiku (ČSSR). Vedení KSČ se chopil Slovák Gustáv Husák, v roce 1975 se pak stal prvním Slovákem v úřadu československého prezidenta. Byl také ústřední postavou tzv. normalizace, tedy návratu režimu do mantinelů vyžadovaných sovětskými okupanty. Normalizace na Slovensku měla nicméně mírnější průběh. Opoziční hnutí bylo na Slovensku především katolické, k představitelům patřil například Ján Čarnogurský. První velkou akcí, kterou se opozici podařilo uspořádat, byla tzv. svíčková demonstrace 25. března 1988.

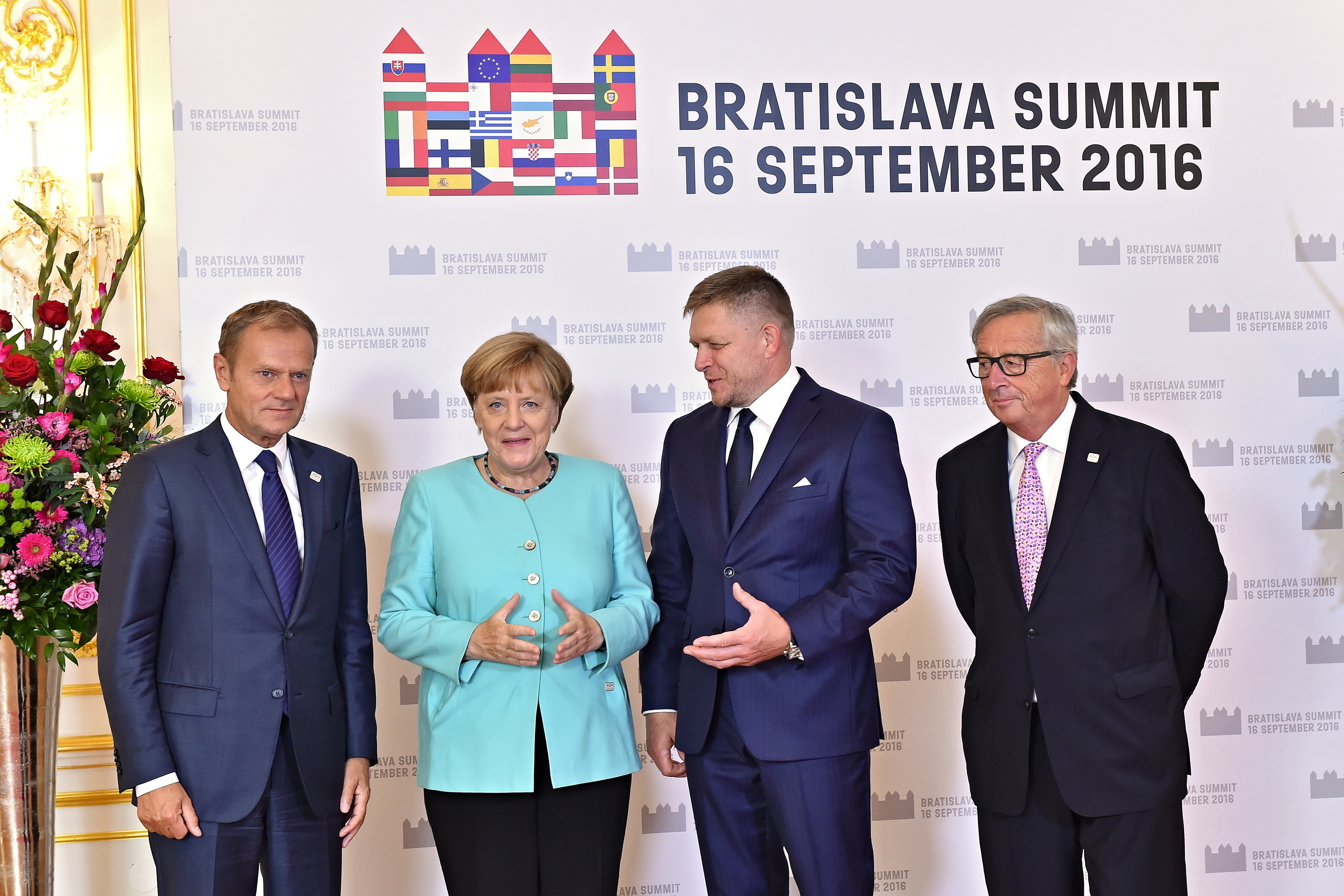
Summit EU v Bratislavě roku 2016. Slovensko do unie vstoupilo roku 2004

V roce 1989 vypukla sametová revoluce, která svrhla komunistický režim. Na Slovensku sehrálo klíčovou roli hnutí Verejnosť proti násiliu. Následně došlo k demokratizaci Československa a ze Slovenska se začalo ozývat volání po větší autonomii, ba i svrchovanosti. Ústavním zákonem Slovenské národní rady ze dne 1. března 1990 se název země změnil na Slovenská republika. V témž období byl změněn i název České republiky a federace. Změnu názvu federálního státu ovšem provázely značné spory, známé jako pomlčková válka. Naznačily, že představy o uspořádání federace se v obou jejích částech stále více rozcházejí. To bylo ještě evidentnější po volbách v létě roku 1992. Následná jednání vedená za českou stranu Václavem Klausem a za slovenskou Vladimírem Mečiarem nakonec vyústila v dohodu o poklidném rozdělení federace na dva samostatné státy ke konci roku. Pro poklidnost procesu je rozdělení někdy nazýváno "sametový rozvod". K 1. lednu 1993 tak Česká a Slovenská Federativní Republika zanikla a vznikla současná Slovenská republika. Prvním slovenským premiérem se stal Vladimír Mečiar, prvním prezidentem Michal Kováč. Slovensko se 29. března 2004 stalo členem Severoatlantické aliance a dne 1. května 2004 také členem Evropské unie. V roce 2009 přijalo společnou evropskou měnu euro. Klíčovou zahraničněpolitickou platformou je pro Slovensko Visegrádská čtyřka, v níž spolupracuje se svými středoevropskými sousedy. Země se v éře samostatnosti stala ekonomicky velmi úspěšná. Vysloužila si dokonce přezdívku Tatranský tygr.

## Státní symboly
Slovenské státní symboly jsou stanoveny zákonem NR SR č. 63/1993 Z. z. o štátnych symboloch Slovenskej republiky a ich používaní v znení neskorších predpisov.

### Vlajka
Slovenská vlajka je tvořena listem o poměru stran 2:3 se třemi vodorovnými pruhy: bílým, modrým a červeným. Při žerďovém okraji, ve vzdálenosti 1/3 délky vlajky, je umístěn státní znak s bílým lemem.

### Znak
Slovenský státní znak je tvořen červeným štítem, na němž je modré trojvrší, s oblými vrchy. Z prostředního, vyvýšeného vrchu vyrůstá stříbrný dvojramenný kříž. Kůl i ramena kříže jsou na koncích rozšířená a zaoblená dovnitř.

### Hymna
Slovenská hymna je píseň Nad Tatrou sa blýska (česky Nad Tatrou se blýská). Text napsal básník, prozaik a dramatik Janko Matúška na melodii slovenské lidové písničky Kopala studienku. Od roku 1920 byla první sloka součástí československé hymny, po vzniku Slovenska v roce 1993 jsou slovenskou státní hymnou první dvě sloky.

### Pečeť
Slovenská státní pečeť je kruhová, její průměr je 45 mm. Ve středu je státní znak a v mezikruží okolo něj nápis „SLOVENSKÁ REPUBLIKA”. V dolní části pečeti je lipový lístek.

## Geografie

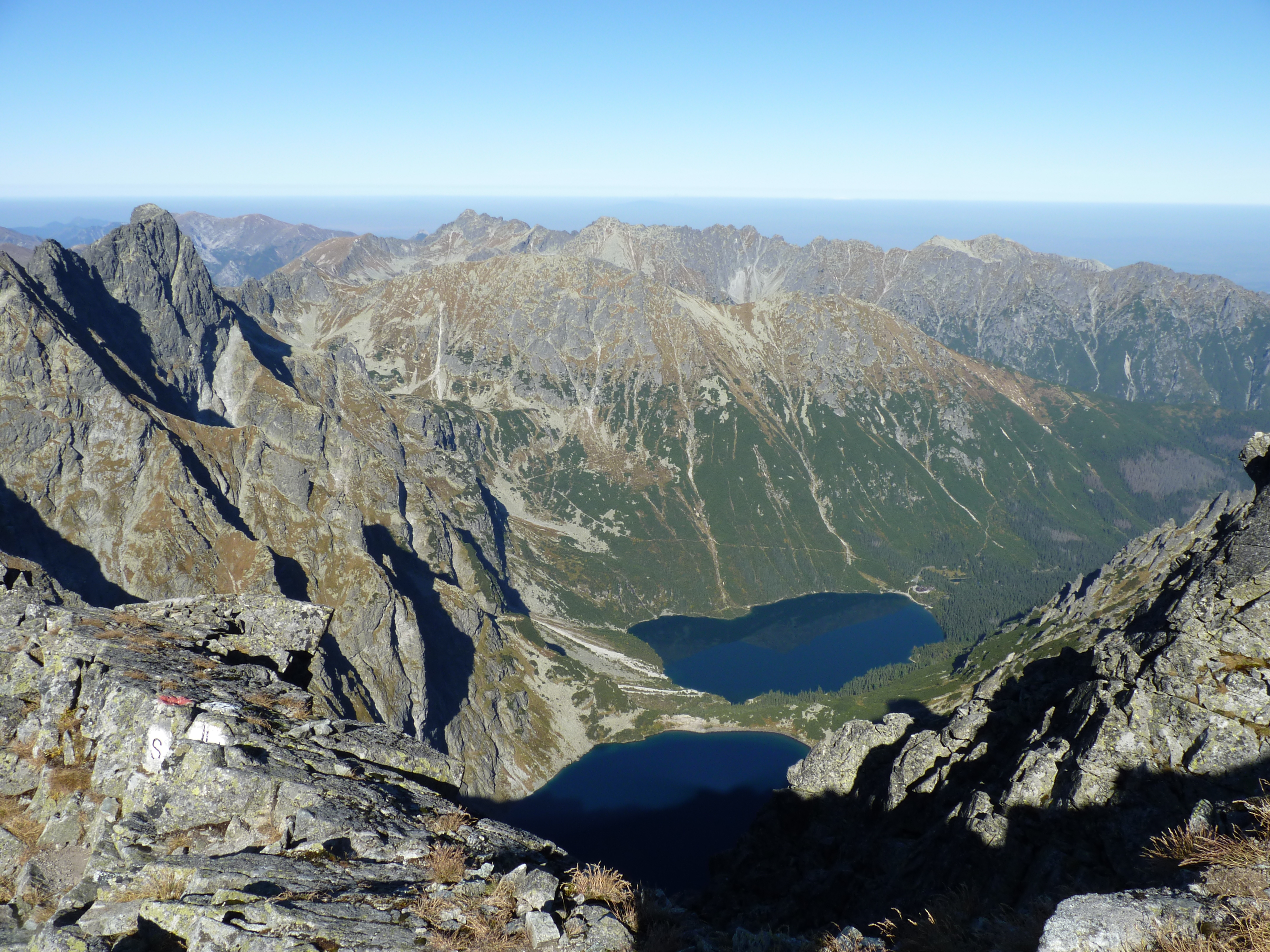
Vysoké Tatry

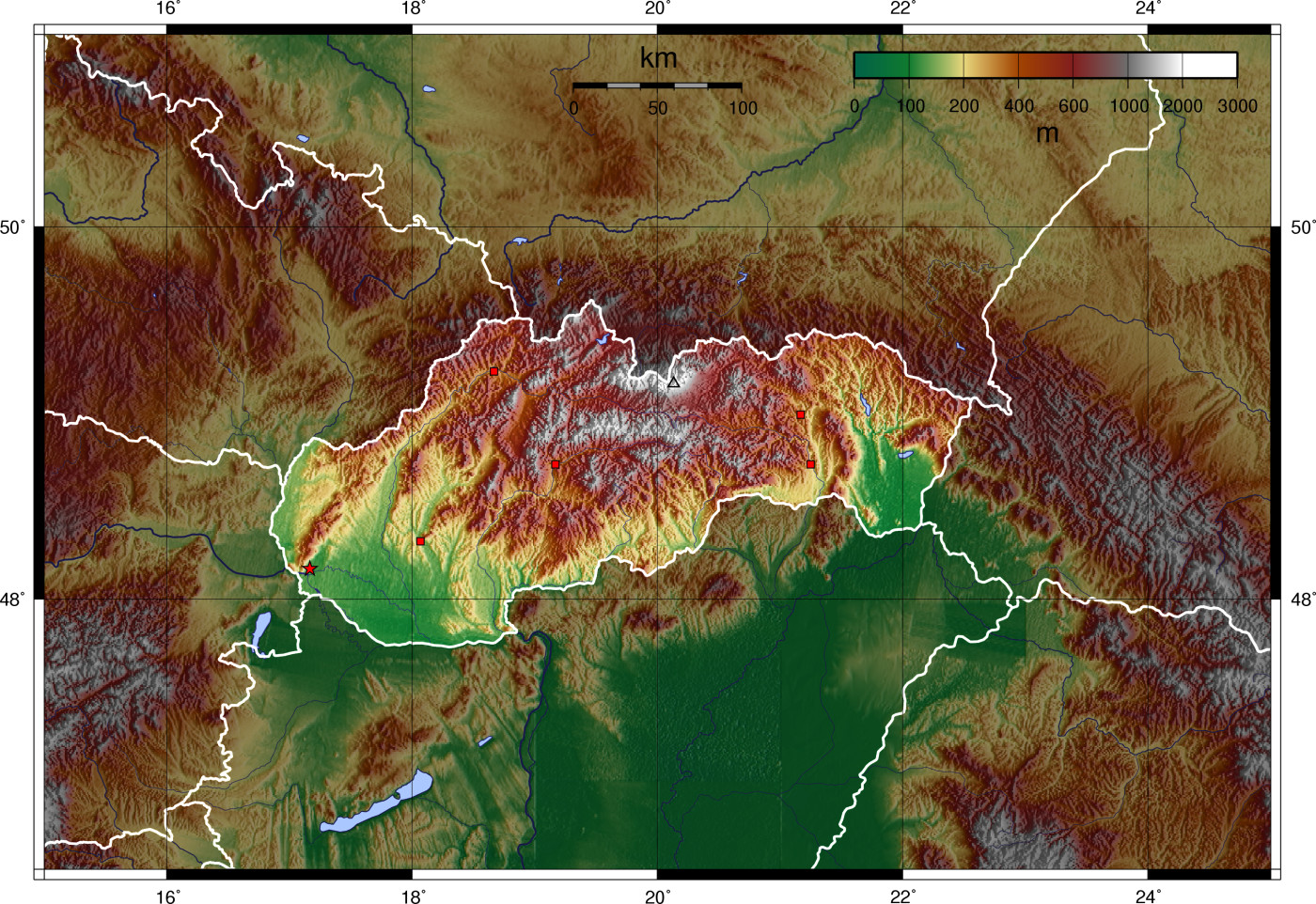
Topografická mapa Slovenska

Slovensko je vnitrozemský stát nacházející se ve střední Evropě. Celkový rozsah jeho území čítá 49 036 km2. Sousedí na severu s Polskem, na východě s Ukrajinou, na jihu s Maďarskem, na jihozápadě s Rakouskem a na západě s Českem.
Severním a středním oblastem Slovenska dominují na především rozsáhlé horské masivy, které jsou součástí Západních Karpat. Ty se dělí na tři části – Vnější, Střední a Vnitřní. Vnější Západní Karpaty se nacházejí na severu a zahrnují Malé Karpaty, Javorníky a Beskydy. Střední Západní Karpaty se skládají z Vysokých a Nízkých Tater. Vnitřní Karpaty postupují dále na jih do Maďarska. Jejich součástí je především Slovenské rudohoří. V západních oblastech převládají spíše kopce. Níže položené oblasti jsou ve velké většině na jihu při hranicích s Maďarskem. Dvě nejvýznamnější z nich představují Podunajská a Východoslovenská nížina. Nejvyšším bodem je Gerlachovský štít ve Vysokých Tatrách, dosahující výšky 2 654 m.
Přes 31,9 % půdy se využívá k zemědělské činnosti. Přetrvávajícími ekologickými problémy zůstávají znečištěné ovzduší a kyselé deště. Ačkoliv byl původní lesní porost vážně narušen intenzivním kácením a zemědělskou činností, stále lesy pokrývají více než dvě pětiny povrchu. Národní parky, chráněné krajinné oblasti a další přírodní rezervace spravuje Státní ochrana přírody Slovenské republiky, vytvořená roku 2000. Nejstarší chráněné oblasti byly ustavovány od roku 1895, první národní park byl zřízen o více než 50 let později, roku 1948. V současnosti se na Slovensku nachází 9 národních parků a 14 chráněných krajinných oblastí. V roce 2004 zasáhla Vysoké Tatry větrná smršť, která silně poškodila zdejší lesní porost a způsobila škody v hodnotě několika miliard korun.

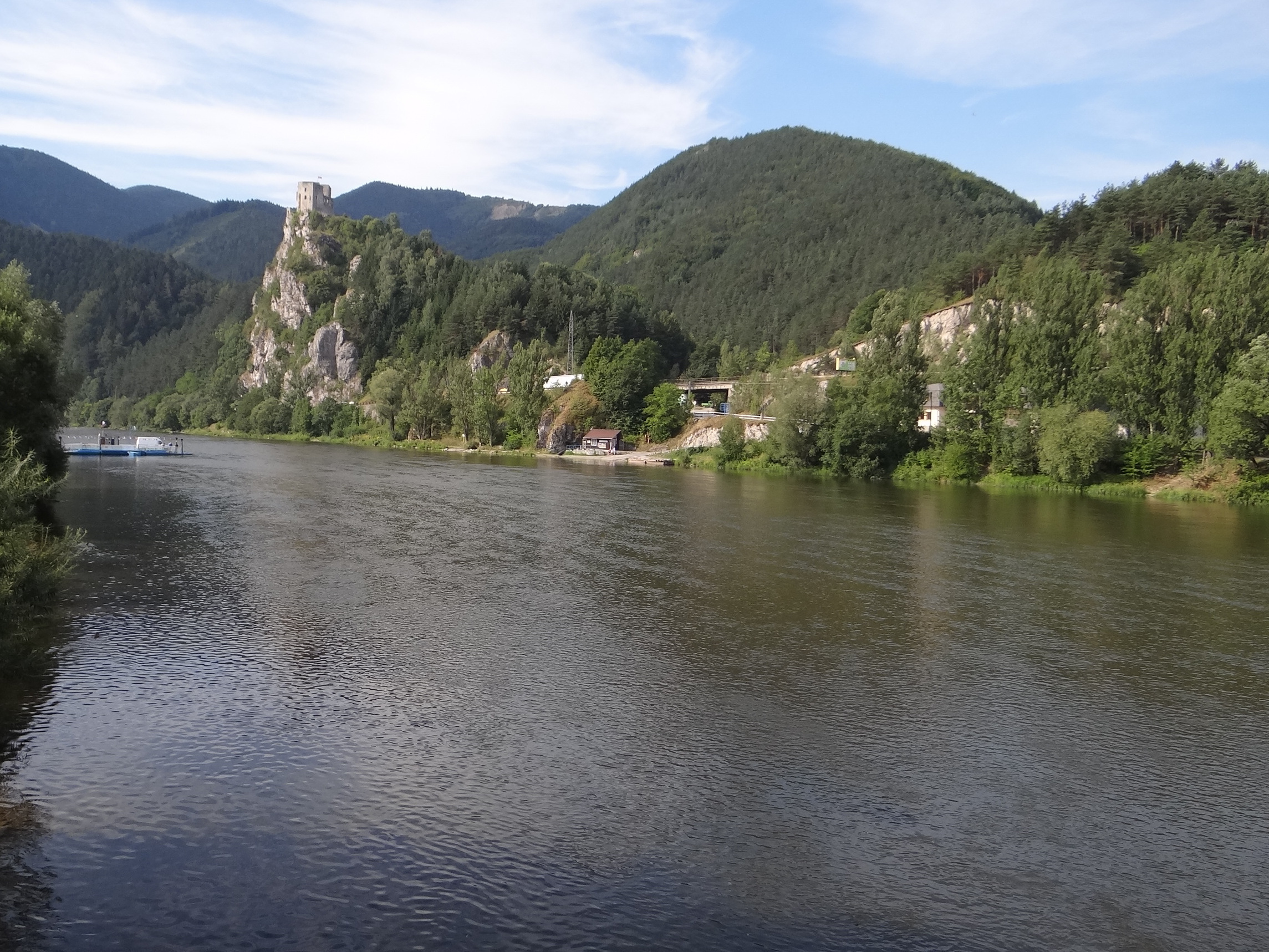
Řeka Váh

Jednu z nejvýznamnějších řek protékajících Slovenskem představuje Dunaj, který spolu s Moravou tvoří slovenskou jihozápadní hranici. Nejdelším slovenským vodním tokem je Váh. Mezi další významné řeky patří Hron, Hornád, Bodrog a Poprad. Na Slovensku jsou častá rovněž horská jezera a minerální i termální prameny. Převážná část slovenského státu spadá do černomořského úmoří.
Na Slovensku se vyskytují rozličné druhy fauny a flóry. Existuje zde na 29 tisíc druhů živočichů, 11 tisíc druhů rostlin a přes tisíc druhů prvoků. Vedle běžných domácích zvířat žijí ve slovenských národních parcích medvědi, vlci, rysi, divoké kočky, svišti, vydry, kuny, norci a kamzíci (kteří jsou celostátně chránění). V lesích a v nížinách se nacházejí také koroptve, bažanti, divoké husy a kachny. Co se týče rostlinstva, ze stromů převládají v nížinách duby, na úpatích hor buky, ve vyšších polohách smrky a na nejvyšších místech převažuje co do biomů tajga a tundra.

### Podnebí
Slovensko se nachází v mírném podnebném pásu. Většinou na jeho území převládají studenější léta a chladné vlhké zimy s vysokou oblačností. Průměrná teplota ve vyšších polohách, především v Tatrách, činí kolem -4 °C a naopak v nížinách se pohybuje kolem 10 °C. V červenci se v nížinách teploty v průměru blíží či přesahují hodnotu i 20 °C. Zatímco v nížinách při Dunaji průměrné srážky dosahují 570 mm, při návětrných stranách hor se šplhají až na 1100 mm. Na vyšších vrcholcích hor zůstává sníh až do letních měsíců.

## Vláda a politika

### Politický systém

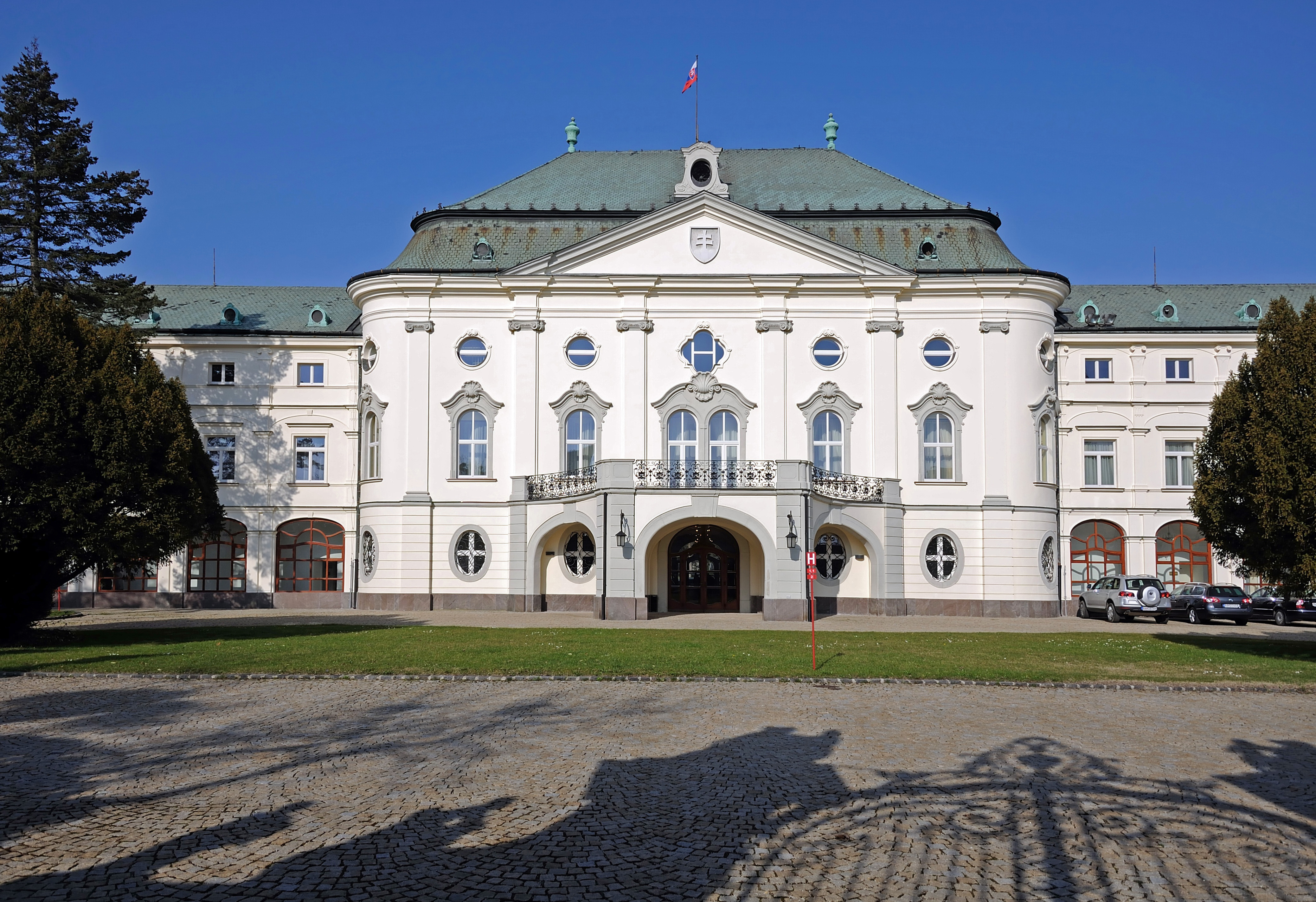
Letní arcibiskupský palác, sídlo vlády

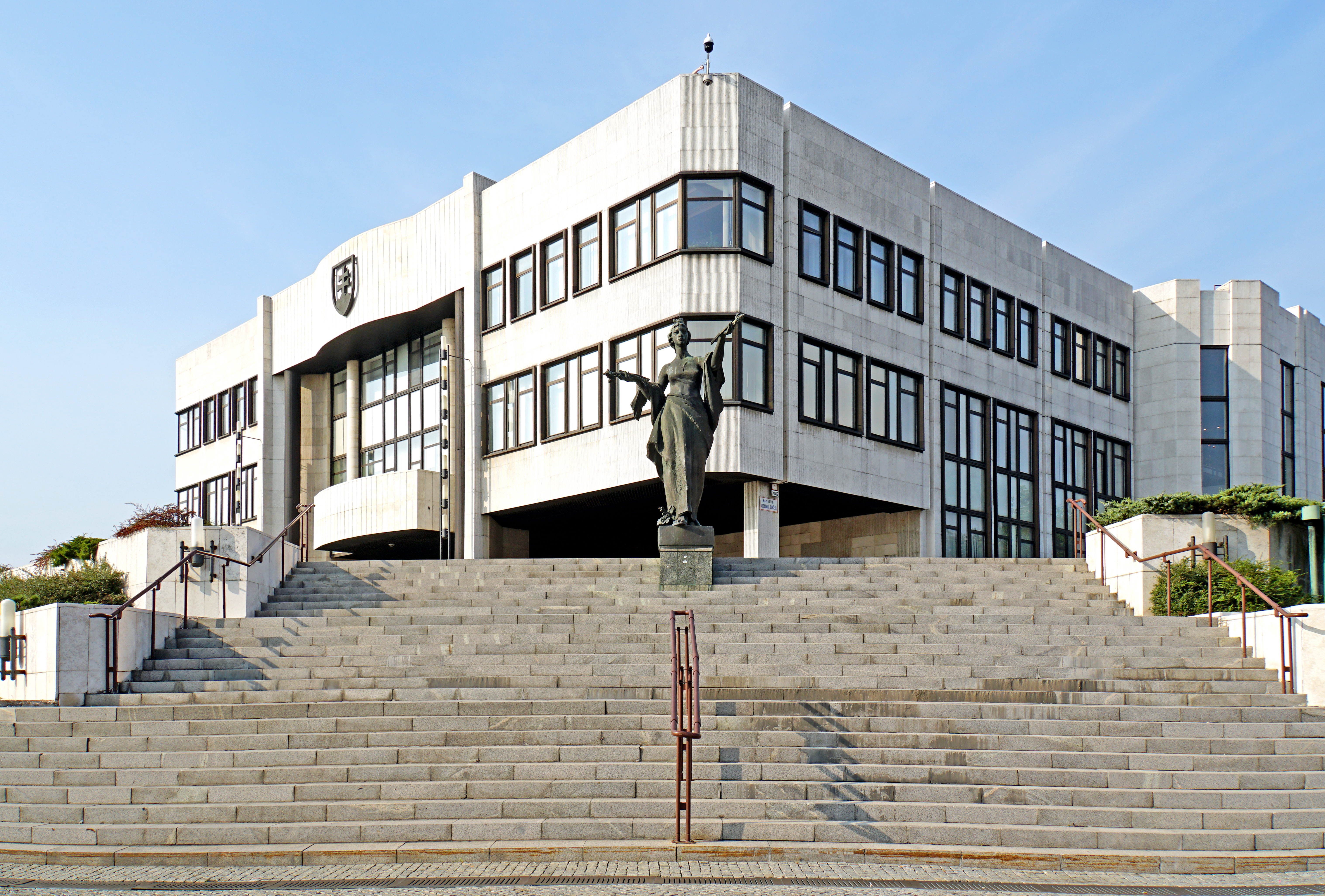
Budova parlamentu

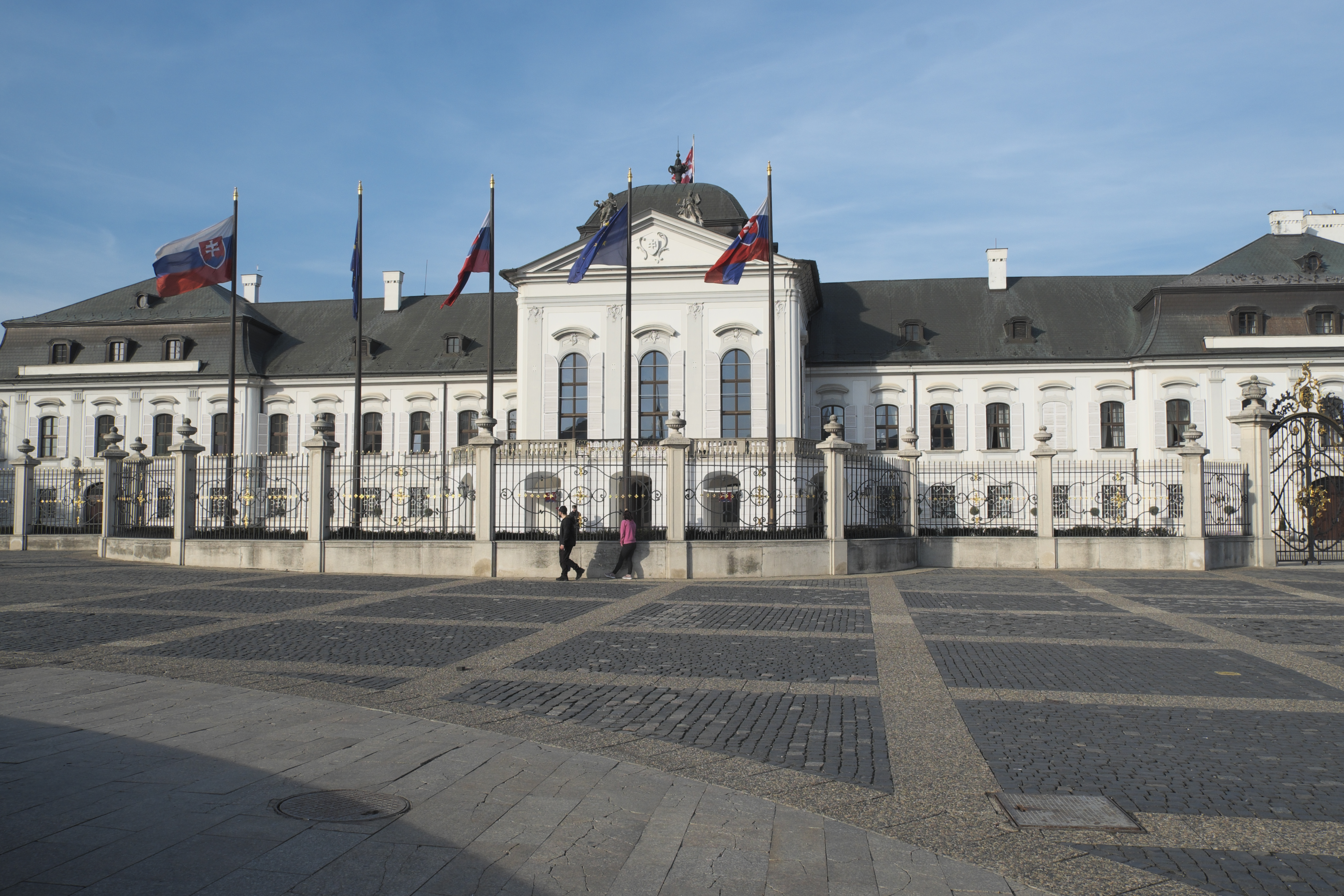
Grasalkovičův palác, sídlo prezidenta

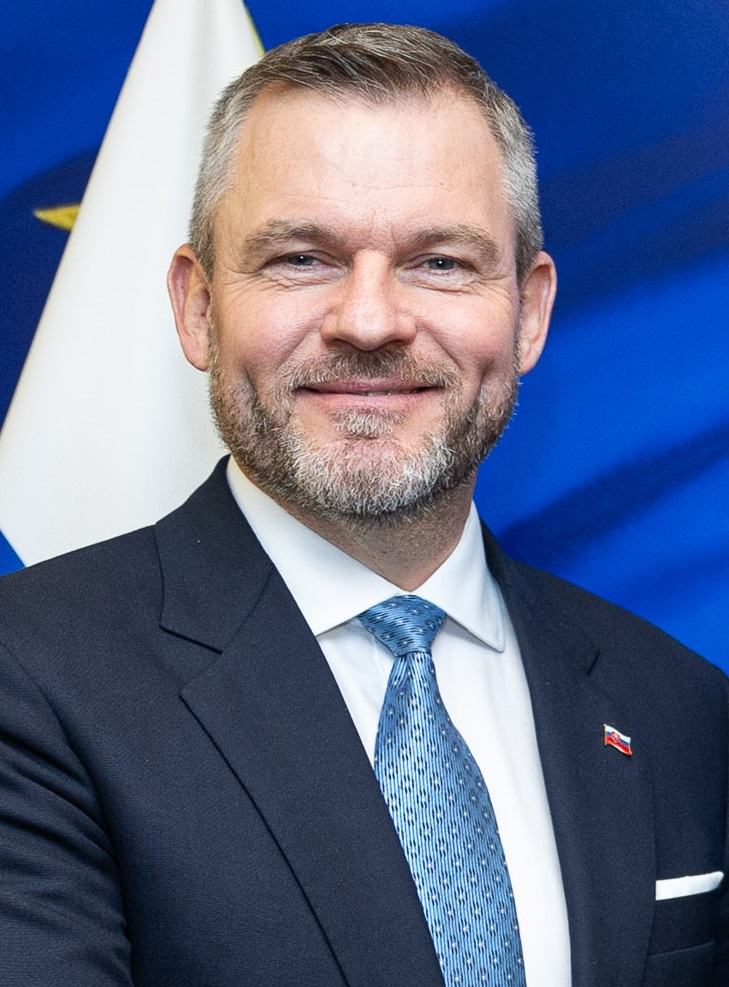
Prezident republiky Peter Pellegrini

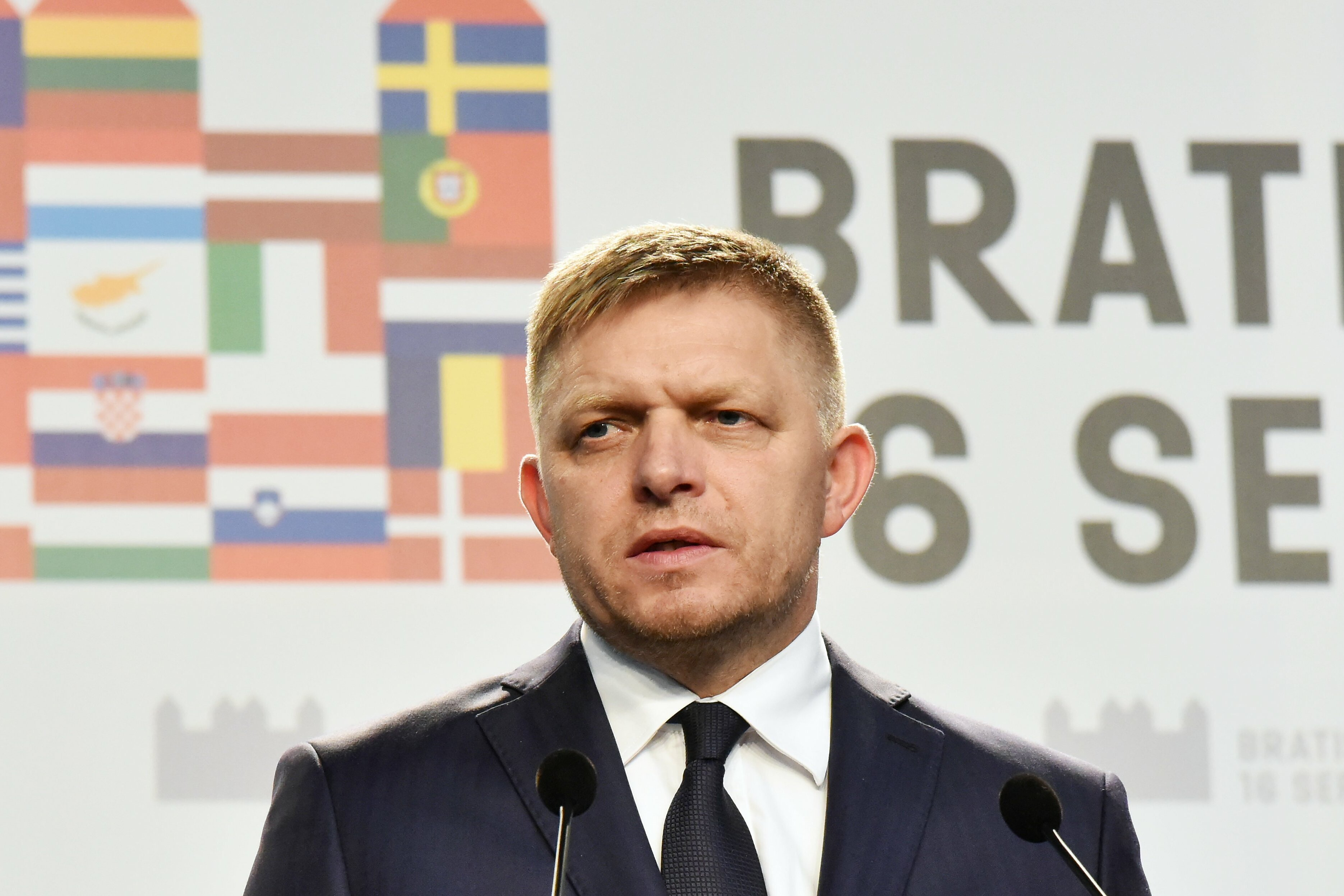
Předseda vlády Robert Fico

Slovensko je parlamentní republikou. Výkonnou moc představuje vláda, v jejímž čele stojí předseda vlády. Hlavou státu je prezident, volený přímou volbou občanů na 5 let. Zákonodárnou moc vykonává jednokomorový parlament zvaný Národní rada Slovenské republiky, v němž zasedá 150 poslanců. Volby do Národní rady se konají každé 4 roky a volit může každý občan starší 18 let. Prezidentem republiky je od roku 2024 Peter Pellegrini. Vládu vede od roku 2023 Robert Fico ze strany SMER – sociálna demokracia. V rámci justice zastává významnou pozici Ústavní soud, tvořený 13 soudci jmenovanými prezidentem na 12 let, a Nejvyšší soud. Dále na Slovensku funguje systém okresních a krajských soudů, doplněný specializovanými trestními a vojenskými soudy.
Poslední volby do Národní rady se konaly 30. září 2023. Vítězem se stala do té doby opoziční strana SMER – sociálna demokracia, pro kterou hlasovalo 22,94 % voličů. Na druhém místě se umístilo hnutí Progresívne Slovensko s 17,96 %, třetí skončila strana HLAS – sociálna demokracia (14,70 %). Dosud vládnoucí hnutí OBYČAJNÍ ĽUDIA a nezávislé osobnosti (krátce po volbách přejmenováno na Slovensko) oproti předchozím volbám výrazně propadlo a skončilo, v koalici se stranami Kresťanská únia a ZA ĽUDÍ, až čtvrté (8,89 %). Do parlamentu se dále dostalo Kresťanskodemokratické hnutie (6,82 %) a strany Sloboda a Solidarita (6,32 %) a Slovenská národná strana (5,62 %). Vládu vytvořila vítězná strana SMER – sociálna demokracia se stranami HLAS – sociálna demokracia a Slovenská národná strana.
Německá nadace Bertelsmann Stiftung a americká organizace Freedom House konstatovaly, že se na Slovensku konají svobodné volby a funguje oddělení jednotlivých státních mocí, tedy moci výkonné, soudní a zákonodárné. Dále tyto organizace konstatovaly, že jsou na Slovensku respektovány náboženská svoboda, svoboda projevu, právo na shromažďování i svoboda odborů. Podle jejich názoru ale ve slovenské společnosti nadále přetrvává silná korupce. Mezery v zákonech a ne zcela dostatečná politická kultura zabraňují, aby byli případní provinilci za korupční aktivity vždy odsouzeni. Opakují se také případy zastrašování soudců. Proti zneužívání moci a braní úplatků uzákonila především vláda Ivety Radičové několik opatření. Soudní systém jako celek je velmi zatížený a někteří soudci nemají dostatečnou kvalifikaci. Důsledkem toho mnohé soudní procesy trvají neúměrně dlouhou dobu, takže jejich účastníci se obracejí na Ústavní soud, který je těmito záležitostmi zahlcen. V minulosti se tento soud z důvodu svého zatížení nemohl věnovat některým kontroverzním tématům, například otázce legality potratů.

### Administrativní systém
Roku 1996 zavedla slovenská vláda nový systém rozdělení krajů a okresů. V současnosti se Slovensko dělí na 8 samosprávných krajů, jimiž jsou Bratislavský, Košický, Nitranský, Prešovský, Žilinský, Trenčínský, Trnavský a Banskobystrický. Mimoto je na Slovensku celkem 79 okresů. Hlavním městem je Bratislava, jejíž populace dosahovala k roku 2010 celkem 446 819 obyvatel. Mezi další velká města patří Košice (240 915 obyvatel), Prešov (92 687), Nitra (87 357), Žilina (86 685), a Banská Bystrica (84 919).

### Zahraniční vztahy

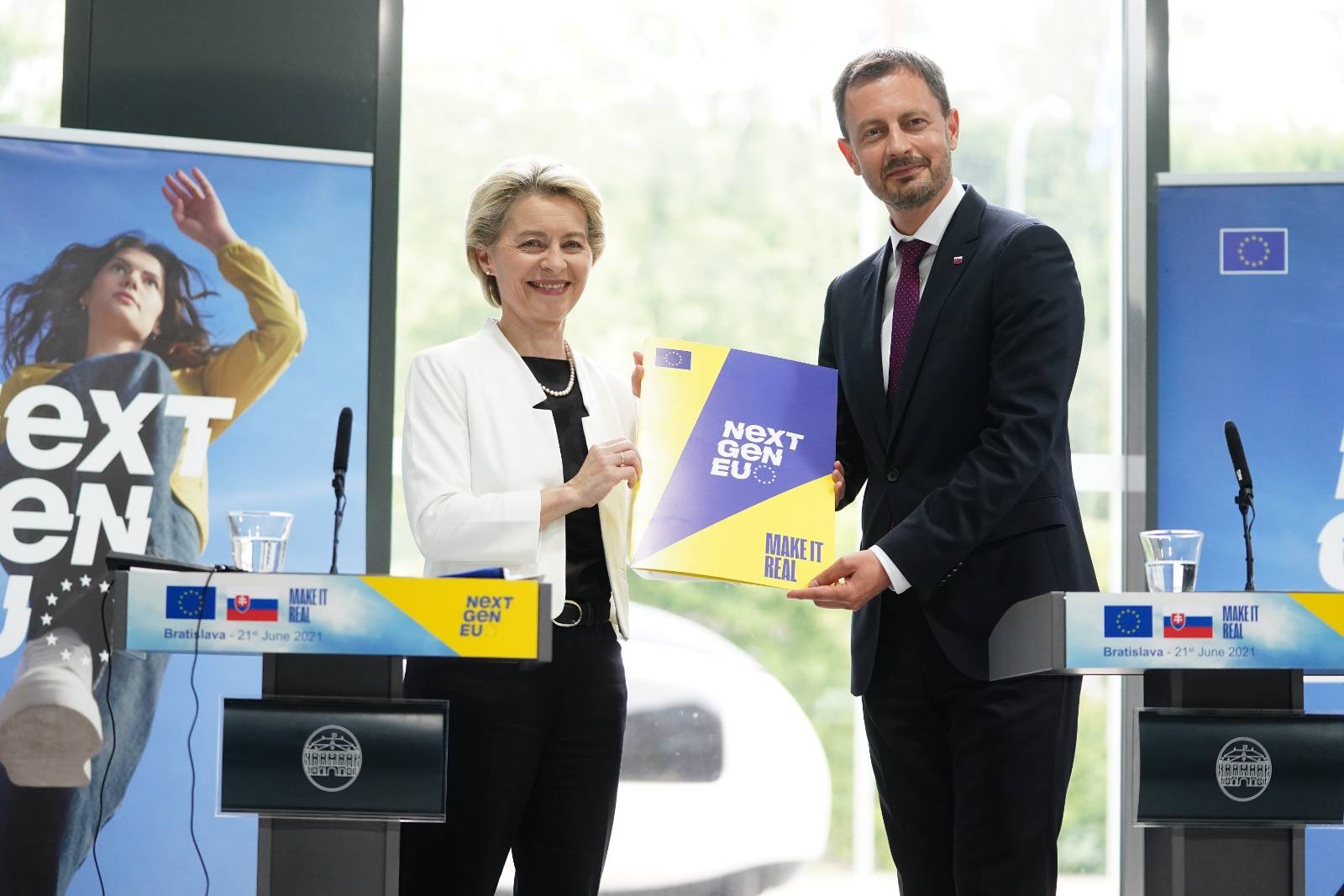
Šéfka EK Ursula von der Leyen se slovenským premiérem Eduardem Hegerem

Od roku 2004 je Slovensko členem NATO a Evropské unie, o tři roky později se Slovensko stalo součástí Schengenského prostoru. Rovněž za svou více než dvacetiletou existenci získalo členství v mnoha nadnárodních společenstvích jako je Organizace spojených národů (OSN), Světová obchodní organizace (WTO), Organizace pro hospodářskou spolupráci a rozvoj (OECD) a Organizace pro bezpečnost a spolupráci v Evropě (OSCE). V letech 2006–2007 zastávala Slovenská republika pozici nestálého člena Rady bezpečnosti OSN. Vedle toho se slovenská vláda angažuje například ve Visegrádské čtyřce, která sdružuje vlády Polska, Česka, Slovenska a Maďarska s cílem prosazování společných zájmů a prohlubováním spolupráce. Z dalších regionálních uskupení se Slovensko zapojilo do Středoevropské dohody o volném obchodu (CEFTA) a Středoevropské iniciativy (SEI).

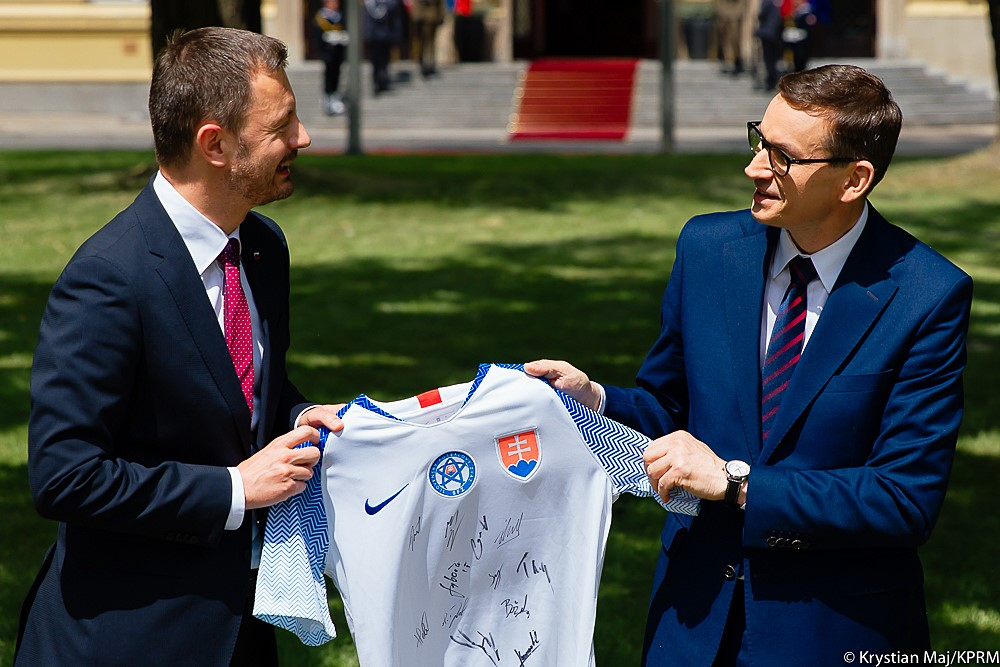
Slovenský premiér Eduard Heger a polský premiér Mateusz Morawiecki. Polsko je klíčový regionální partner Slovenska ve Visegrádské skupině

Ze svých sousedů udržuje Slovenská republika víceméně korektní a stabilní vztahy s Rakouskem a Polskem. Vztahy s Ukrajinou nehrály po dlouhou dobu ve slovenské zahraniční politice významnější úlohu, jisté zlepšení přinesl nástup ukrajinského politika Viktora Juščenka a zejména oranžová revoluce, kterou podporovaly jak slovenské nevládní organizace tak média. Po znovuzískání moci Viktora Janukoviče vzájemná kulturní a hospodářská spolupráce ale opět upadla. Z velmocí jsou důležitým partnerem především Spojené státy americké. Slovenská vláda se na straně Američanů účastnila války v Iráku a ačkoliv po nástupu Roberta Fica v roce 2006 vztahy mezi oběma zeměmi opadly a slovenské jednotky byly z Iráku staženy, došlo k tomu až po vzájemné dohodě obou vlád. Z dalších velmocí se Slovensko podílí na hospodářské spolupráci s Ruskem, přičemž důsledným proponentem silnější orientace na Rusko byl v minulosti právě premiér Robert Fico. Komplikované vztahy zůstávají s Maďarskem. Vzhledem k tomu, že v obou zemích fungují vlády, které pro svou agendu využívají ve velké míře nacionalistických hesel, obě strany opakovaně vyostřují národnostní konflikty pro svoji vlastní potřebu.

#### Vztahy sČeskem

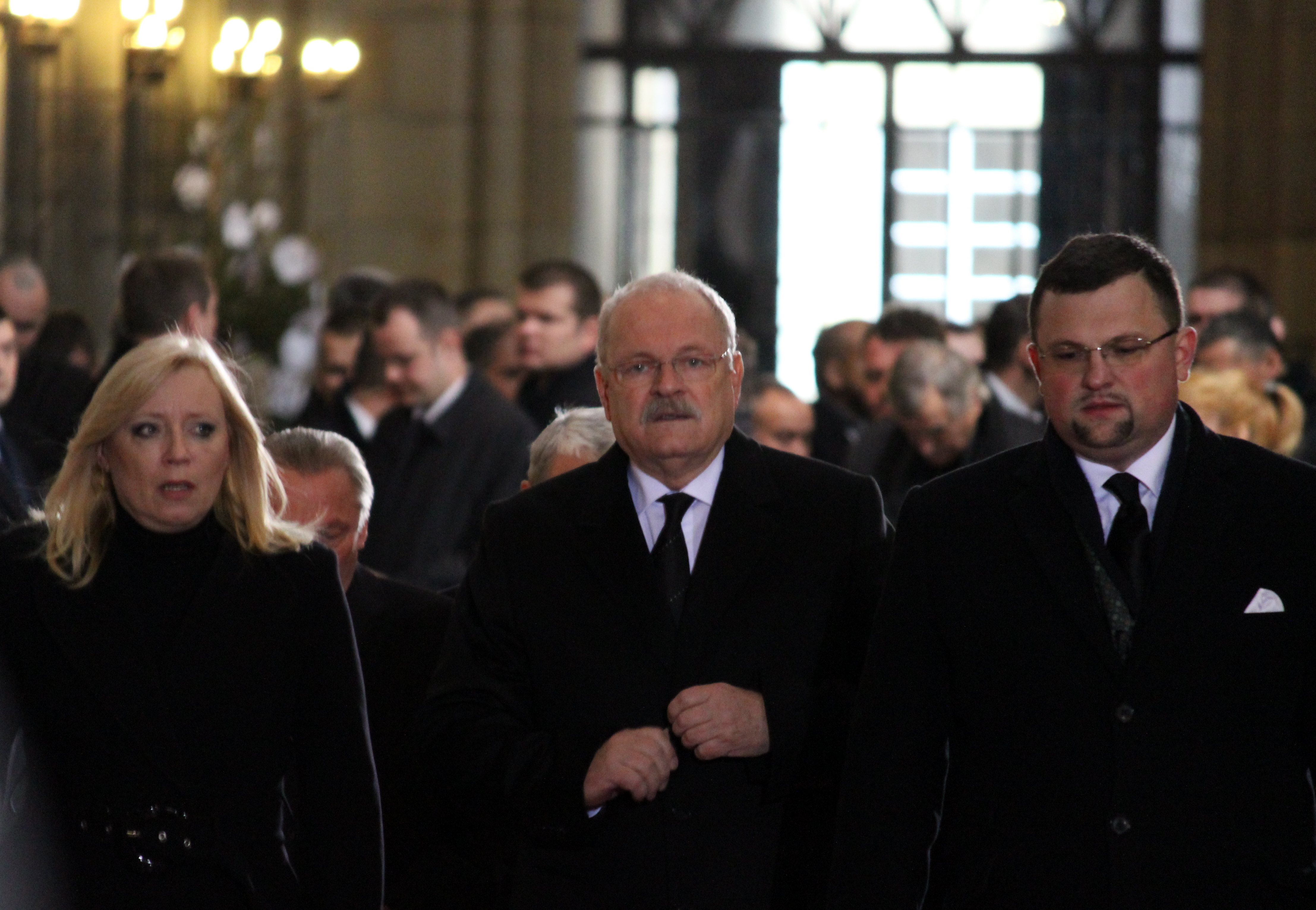
Slovenská premiérka Iveta Radičová a prezident Ivan Gašparovič na státním pohřbu Václava Havla

Češi a Slováci mají dodnes blízké kulturní a jazykové rysy. Nicméně vzhledem k vývoji v rozdílných státních útvarech se postupně od raného středověku vytvořily dva rozdílné etnické celky, které si přes časté kontakty navzájem udržely vlastní výlučnost. V průběhu historického vývoje probíhaly mezi Čechy a Slováky četné kulturní kontakty, projevující se například v užívání češtiny jako literárního a liturgického jazyka především slovenskými protestanty. V dobách národního obrození, zvláště v první polovině 19. století, do jisté míry obě etnika spolupracovala a po první světové válce společně dala vzniknout novému společnému státnímu útvaru – Československu. Následující vztahy během 20. století ovlivnila rozdílná pojetí fungování československého státu politickými představiteli obou národů a s nimi spojené i slovenské autonomní hnutí. Toto hnutí souviselo i se vznikem prvního samostatného slovenského státu, který byl vyhlášen na popud Adolfa Hitlera, což nacistickému diktátorovi umožnilo ospravedlnit rozbití Československa. Mnozí Češi v čele s Edvardem Benešem proto chápali Slováky jako nespolehlivý element, jakkoliv byl tento názor oslaben například událostmi Slovenského národního povstání. Poválečné období tak nebylo využito k žádné formě česko-slovenského vyrovnání a naopak za komunistického režimu byl nastolen přísně centrálně spravovaný systém řízený Komunistickou stranou. Federalizace Československa v roce 1969 zůstala prakticky jen na papíře a vzájemné problémy soužití v jednom státě tak byly pouze odsunuty do pozadí. Otázka kompetencí mezi federální vládou a jednotlivými částmi České a Slovenské Federativní Republiky po roce 1990 byla předmětem dlouhých a náročných jednání, které nakonec v roce 1992 vyústily v rozhodnutí politických špiček o odluce obou států a ve vznik dvou samostatných suverénních státních útvarů, České a Slovenské republiky. Paradoxně od rozpadu Československa roku 1993 se vzájemné vztahy mezi oběma státy pohybují na výjimečné úrovni. Oba spolu úzce spolupracují na prosazení společných cílů, a to i v případech, kdy stojí v jejich čele strany opačné politické orientace (například pravicová ODS a levicový SMER). Po Maďarech a Romech je česká komunita s počtem 44 600 osob třetí největší menšinou na Slovensku, Slovensko je také druhým největším obchodním partnerem České republiky. Oba státy mají navzájem ve svých zemích velvyslanecké úřady.

### Obrana a bezpečnost

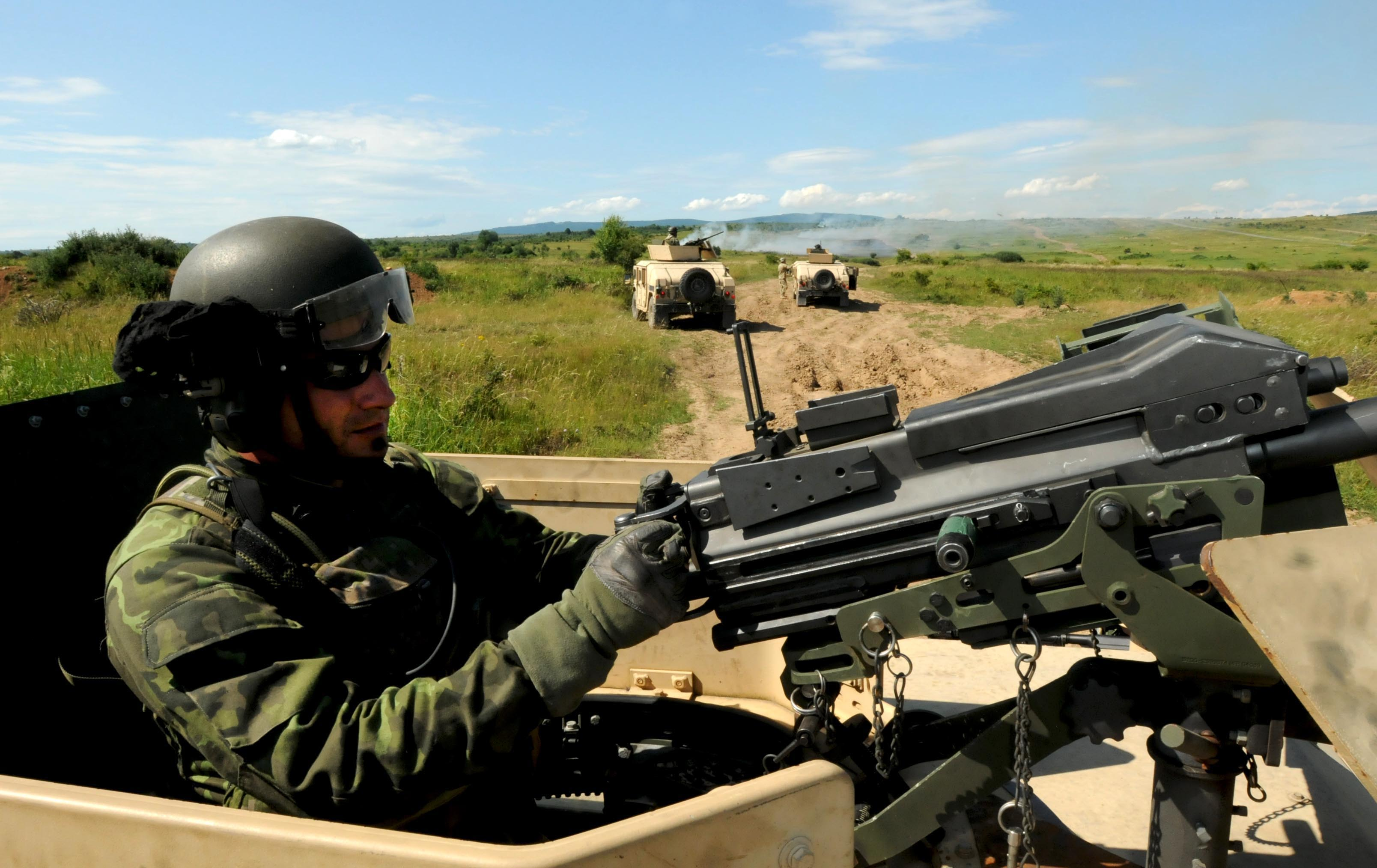
Slovenský voják během společných cvičení s americkou jednotkou před jejich vysláním do Afghánistánu

Ozbrojené síly Slovenské republiky se skládají ze dvou částí, pozemních a vzdušných sil, a silami zaměřenými na výcvik a podporu. Celkem má slovenská armáda 14 000 mužů a žen ve zbrani. Vzdušné síly mají k dispozici letouny typu L-39, vrtulníky Mi-17 a UH-60 a dále transportní letouny C-27 a L-410. Vzhledem ke vstupu do NATO provedlo Slovensko řadu reforem ozbrojených sil, především přechod od vojenské služby k plně profesionální armádě, k čemuž došlo roku 2006. Slovenské armádní jednotky momentálně operují v několika zahraničních misích, především společně s NATO v Afghánistánu, v rámci mírových sil OSN na Kypru a Středním východě a pod vedením Evropské unie v Gruzii a Bosně a Hercegovině. Celkem se v současnosti těchto misí účastní asi 500 slovenských vojáků. Vedle armády a armádní policie jsou ve správě Ministerstva obrany Slovenské republiky dvě výzvědné služby, Slovenská informační služba a Vojenská zpravodajská služba. Na ozbrojené síly vydává vláda 1,1 % HDP.
Policie je rozdělena na lokální a státní a tak jako například v České republice byla silně zatížena rozvojem kriminality v průběhu demokratizace a liberalizace země. Mimo jiné v současnosti zůstávají problémem mezinárodní gangy a produkce syntetických drog, především Extáze. Dle nadace Bertelsmann nedochází k ovlivňování vlády ze strany bezpečnostních sil – všichni významní političtí a sociální aktéři respektují legitimitu demokratických institucí.

## Ekonomika

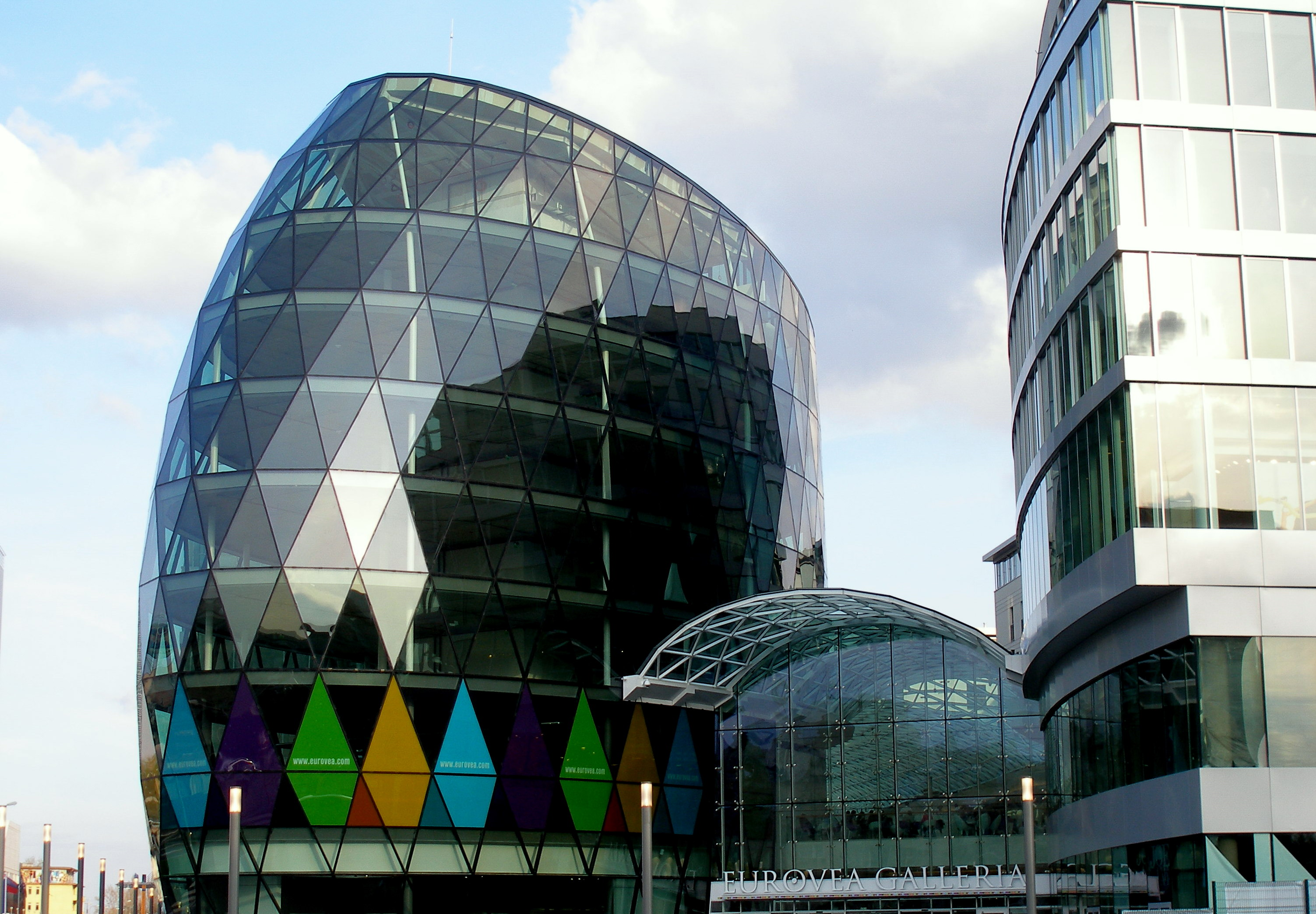
Moderní obchodní centrum v Bratislavě Eurovea

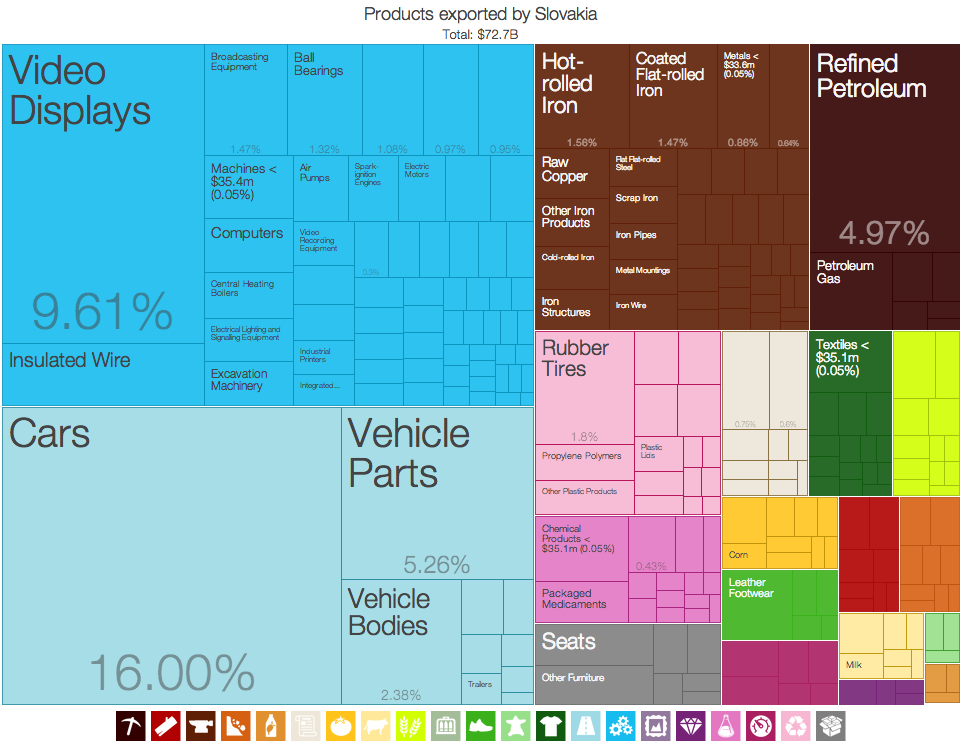
Slovenský vývoz

Jakožto otevřená ekonomika zaměřená na export je Slovensko silně hospodářský závislé na svém největším obchodním partneru, Německu. Relativně levná a schopná pracovní síla, vhodná zeměpisná poloha, daňová politika vlády a vcelku liberální zákoník práce jsou pro zahraniční investory velká pozitiva. Zatímco v devadesátých letech se země potýkala s velkým zahraničním dluhem, rostoucím schodkem rozpočtu, rozsáhlou nezaměstnaností a vysokou inflací, v době vstupu do Evropské unie v roce 2004 již Slovensko nastoupilo úspěšný hospodářský růst a stát mohl fungovat s vyrovnanějším rozpočtem. V současnosti je jednou z nejúspěšnějších zemí bývalého Východního bloku. Ačkoliv i Slovensko zasáhla světová ekonomická krize, díky obnovené zahraniční poptávce od roku 2010 slovenské hospodářství opět roste. Zatímco v roce 2009 poklesl hrubý domácí produkt Slovenska o 4,9 %, v následujícím roce byl obnoven růst ve výši 4,2 %. K roku 2011 pak dosáhl 3,3 %. Některé populistické kroky první Ficovy vlády, které většinou spočívaly ve státních dotacích často neperspektivním podnikům s cílem udržení umělé zaměstnanosti, způsobily nadměrné zatížení státního rozpočtu, které poté musela následující vláda Ivety Radičové řešit drastickým omezením výdajů a zvýšením některých daní. Za rok 2011 dosáhl HDP podle parity kupní síly výše 128,5 miliardy dolarů celkově a 23 600 dolarů na jednoho obyvatele. Inflace činila ve stejném období zhruba 3,9 %. Do roku 2009 se užívaly v zemi slovenská koruna a halíř (1 koruna = 100 haléřů), poté je nahradily euro a eurocent (1 euro = 100 eurocentů).

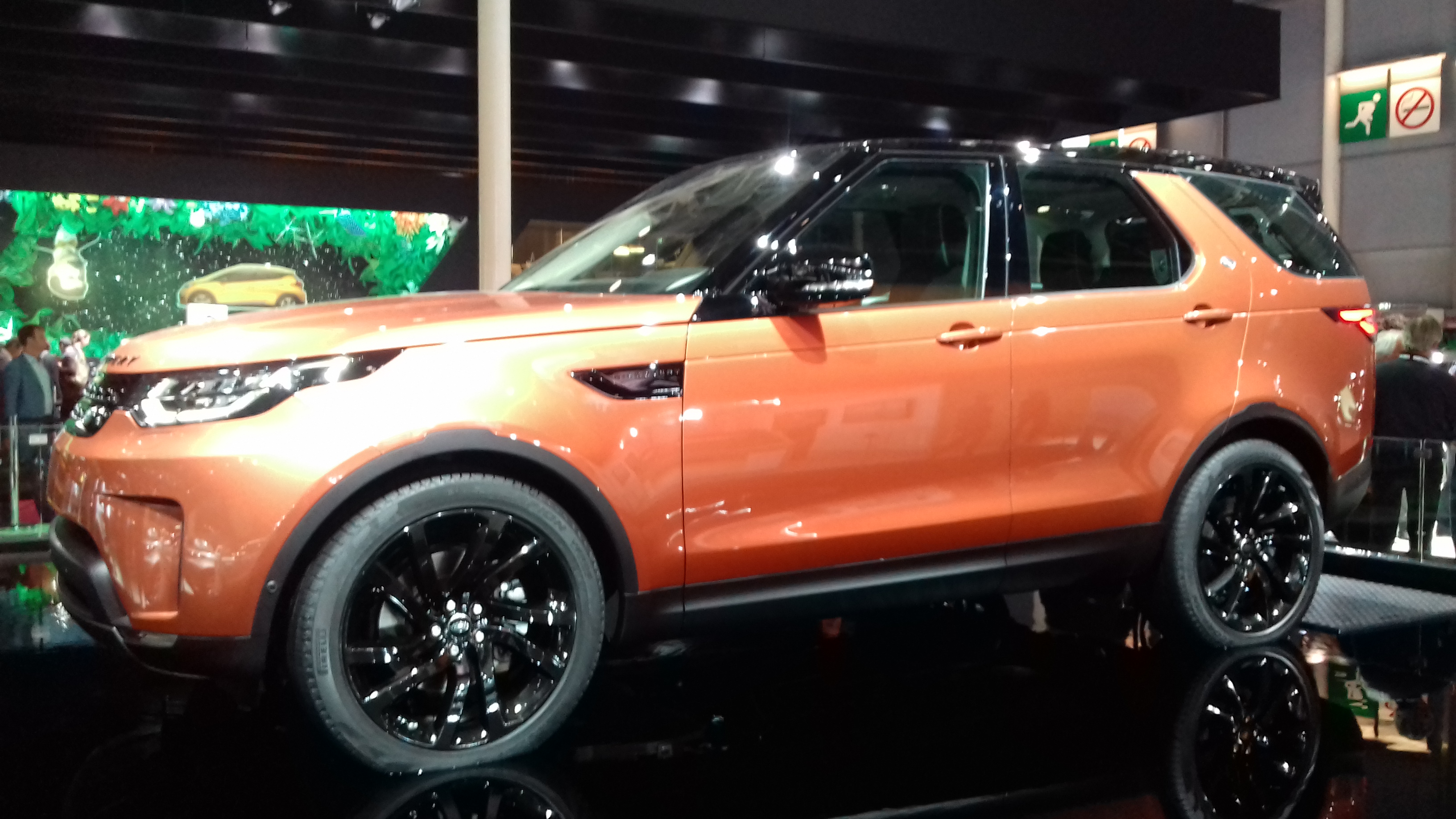
Land Rover Discovery 5 vyráběný na Slovensku

Slovenský vývoz dosáhl za rok 2011 podle odhadů 75,3 miliardy dolarů. V exportovaných produktech převažovaly zejména strojírenská a elektronická výroba, dále automobily, běžné kovy, chemikálie, minerály a plasty. Od roku 2009 obsadily první místo v obchodovaném zboží namísto automobilů počítače. Automobily jsou nicméně stále pilířem slovenské ekonomiky, Slovensko je jejich největším výrobcem na světě (z hlediska počtu vyrobených vozů na jednoho obyvatele). Podíl automobilového průmyslu na celkovém průmyslu v zemi je 49,5 procenta a podíl na exportu 46,6 procenta (k roku 2020). V roce 2018 bylo na Slovensku vyrobeno 1,09 milionu nových aut.
Hlavními exportními partnery v roce 2010 byly Německo (s podílem 19,2 % vývozu), Česko (13,7 %), Polsko (7,3 %), Francie (6,8 %), Rakousko (6,8 %), Maďarsko (6,6 %) a Itálie (5,5 %). S dovozem ve výši 72,03 miliardy dolarů si Slovensko k roku 2011 udrželo kladnou platební bilanci. Dovážely se stroje, automobily, elektronické zařízení, ropa a zemní plyn, běžné kovy, dále také audio a video zařízení. Roste dovoz farmaceutických výrobků. V roce 2010 byli hlavními dovozci především Německo (15,8 %), Česko (10,2 %), Rusko (9,8 %), Jižní Korea (8 %), Čína (6,1 %) a Maďarsko (4,3 %).
Na Slovensku se nacházejí zásoby hnědého uhlí a lignitu, především v předhůří kolem Handlové na západě a poblíž Modrého Kameňa na jihu. Od roku 1985 se poblíž města Gbely těží zemní plyn. Dále jsou k dispozici menší naleziště železné rudy, manganu, mědi, antimonu, rtuti, olova, zinku, magnezitu, vápence a uranu, jehož ložiska jsou však prozatím převážně nevyužita.

### Zemědělství

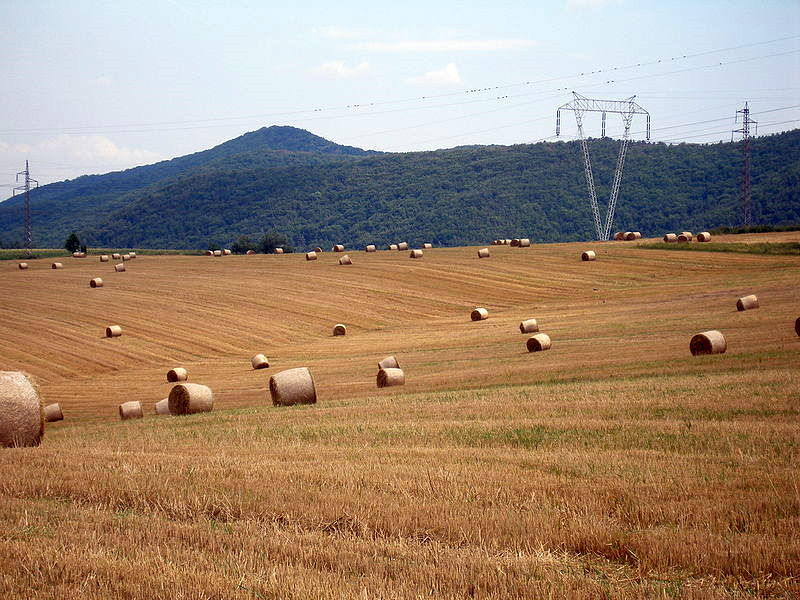
Obecní pole po žni, obec Sedlice

Slovensko má rozvinutý zemědělský sektor, který do značné míry zajišťuje zemi dostatek produkce obvyklých zemědělských výrobků. K roku 2009 zaměstnávalo zemědělství celkem 3,5 % slovenské pracovní síly. Podstatné zastoupení v tomto sektoru mají zejména zemědělská družstva a firmy, zatímco samostatní zemědělci disponují pouze 8 % obdělávané půdy. Nejvíce je zemědělská činnost rozšířená na jihu a jihovýchodě země, především v Podunajské a Východoslovenské nížině. V rostlinné výrobě převažuje zejména pšenice a kukuřice. Dále se pěstují brambory, cukrová řepa, ječmen, ovoce, vinná réva, využívají se také lesní produkty. V údolí řeky Váh se pěstuje tabák. Produkce vína je značně rozšířená v podhůří Karpat, vedle toho je co do pěstování vinné révy významným regionem Tokajská oblast. V rámci živočišné výroby jsou chována prasata, skot a drůbež, ve vyšších polohách převažuje chov ovcí.

### Průmysl

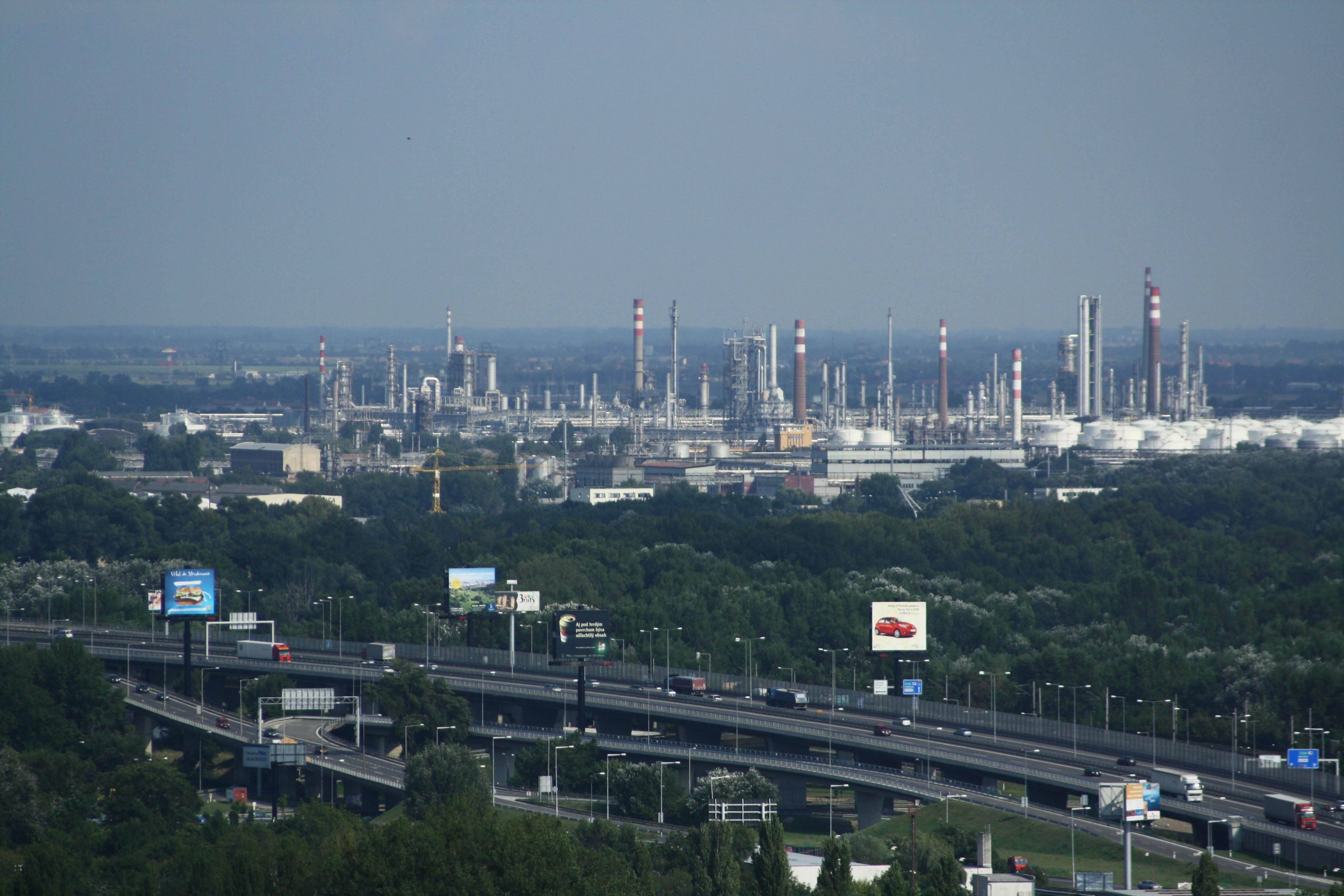
Bratislavská rafinérie

V době komunistického režimu se na Slovensku nacházely jedny z nejméně výkonných průmyslových závodů Československa. Přestože byl přechod k efektivnějšímu hospodářství v devadesátých letech zpomalen klientelismem a nezodpovědnými kroky Mečiarovy vlády, na počátku 21. století zaměstnává úspěšně se rozvíjející slovenský průmysl značnou část pracovní síly – k roku 2009 se jednalo o 27 %. Významně se podílí i na tvorbě HDP. Průmyslová centra představují především Bratislava a Košice spolu s dalšími městy kolem povodí řeky Váhu. Významné odvětví představuje automobilový průmysl, v němž dominují největší firmy bratislavská Volkswagen Slovakia, trnavská Stellantis Slovakia, žilinská Kia Motors Slovakia a nitranská Jaguar Land Rover Slovakia. Ve východní části země postupně obnovily svou výrobu Východoslovenské železárny v Košicích, jeden z pozůstatků sovětského průmyslového plánování ve střední Evropě, které koupila v roce 2000 americká firma U.S. Steel. Vedle těchto významných firem mají na Slovensku zastoupení také chemický a elektrochemický, ropný, potravinářský, papírenský a strojírenský průmysl. Vyrábí se rovněž keramika, přírodní i umělé textilie, materiály potřebné na stavebnictví, zbraně a další produkty. Na druhou stranu v poslední době upadá například stavebnictví.

### Služby

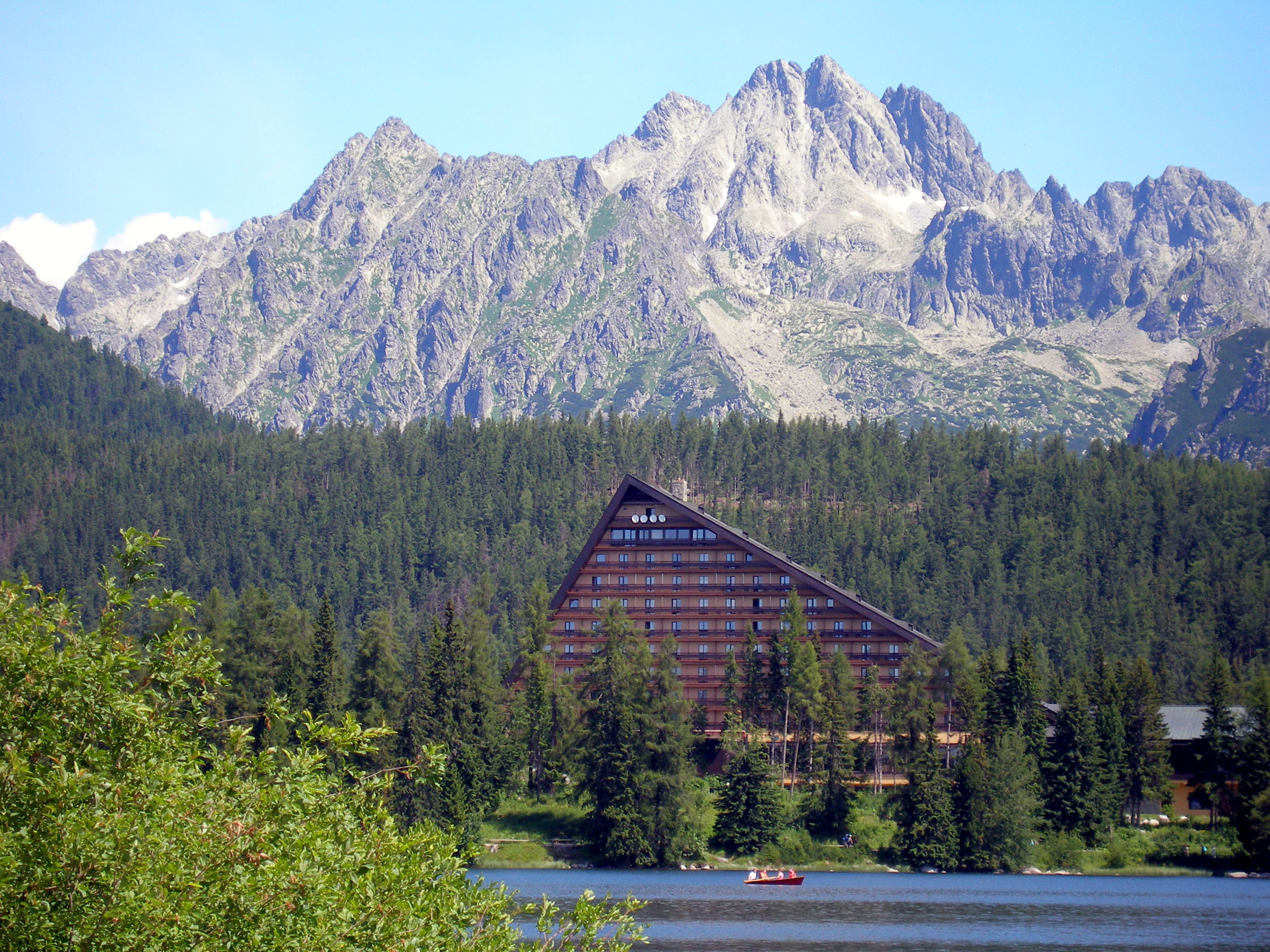
Hotel Patria u Štrbského plesa

Nejsilnější zastoupení co do HDP i podílu pracovní síly má sektor služeb. Právě služby prošly od dob pádu komunismu nejrozsáhlejší proměnou a v současnosti je do velké míry většina firem tohoto sektoru v soukromém vlastnictví. Velký rozkvět zažil především cestovní ruch. K dispozici jsou zahraničním návštěvníkům mnohé historické památky, umělecké festivaly, přírodní krásy či minerální a termální prameny. Úspěšný je i pojišťovací a bankovní sektor, v němž mají silné zastoupení zahraniční společnosti. Dále se rozvíjejí telekomunikace a maloobchod. Zpočátku se v oblasti obchodu vytvořilo velké množství samostatných jednotek, které byly postupně sdružovány do větších celků a výrazněji se v nich začal prosazovat zahraniční kapitál. Od počátku 21. století se ve velké míře objevují supermarkety a hypermarkety, stavěné nejčastěji na okrajích měst.

### Infrastruktura

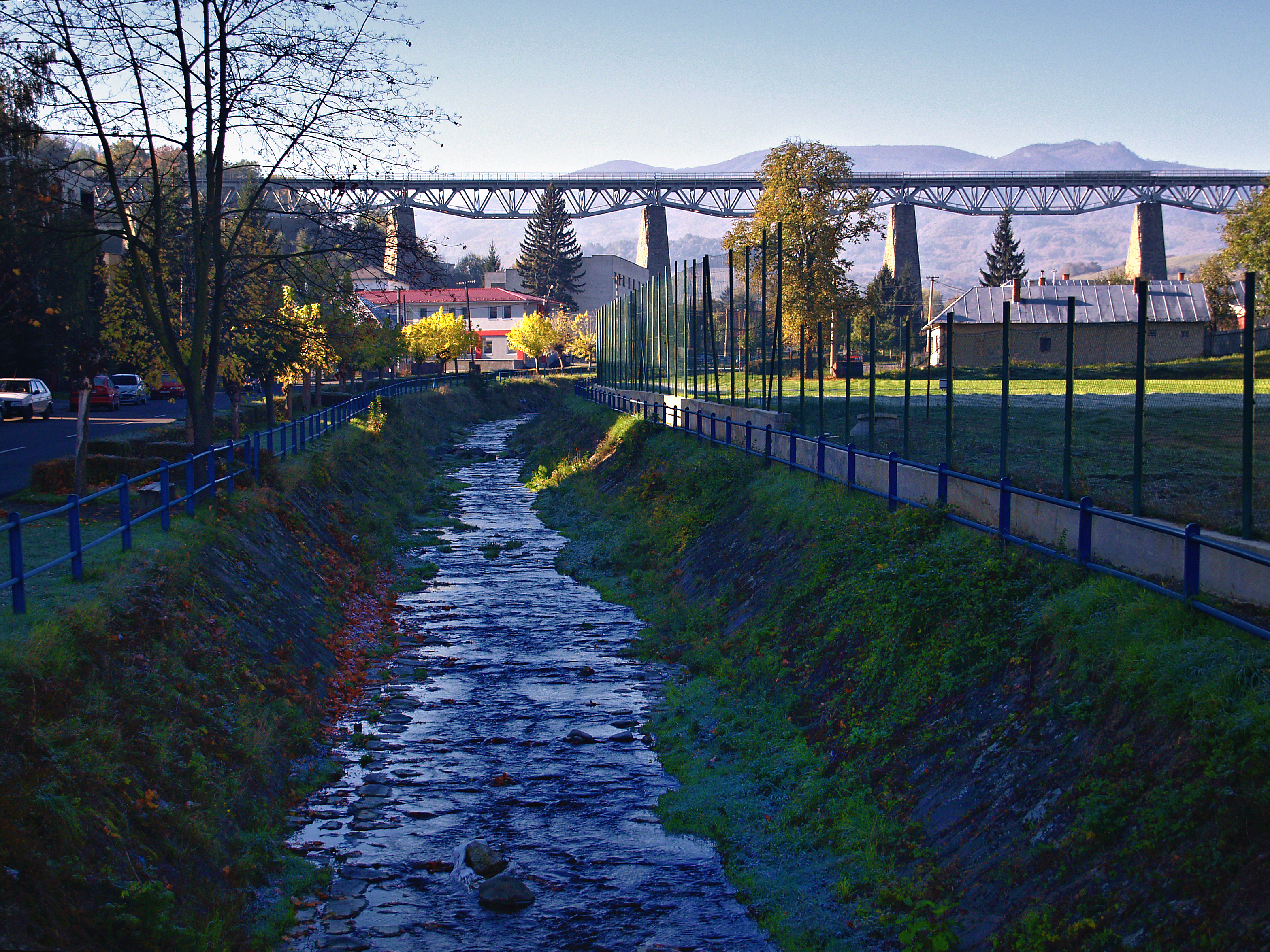
Železniční most v Hanušovcích.

Doprava na Slovensku má do značné míry moderní strukturu, avšak především důsledkem členitého terénu je dopravní síť relativně řídce rozložená. Rozsáhlá je zejména silniční síť, měřící 43 761 km, z toho zaujímají 38 085 km zpevněné cesty. První dálnice, dostavěná roku 1980, spojovala Bratislavu s Brnem a Prahou. Ke konci 20. století byla dálniční síť dále rozšířena a do roku 2014 se plánuje dokončení dálničního spojení mezi Bratislavou a Košicemi. Dále se na Slovensku nachází 3 622 km železničních tratí, z toho téměř polovina je elektrifikovaná. V současnosti trpí železniční doprava neefektivností, avšak probíhají práce na jejím dalším zlepšování. Významným dopravním uzlem je především Bratislava, zejména díky své poloze na řece Dunaji, letišti, napojení na silniční a dálniční síť a blízkosti k maďarským i rakouským hranicím. Dalšími významnými silničními i železničními uzly jsou především Košice, Zvolen a Žilina. Vedle Bratislavy je významným přístavem také Komárno. Slovenské obchodní loďstvo k roku 2010 čítalo 11 lodí, z nichž všechny byly vlastněny zahraničními společnostmi.

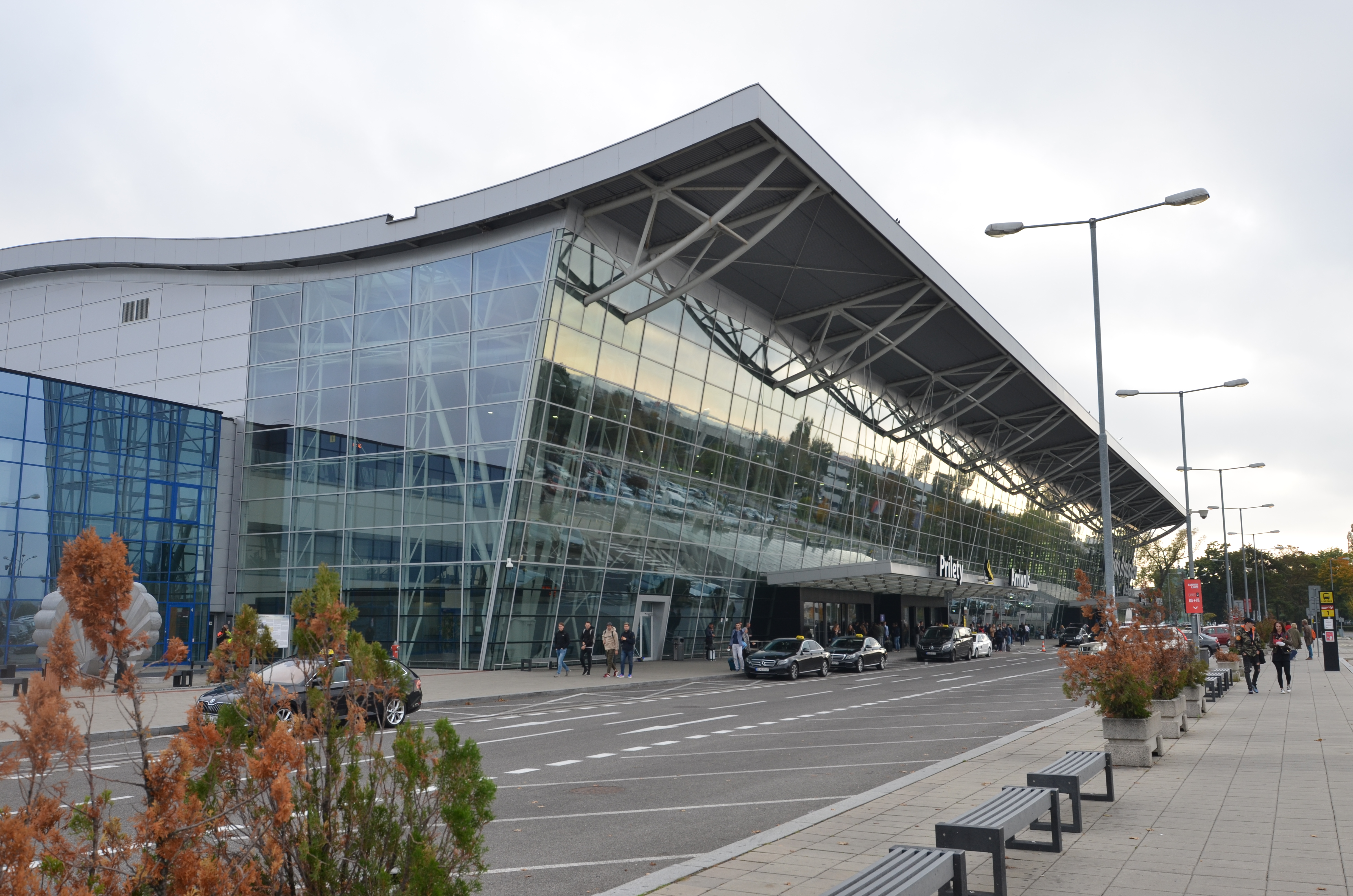
Letiště Bratislava

Rychle roste podíl letecké dopravy. K roku 2012 bylo na Slovensku na 37 letišť, z toho 19 se zpevněnou přistávací plochou. Významná mezinárodní letiště se nacházejí v Bratislavě a Košicích.
Ve výrobě elektřiny zastávají přední místo jaderné elektrárny, následované tepelnými a vodními. V případě jaderné energetiky se především realizuje dostavba elektrárny Mochovce a také se plánuje výstavba dalších bloků elektrárny Jaslovské Bohunice. Vodní elektrárny se nalézají na řekách Váh, Orava, Hornád, Slaná a rovněž také na Dunaji. V případě obnovitelných zdrojů vláda namísto solárních elektráren upřednostňuje využití biomasy. Z Ruska se dováží ropa a zemní plyn.
Telekomunikace se od počátku nového tisíciletí významně modernizují a rozvíjejí, především pak využití mobilních telefonů. K roku 2009 bylo v zemi používáno celkem 5,9 milionu mobilních telefonů a přes 4 miliony lidí používalo internet. Celkově je rozšíření těchto služeb a přístrojů srovnatelné s ostatními zeměmi v regionu. V zemi vysílá celkem asi 40 národních, regionálních i místních televizních stanic, většinou v soukromém vlastnictví. Dva celonárodní televizní programy jsou vysílány pod taktovkou státní společnosti Rozhlas a televize Slovenska. Rovněž na Slovensku funguje zhruba 20 radiových programů. Přestože je v zemi nadále užíván analogový systém, postupně se přechází na digitální vysílání. Zavádí se také využití optických vláken.

## Věda a školství

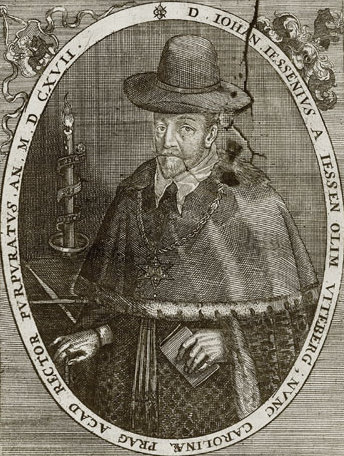
Ján Jesenský

Prvním velkým vědcem, který se dá považovat za slovenského, byl lékař Ján Jesenský. Zakladatelem moderní slovenské vzdělanosti byl osvícenec Matej Bel. Největších úspěchů dosáhl fyzik a vynálezce Aurel Stodola, který rozvinul technologii parních turbín. K rozvoji optiky výrazně přispěl Josef Maximilián Petzval. Na konstrukci padáku pracoval Štefan Banič. Průkopníkem bezdrátové telekomunikace byl Jozef Murgaš. Astronom Peter Kušnirák objevil přes 230 planetek. V Bratislavě se narodil německý nositel Nobelovy ceny za fyziku a nacistický exponent Philipp Lenard.
Slovensko na vědu přispívá relativně málo – například v roce 2022 činily státní výdaje na vědu a výzkum 0,98 % HDP, přičemž průměr v EU byl 2,23 %. Slovenská věda tak patří mezi finančně chudší v Evropě, byť slovenský stát vydává na vědu relativně více než některé země bývalého západního bloku, jako je Irsko, Malta nebo Portugalsko, a také více než Litva, Lotyšsko, Maďarsko, Bulharsko a Rumunsko. Slováci se například podílejí na výzkumu alternativního zdroje elektrické energie nebo na nových technologiích ve zdravotnictví.

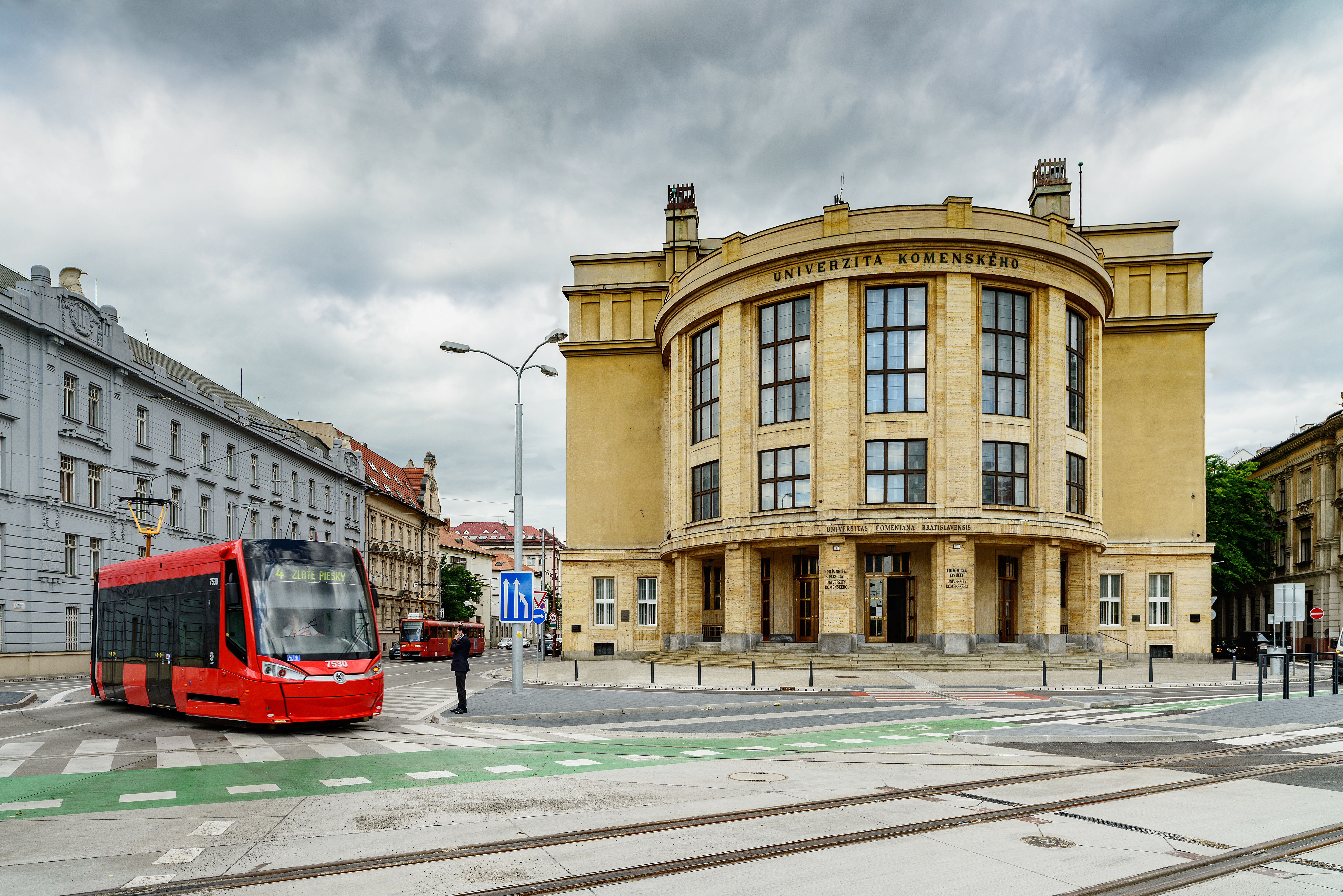
Univerzita Komenského v Bratislavě

Povinná, původně 6letá školní docházka byla na území dnešního Slovenska zavedena v roce 1868. Od roku 1922 byla 8letá, později v průběhu éry socialismu rozšířena na 10letou povinnou školní docházku, kterou mohou žáci absolvovat na základních a středních školách, respektive na 8letých gymnáziích. Negramotnost obyvatelstva se pohybuje okolo 0,6 % populace nad 15 let. Nacházejí se zde státní, církevní i soukromé školy. Vzdělávaní je poskytované i v jazycích národnostních menšin. Základní školu navštěvují děti ve věku 6 až 14 (či 7 až 15) let.

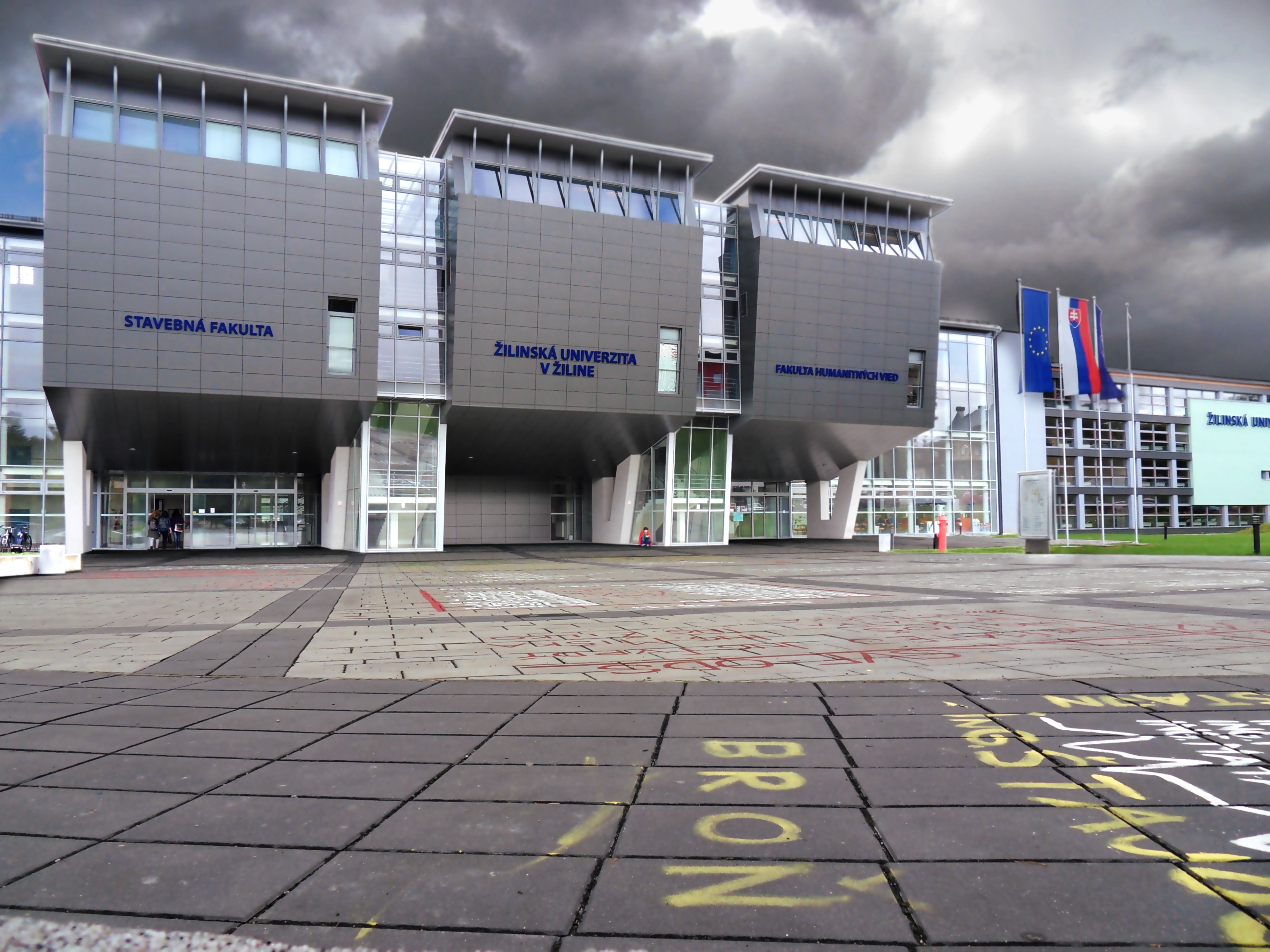
Žilinská univerzita

Všechny standardní stupně vzdělávání, včetně vysokoškolského jsou státem poskytované bezplatně. Na Slovensku existuje několik desítek vysokých škol a univerzit. V roce 2006 absolvovalo vysokoškolské studium na Slovensku 34 535 osob. Ani jedna ze slovenských univerzit se nedostala mezi 500 nejlepších univerzit na světě.
Mezi nejkvalitnější univerzity a vysoké školy v rámci východoevropského regionu (podle hodnocení vědeckého publikování na internetu) na Slovensku patří Univerzita Komenského, Technická univerzita v Košiciach, Slovenská technická univerzita v Bratislave, Poľnohospodárska univerzita v Nitre a Univerzita Pavla Jozefa Šafárika v Košicích. Podle žebříčku QS World University Rankings z roku 2023 patří do první pětky nejlepších slovenských univerzit ještě Žilinská univerzita.

## Demografie

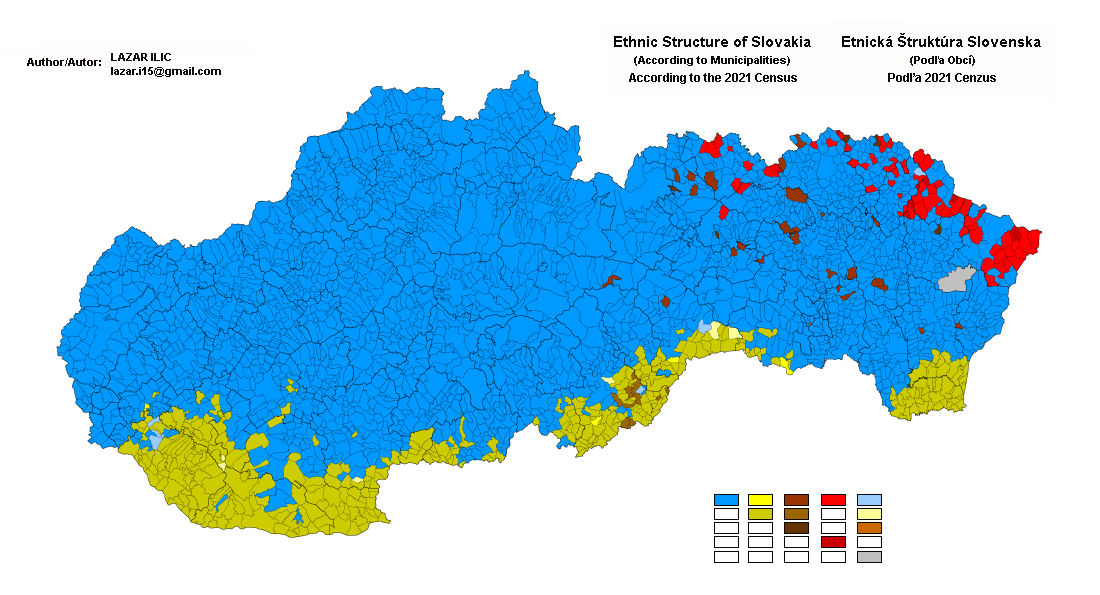
Etnická struktura obcí a měst Slovenska podle sčítání z roku 2021

Populace Slovenska čítala k 30. červnu 2018 podle oficiálních údajů 5 445 087 obyvatel, z toho 51,2 % žen. Podle odhadů za rok 2012 dosahuje růst populace 0,104 %, zatímco přirozený přírůstek dosáhl 1,65 narozených na 1000 obyvatel. Ve městech žije celkem 55 % populace, urbanizace stoupá zhruba 0,1 % za rok. Hustota osídlení se pohybuje kolem 111 obyvatel na km2. V roce 2021 se celkem 83,8 % obyvatelstva hlásilo ke slovenské národnosti, 7,8 % k maďarské, 1,2 % k romské, 0,5 % k rusínské, 0,4 % k české, 0,2 % k ukrajinské a 0,1 % k německé. Úředním jazykem je slovenština, jejíž používání je upraveno zákonem o státním jazyce; z dalších jazyků je především na jihu rozšířená maďarština. V některých oblastech se mluví i rusínsky, romsky, německy a česky. Lékařská péče je ve velké části v rukou státu, ačkoliv existují i soukromé kliniky a další zdravotnická zařízení. Průměrná délka života dosahuje 72 let u mužů a 80 let u žen. Na 1000 obyvatel připadají v průměru 3 lékaři a na zdravotnictví slovenská vláda vydala v roce 2009 celkem 8,5 % hrubého domácího produktu. Podle odhadů z roku 2011 bylo 15,6 % obyvatelstva mladší 15 let, mezi 15. a 65. rokem věku bylo 71,6 % lidí a starších 65 let bylo 12,8 %. K roku 2002 zhruba 14,3 % slovenského obyvatelstva trpělo obezitou. Většina obyvatel Slovenska mající zaměstnání si udržuje průměrný životní standard. Problémy přetrvávají v nedostatečném množství bytových jednotek a ve špatném stavu mnoha výškových budov postavených většinou v sedmdesátých letech 20. století. Převážná část městské populace má přístup k elektřině a pitné vodě. V některých oblastech na venkově jsou však dodávky elektrické energie a vody na horší úrovni.

### Náboženství

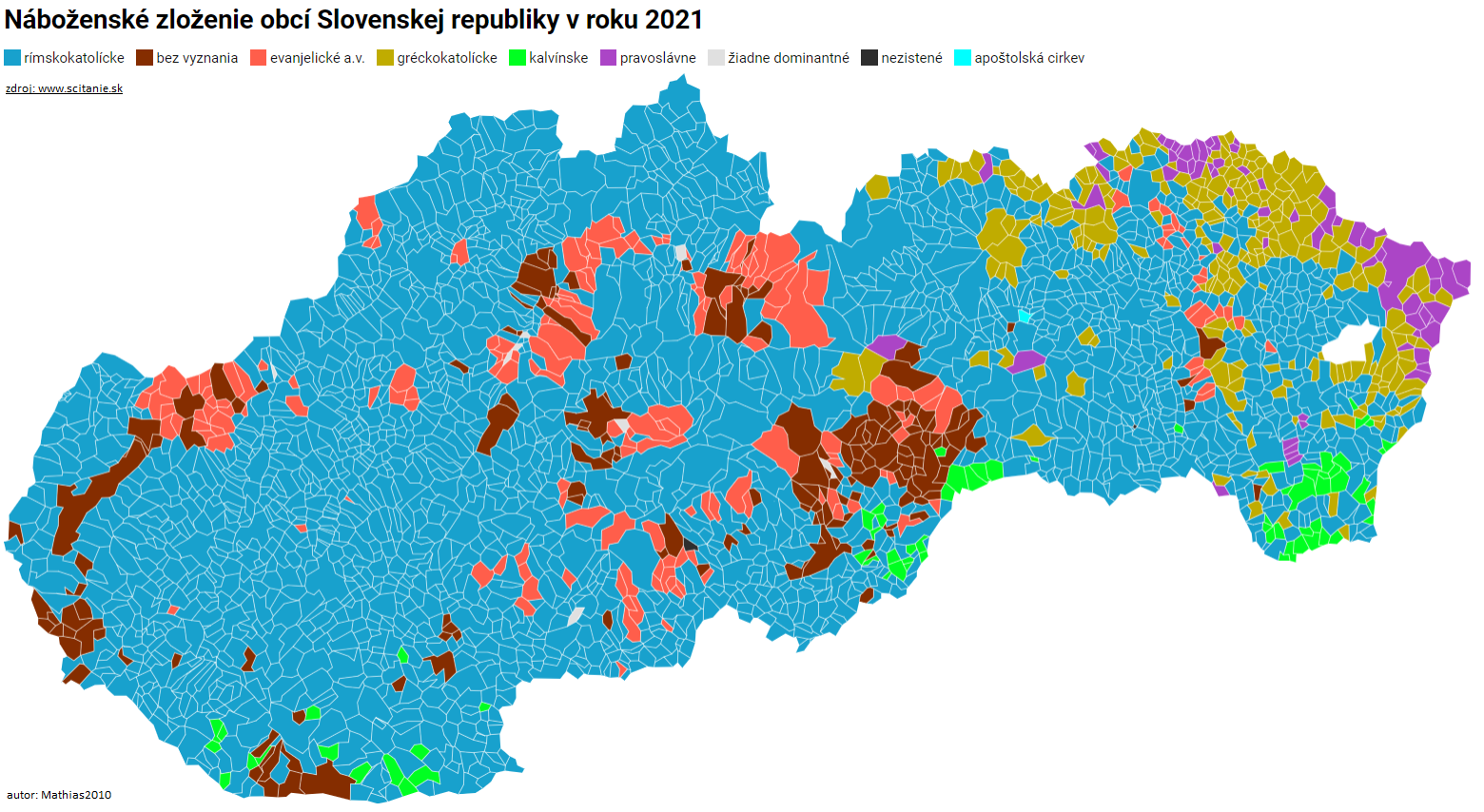
Náboženské složení obcí Slovenska podle sčítaní z roku 2021

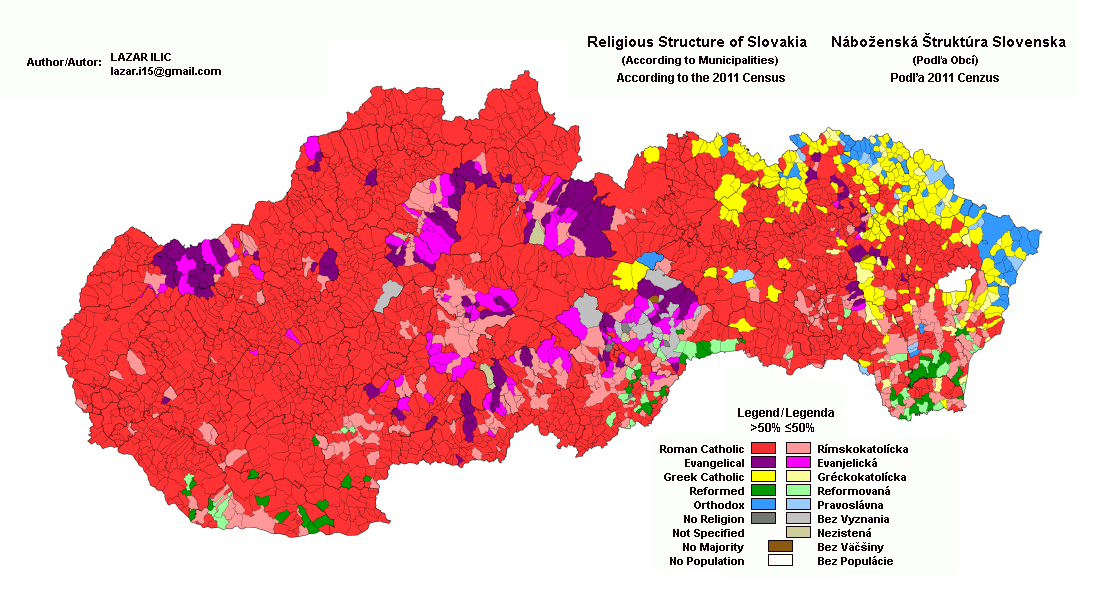
Náboženské složení obcí Slovenska podle sčítaní z roku 2011

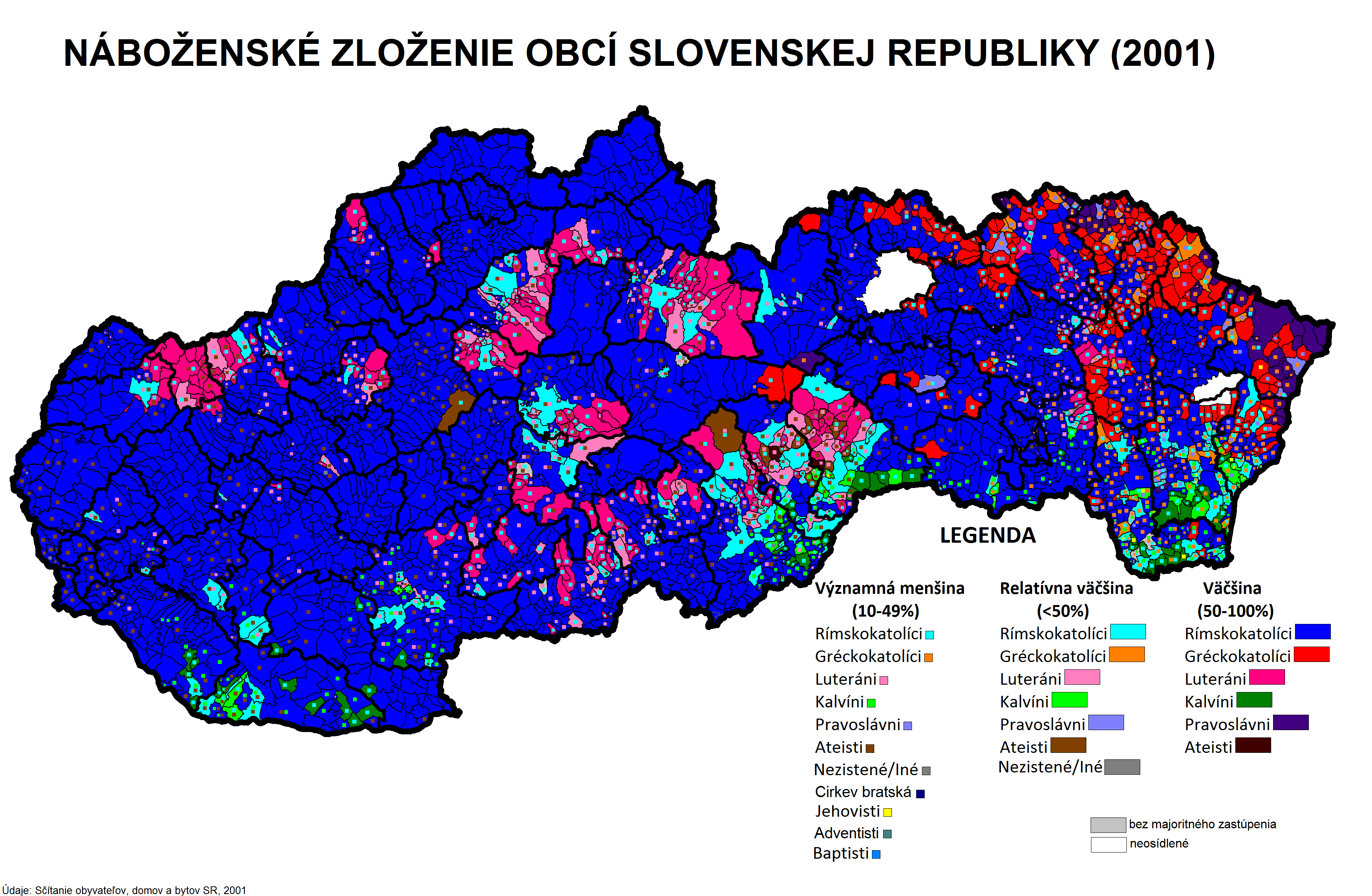
Náboženské složení obcí Slovenska podle sčítání z roku 2001

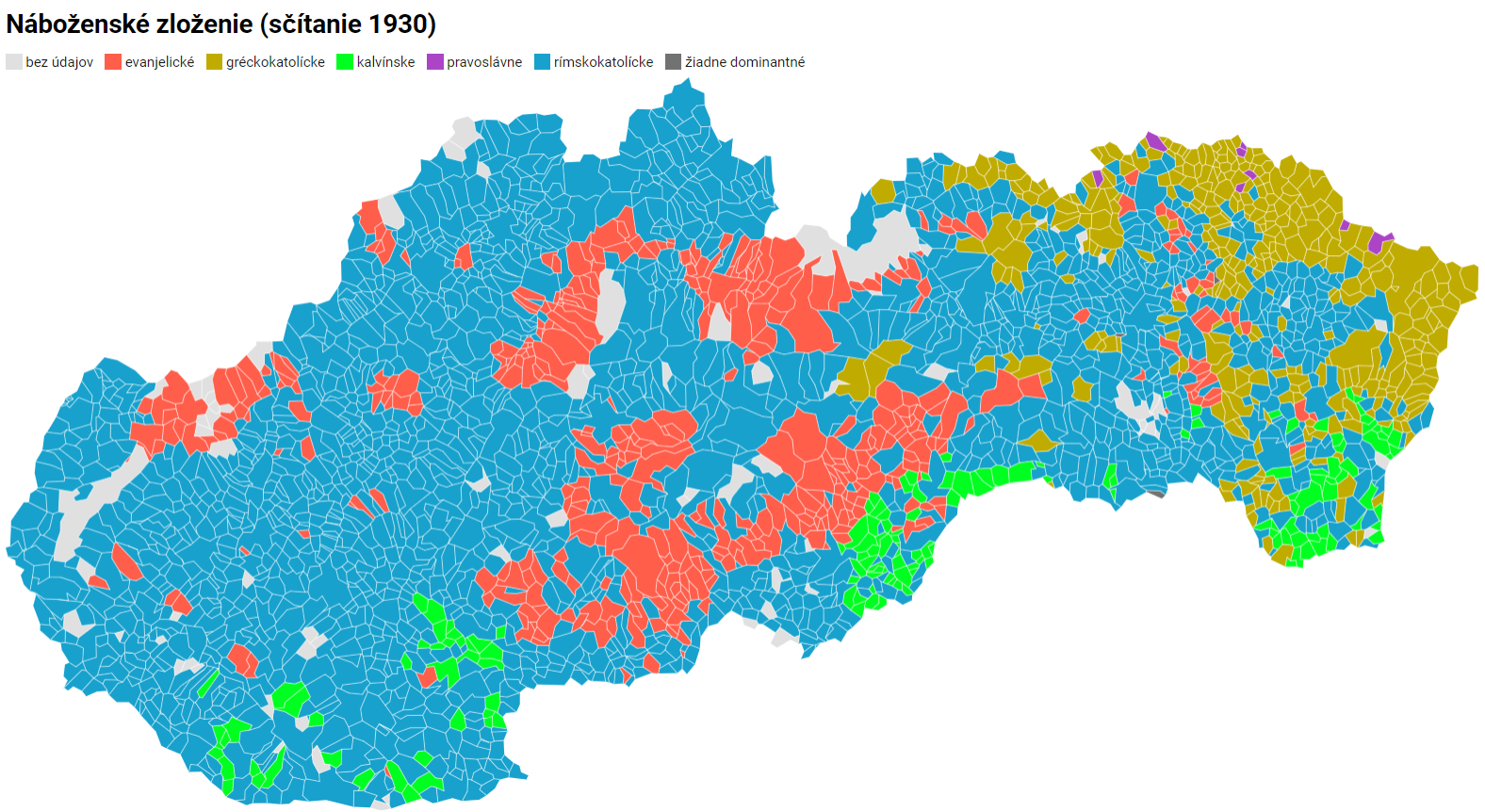
Náboženské složení obcí Slovenska z roku 1930

Na Slovensku je na základě ústavy oddělena církev od státu.
K Římskokatolické církvi se v roce 2010 hlásilo 68,9 % obyvatel, v roce 2021 pak 55,76%, k Evangelické církvi augšpurského vyznání (luteránům) 6,9 %, ale v roce 2021 jen 5,27%, k Řeckokatolické církvi 4,1 % ale v roce 2021 jen 4%, k Reformované křesťanské církvi (kalvínistům) 2,0 %, v roce 2021 jen 1,56% a k Pravoslavné církvi 0,9 % ale v roce 2021 0,93% obyvatel. Celkem 13 % obyvatel bylo v roce 2011 bez vyznání, nicméně v roce 2021 to bylo již 23,79% . Církve a náboženské organizace s alespoň 20 000 členy mají právo na úlevy od daní a finanční podporu od státu. Vztah mezi katolickou církví a státem je upraven na základě konkordátu s Vatikánem.
Registrované církve a náboženské společnosti na Slovensku:
- Apoštolská církev na Slovensku
- Bahajské společenství v Slovenské republice
- Bratrská jednota baptistů v Slovenské republice
- Církev adventistů sedmého dne
- Církev bratrská v Slovenské republice
- Církev československá husitská na Slovensku
- Církev Ježíše Krista Svatých posledních dnů v Slovenské republice
- Evangelická církev augsburského vyznání na Slovensku (luteráni)
- Evangelická církev metodistická, slovenská oblast
- Řeckokatolická církev na Slovensku
- Křesťanské sbory na Slovensku
- Náboženská společnost Jehovovi svědkové v Slovenské republice
- Novoapoštolská církev v Slovenské republice
- Pravoslavná církev na Slovensku
- Reformovaná křesťanská církev na Slovensku (kalvinisté)
- Římskokatolická církev v Slovenské republice
- Starokatolická církev na Slovensku
- Ústřední svaz židovských náboženských obcí v Slovenské republice

Různá minoritní náboženská společenství kritizují ztížený přístup k registraci podle zákona.
Slovenské akademické instituce i různá občanská sdružení se účastní mezináboženského dialogu a věnují se odbornému výzkumu náboženské scény.

### Lidská práva

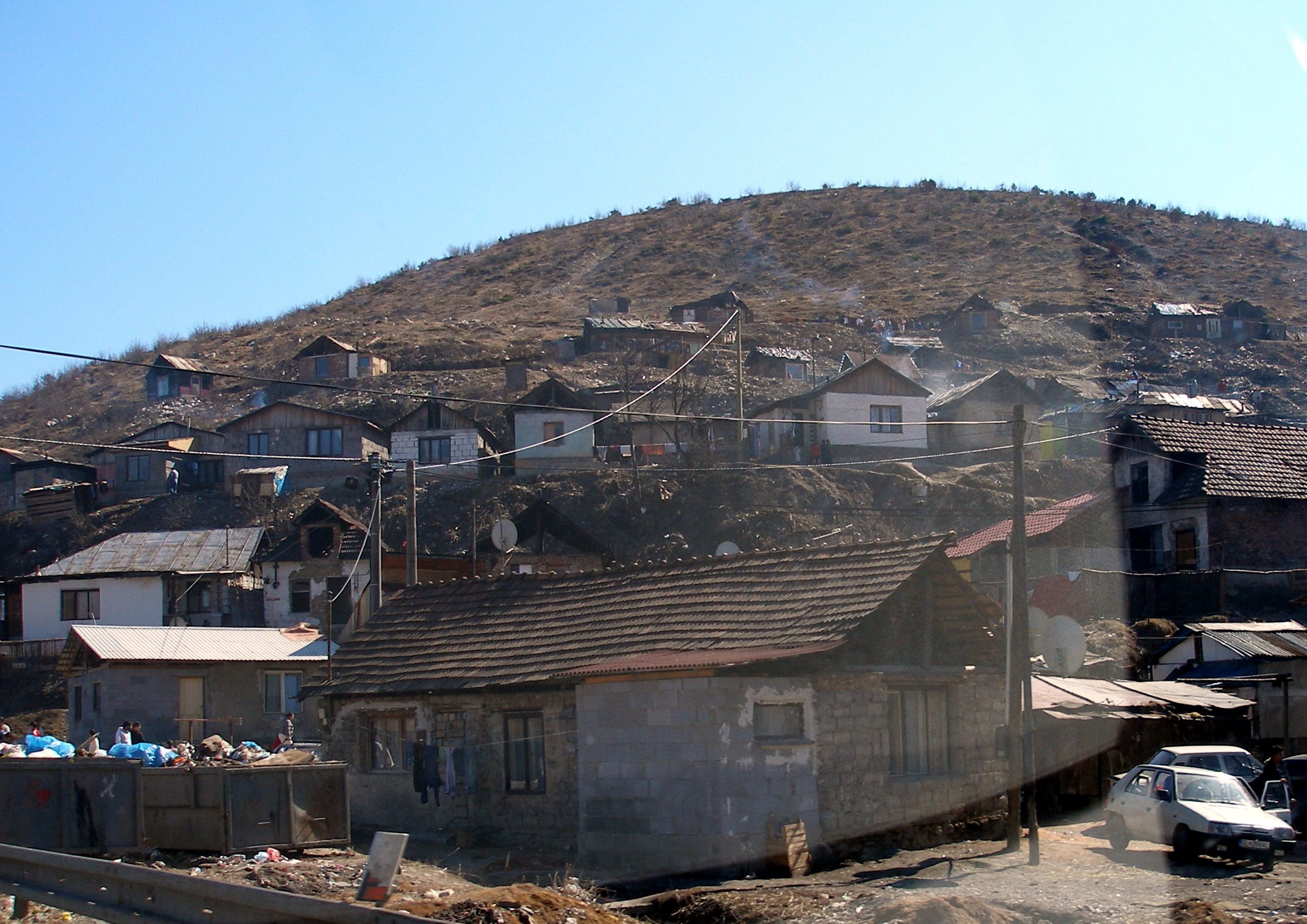
Romská osada u obce Richnava

Přetrvává diskriminace romské a v některých ohledech i maďarské menšiny. V praxi jsou Romové ve školství často segregováni, kolem romských sídlišť jsou stavěny zdi na oddělení neromské populace, došlo též k vynucené sterilizaci několika romských žen. Romská populace má rovněž větší podíl nezaměstnaných než ostatní etnické skupiny. Postavení maďarské menšiny nepřestává být problémem, zejména proto, že maďarská vláda vystupuje jako její protektor a opakovaně podporuje agresivnější a nacionalističtější části maďarské menšiny. Národnostně laděné konflikty rozdmýchává i část slovenských stran, především SMER. Ačkoliv ženám jsou zaručována jejich práva, stále jen málo z nich dostane příležitost pracovat na vyšších stupních v podnikání a státní správě. V oblasti ochrany práv gayů a leseb došlo k jistým zlepšením – v dubnu 2012 byla do slovenského zákoníku práce zakomponována i práva na ochranu před diskriminací v zaměstnání na základě sexuální orientace.

## Kultura

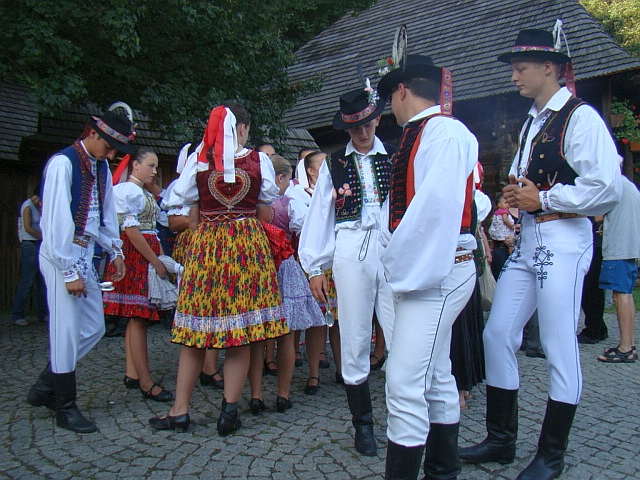
Kroje z východního Slovenska

Slovenská kultura je složka evropské kultury, specificky slovenský způsob přeměňování zla na dobro, ošklivého na krásu především Slováky na Slovensku v podmínkách intenzivní interakce s ostatními středoevropskými národními kulturami, zejména českou, moravskou, maďarskou, rakouskou, polskou, německou a ukrajinskou kulturou. Významný podíl na slovenské kultuře má židovská kultura.
Na Slovensku se nachází mnoho hradů, zámků, kostelů a dalších kulturních památek. Součástí lidové kultury jsou hmotné i nehmotné prvky, hudba, písně, zvyky, tance a další duchovní výtvory označované jako folklór, které přetrvávají zejména díky folklorním skupinám.
Kulturní památky jako hrad Devín, Národní hřbitov v Martině, Dóm sv. Alžběty v Košicích a podobně, které jsou důležitou součástí celého kulturního dědictví Slovenska, nesou označení národní kulturní památka a stát jim věnuje zvýšenou pozornost. Na Slovensku jsou však i památky, která jsou zařazeny do Seznamu světového kulturního dědictví. Podle Úmluvy o ochraně světového kulturního a přírodního dědictví UNESCO, přijatého v roce 1972 v Paříži, patří od roku 1993 do tohoto seznamu osm míst na Slovensku – historické město Banská Štiavnica a technické památky jejího okolí, památková rezervace lidové architektury Vlkolínec a Spišský hrad s okolními památkami (Spišské Podhradie, Spišská Kapitula, a kostel sv. Ducha v Žehře), v roce 2000 bylo přidáno historické šarišské město Bardejov a v roce 2008 dřevěné kostely Karpatského oblouku. Dne 28. června 2009 bylo do Seznam světového kulturního dědictví UNESCO zapsáno historické centrum Levoče.
Mezi přírodními památkami v seznamu UNESCO reprezentují Slovensko jeskyně a propasti Slovenského krasu a Dobšinská ledová jeskyně. V roce 2007 byli na seznam přidány i karpatské pralesy v Bukovských a Vihorlatských vrších na východě Slovenska. Fujara, která je nejtypičtějším slovenským hudebním nástrojem, byla zapsána v listopadu 2005 do Seznamu mistrovských díl ústního a nehmotného dědictví UNESCO. Seznam byl založen v roce 2001.

### Literatura

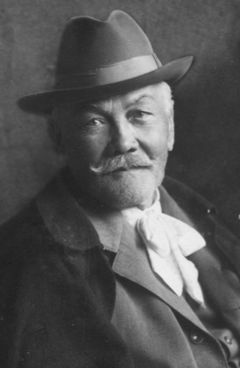
Pavol Országh Hviezdoslav

### Výtvarné umění

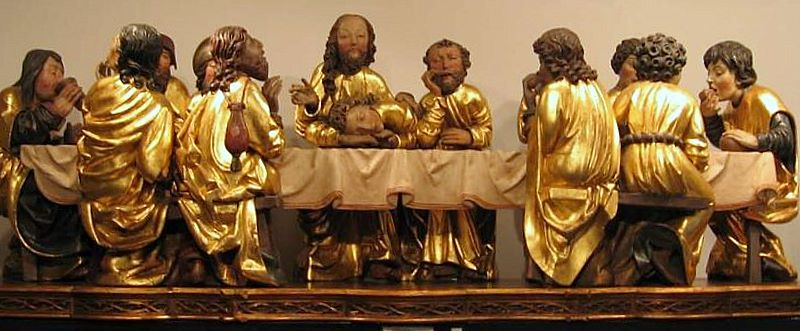
Oltář v Kostele sv. Jakuba v levoči

Výtvarné umění na Slovensku sahá hluboko do minulosti. Nejstarším uměleckým dílem jsou například Venuše z doby kamenné, kresby neolitických lidí, šperky a další nalezené předměty. Současné slovenské výtvarné umění vytvářejí stovky autorů, povětšinou absolventů bratislavské Vysokej školy výtvarných umení. Výtvarné dění organizuje hlavně Slovenská výtvarná únia a kromě ní i Spolok výtvarníkov Slovenska a Umelecká beseda Slovenska, která navazuje na tradice jednoho z nejstarších uměleckých spolků v zemi. Po odborné stránce mapují současnou uměleckou situaci časopisy D'Art, Profil, Výtvarnicke noviny a především pak desítky katalogů vydávaných při příležitosti výstav a sympozií. Možnost prezentace současného výtvarného umění poskytuje síť galerií a výstavních síní. Současný obraz výtvarného dění na Slovensku je neobyčejně pestrý. Prolíná se v něm úsilí několika generačních vrstev. Kvality závěsného malířství tak nadále rozvíjejí především příslušníci starší generace výtvarníků, zatímco mladší generace hledá nové možnosti výtvarné transformace.
Nejvýznamnějším středověkým tvůrcem byl Mistr Pavel z Levoče, tvůrce nejvyššího dřevěného oltáře na světě, který se nachází v levočském Chrámu sv. Jakuba. Průkopníkem modernistické malby byl Martin Benka, v jeho stopách šli Mikuláš Galanda či Janko Alexy. Jako grafici prosluli Koloman Sokol či Albín Brunovský, mj. autor posledních československých bankovek, jako sochař Arpád Račko. Nejznámějším výtvarným umělcem, narozeným slovenským emigrantům v USA, byl bezpochyby zakladatel pop artu Andy Warhol. V roce 1991 bylo poblíž rodné vesnice jeho rodičů, ve městě Medzilaborce, otevřeno muzeum věnované jeho tvorbě.

### Památky

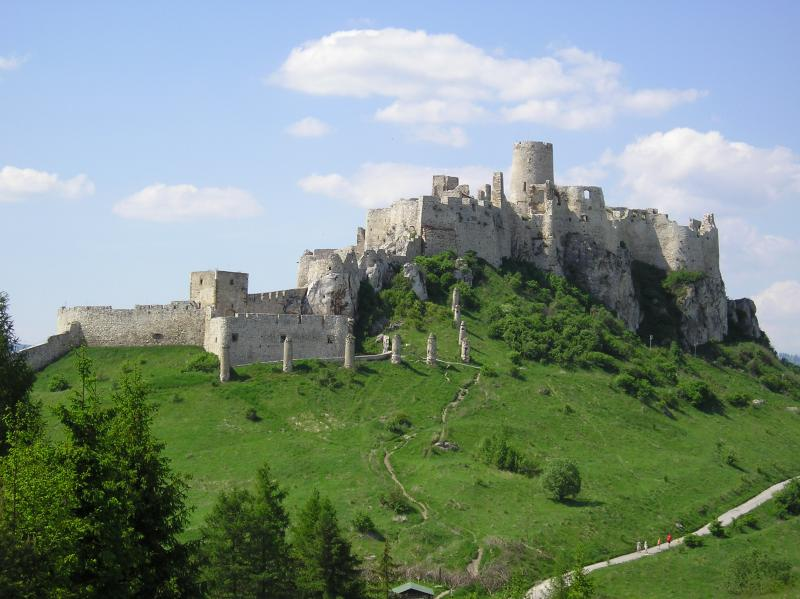
Spišský hrad

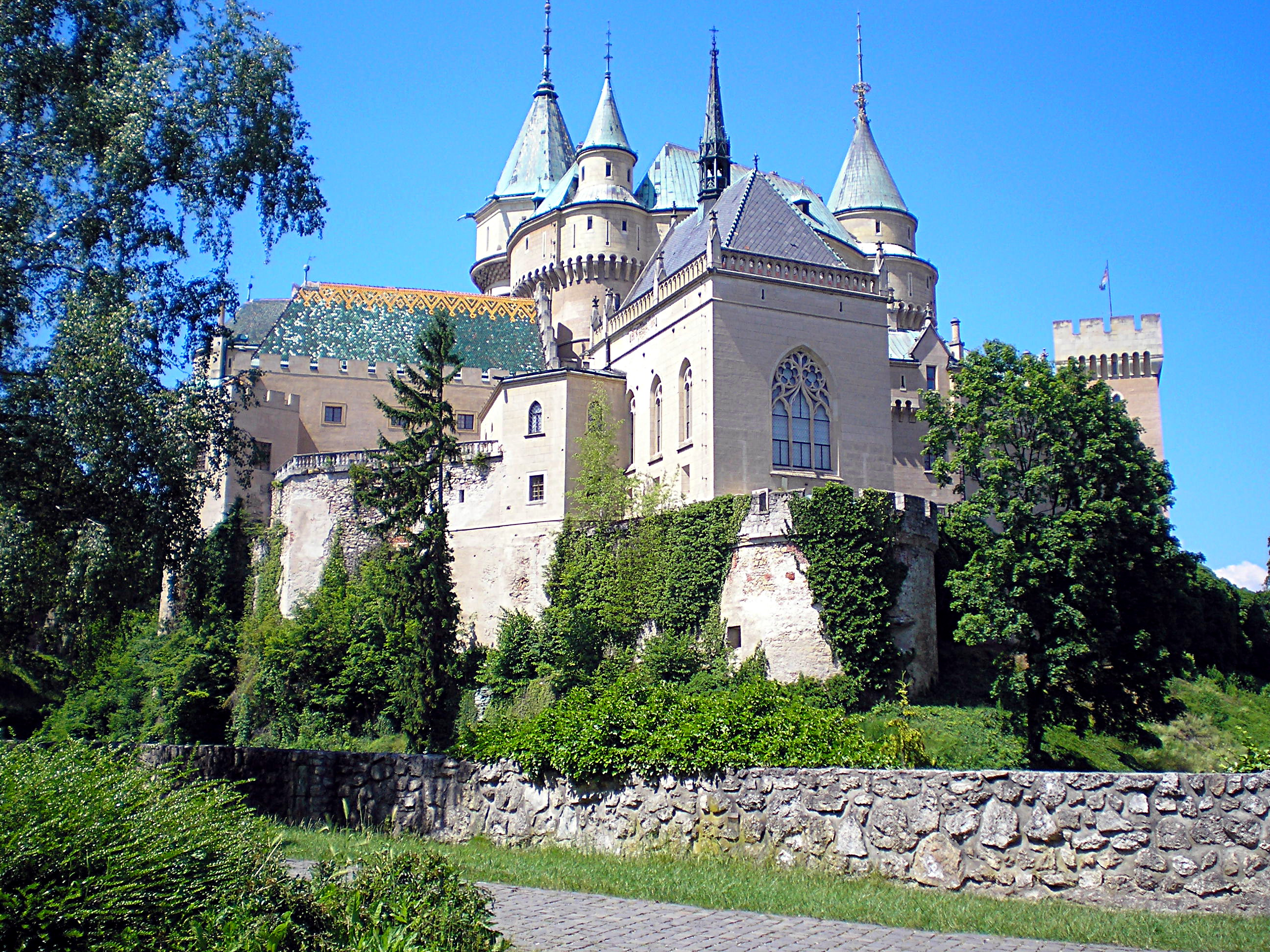
Bojnický zámek

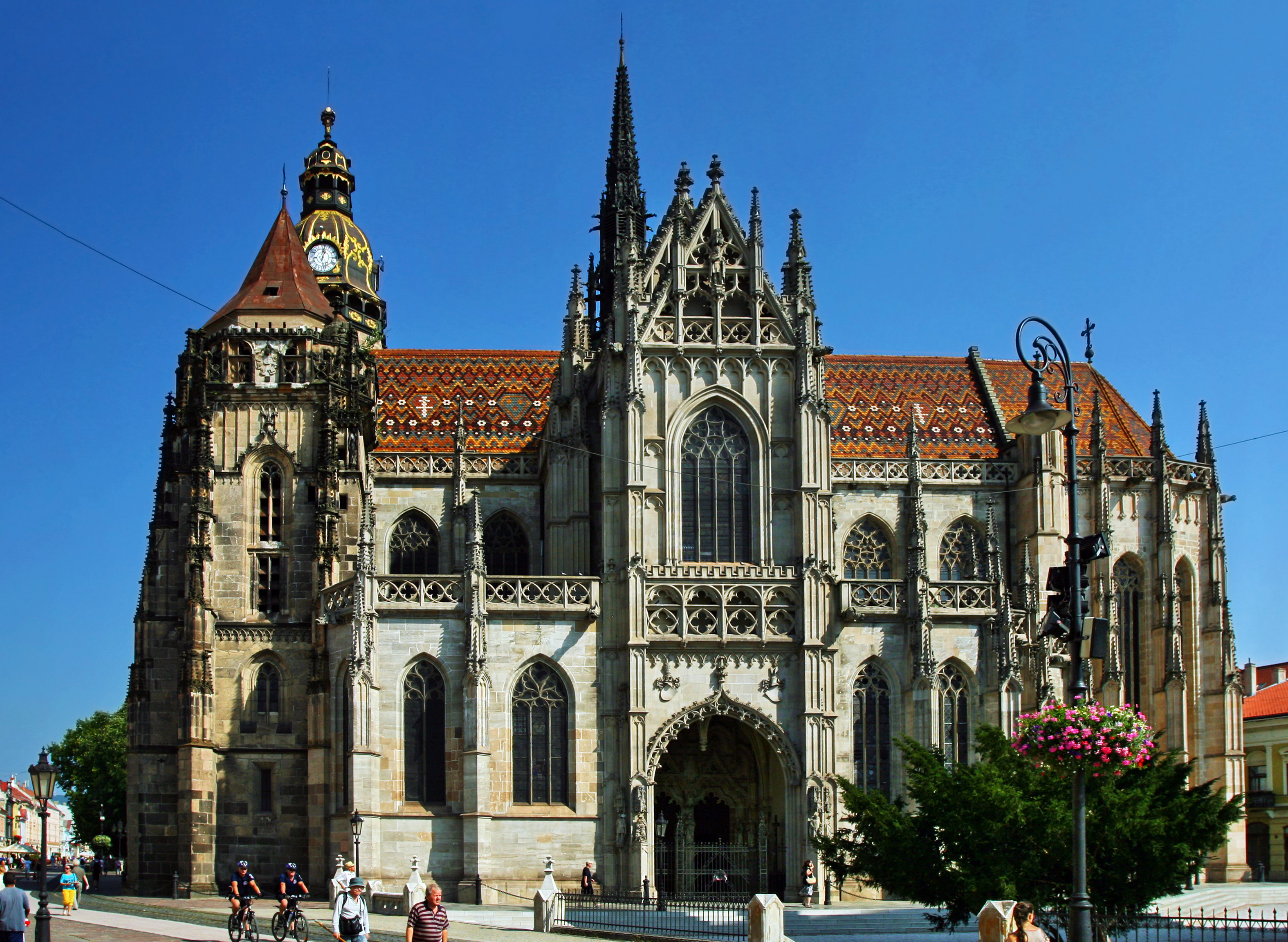
Katedrála svaté Alžběty v Košicích

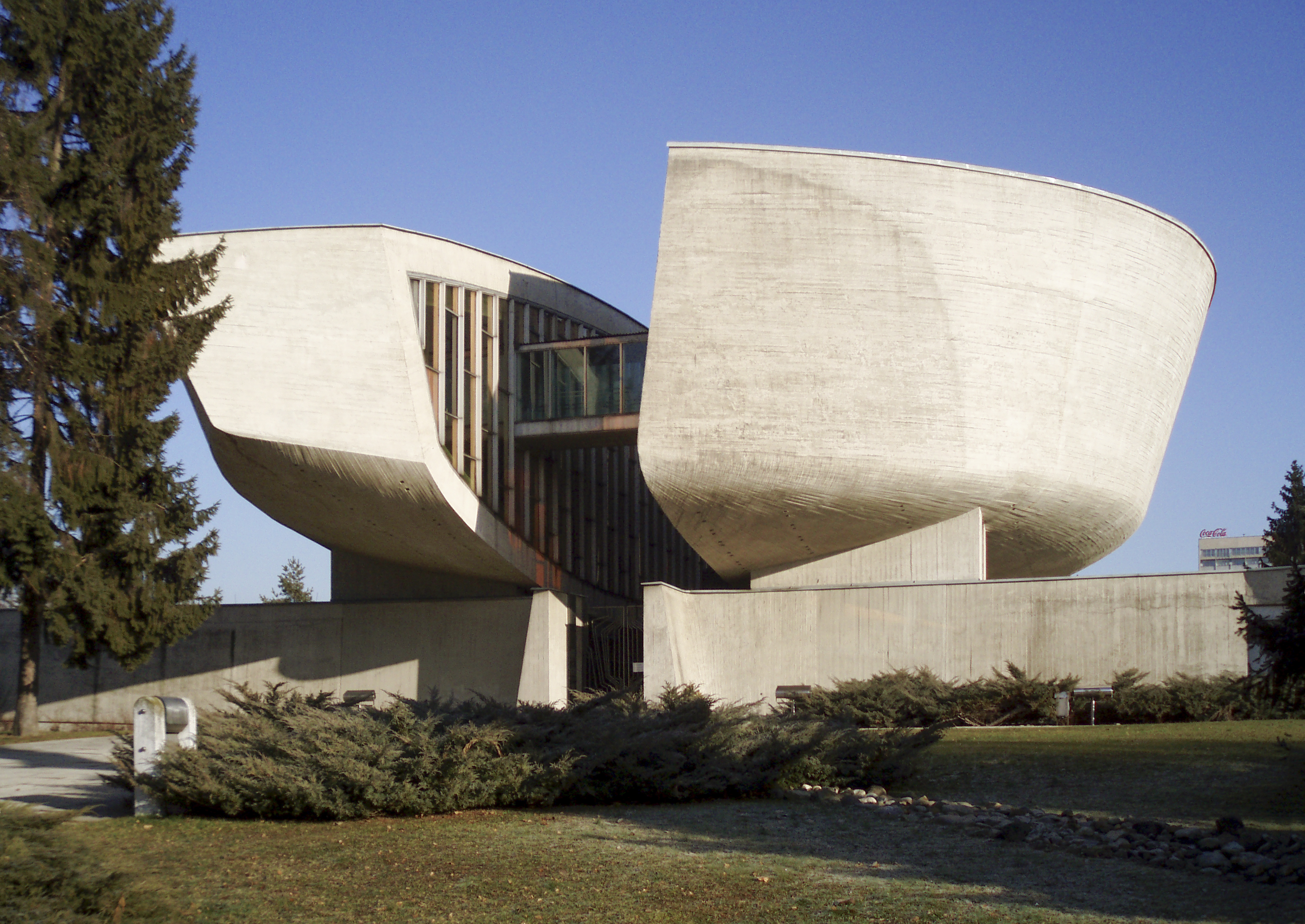
Památník SNP v Banské Bystrici

K nejvýznamnějším architektonickým památkám patří Bratislavský hrad. Neméně významným je Spišský hrad, nejrozsáhlejší hradní zřícenina ve střední Evropě, zapsaná na seznam Světového dědictví UNESCO. 
Významnou zříceninou jsou i Devín, jedna z nejstarších staveb na Slovensku, a Čachtický hrad, spojený s legendární „krvavou hraběnkou“ Alžbětou Báthoryovou, v Česku známý též z filmu Tajemství hradu v Karpatech. Bojnický zámek Češi zase dobře znají jako scenérii filmové pohádky Šíleně smutná princezna a žil na něm Matúš Čák Trenčanský. Tomu patřil i Oravský hrad nebo Trenčínský hrad. Historie místa, na kterém později vznikl Trenčínský hrad, začíná už v období Římského impéria, což dokazuje nápis na hradní skále hlásající vítězství II. římské legie nad Germány u římského tábora Laugarício v roce 179. Grasalkovičův palác je dnes sídlem prezidenta republiky.
Na seznam Světového dědictví se dostaly i Dřevěné chrámy slovenských Karpat. Z ostatních sakrálních staveb patří k nejvýznamnějším Katedrála svatého Martina v Bratislavě, nebo Katedrála svaté Alžběty v Košicích, největší kostel na Slovensku. Z moderních staveb patří k největším symbolům Slovenska Most SNP nebo Budova Slovenského rozhlasu (obě stavby jsou v Bratislavě). Originálním projevem brutalismu ve slovenské architektuře je Památník SNP v Banské Bystrici z roku 1969, z dílny Dušana Kuzmy.

### Hudba

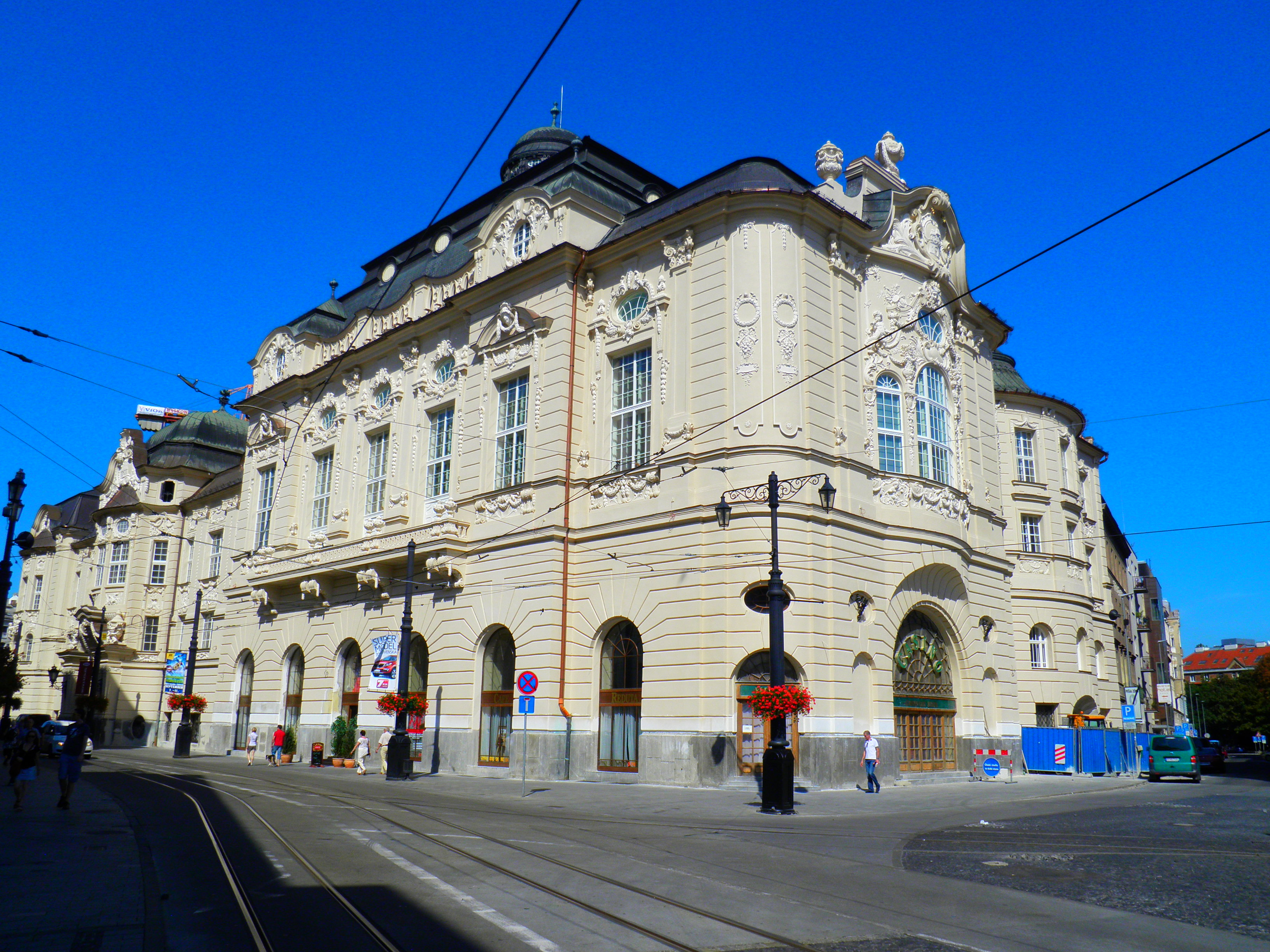
Sídlo Slovenské filharmonie

Vývoj slovenské hudby představuje tisíciletý proces, bezprostředně související s dějinnými událostmi na Slovensku a jejich kulturně-společenským vývojem. Z tohoto pohledu lze slovenskou hudební tvorbu rozdělit do několika kategorií, které více či méně odpovídají obecně uznávaným dějinným epochám. V poválečném Československu (1918) stál před hudebními umělci Slovenska náročný úkol, jehož cílem bylo překonat tradiční zaostalost země i po stránce hudebního umění. Kvůli vytvoření sice, národní avšak formou moderní hudby, se Slováci vydali cestou profesionalizace hudebního života a začala zakládat hudebně-kulturní instituce. Vznikající organizovaný hudební život se však neomezoval pouze na slovenskou metropoli. Na vesnicích a menších městech vznikají hudební školy, kam byli vysláni učit studenti bratislavské akademie a místní umělci. Díky vzniku mnoha důležitých hudebních institucí se tak Slovensko může pochlubit nejenom vlastní operou, ale i svým divadlem, konzervatoří, orchestry a dalšími. Slovenská filharmonie založená roku 1949 Laco Novomeským sídlí v bratislavské Redutě (budova z roku 1773). Jejím prvním šéfdirigentem byl Václav Talich. Druhým slovenským symfonickým orchestrem je Státní filharmonie Košice. Založena byla roku 1968. Nejvýznamnějším festivalem vážné hudby na Slovensku jsou Bratislavské hudební slavnosti, které se konají od roku 1964.

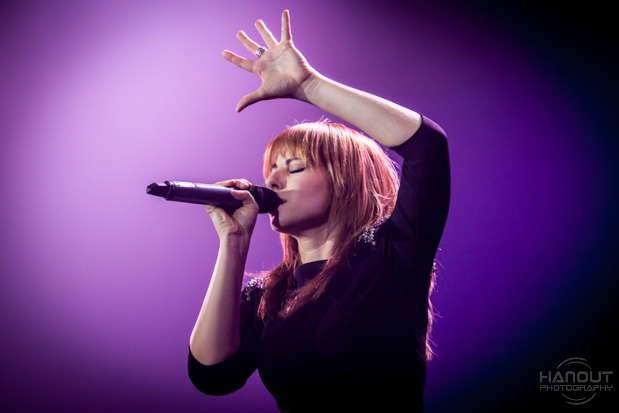
Zpěvačka Katarína Knechtová

Nejstarším představitelem slovenské hudební moderny byl skladatel Alexander Moyzes, jehož mladším současníkem byl i Eugen Suchoň. Významným autorem byl i Ján Cikker. Výrazně se prosadily i operní pěvkyně Edita Gruberová, Lucia Poppová, Gabriela Beňačková, z mužů Peter Dvorský.
Královnou československého šansonu se stala Hana Hegerová. V 80. letech 20. století přišla silná vlna slovenské pop-music, která začala dobývat nově i české země: Marika Gombitová, Miroslav Žbirka, Peter Nagy, Richard Müller, skupiny Elán (Vašo Patejdl, Jožo Ráž, Ján Baláž), Team (Pavol Habera) či Tublatanka. Po rozpadu federace se objevily nové hvězdy, jako jsou zpěvačky Katarína Knechtová, Kristína, Zuzana Smatanová, Jana Kirschner, nebo skupina No Name. Oblíbenou písňovou soutěží populární hudby je Bratislavská lyra. Její tradice sahá do roku 1966. Největším letním rockovým festivalem je Pohoda v Trenčíně.

### Divadlo

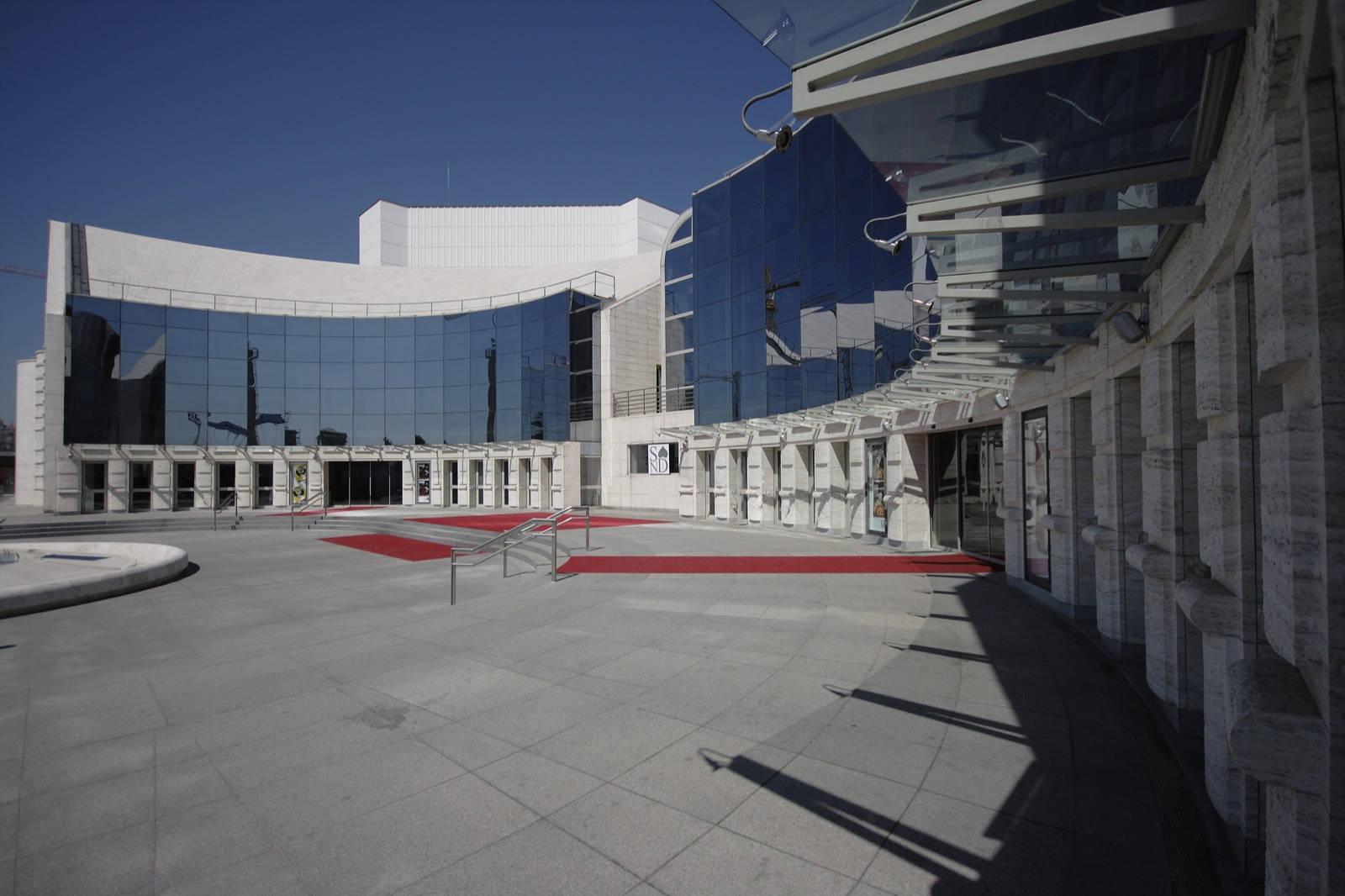
Budova národního divadla

Jedno z nejvýznamnějších kulturních institucí Slovenska – Slovenské národné divadlo v Bratislavě, vzniklo roku 1920, krátce po vzniku Československa. Do roku 1938 v něm významnou roli sehrávali i čeští divadelníci. V letech 1939–1945, v době existence Slovenského štátu, odrážela složitou společenskou situaci, zejména činohra. Umělecká tvorba Slovenského národního divadla však zjevně ještě vyzrávala. V posledních letech se začala rozvíjet i sféra nezávislých divadelních souborů. Také divadelní festivaly nezůstávají na Slovensku stranou. Nejvýznamnějším je mezinárodní festival Divadelní Nitra s mezinárodní účastí, který se koná každoročně koncem září. Tradici má také středoevropský loutkářský festival Bábkarská Bystrica. Asociace Bratislava v pohybe každoročně organizuje mezinárodní taneční festival současného hudebního tance zvaný Bratislava v pohybe. Roli výzkumného, dokumentačního, informačního, propagačního a analytického střediska hraje na Slovensku Divadelný ústav Bratislava. Jeho základním posláním je cílevědomě shromažďovat hmotné dokumenty divadelní tvorby.

### Kinematografie

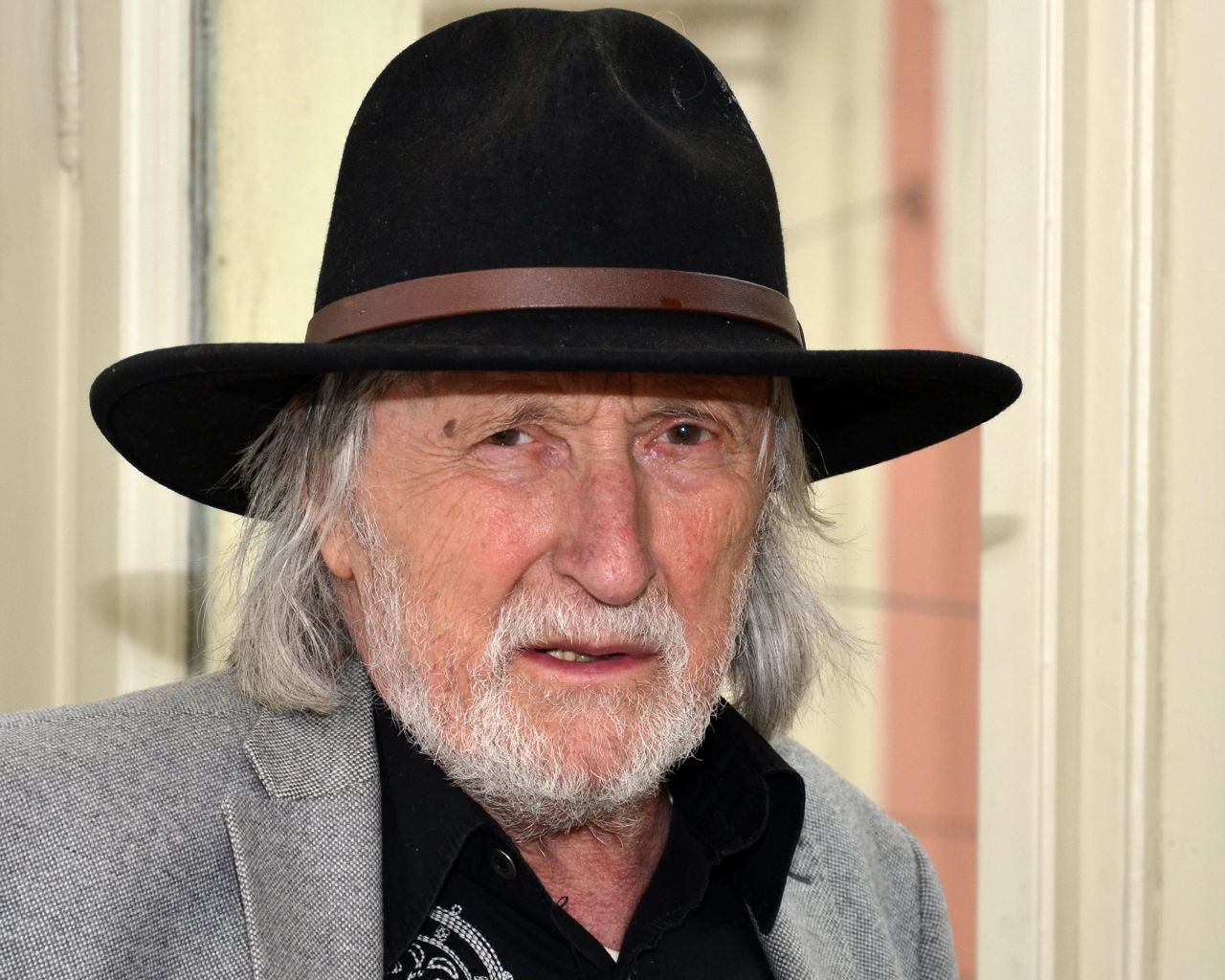
Juraj Jakubisko

Slovenská kinematografie patří mezi ty mladší. Jako samostatná část místní kultury se zformovala až ve čtyřicátých letech 20. století a ihned se stala propagandistickým nástrojem vládnoucí Komunistické strany Československa. V izolovaném socialistickém prostředí tak vznikaly převážně filmy s budovatelskými náměty a výpovědí ze života dělnického lidu. První slovenský film natočil Eduard Schreiber ještě před rokem 1910, jednalo se o záběry z lyžování, nakládání dobytka na vagony, modernizace pily, nový automobil apod. Vyvrcholením Schreiberovy filmařské činnosti se stala hraná dobrodružná anekdota zvaná Únos.
Ján Kadár je prvním a dosud jediným Slovákem, který získal filmovou cenu Oscar. K tzv. československé nové vlně patřil Štefan Uher. Originální vizuální výraz našel Juraj Jakubisko. V Hollywoodu se prosadil Ivan Reitman, režisér mnoha populárních komedií (Krotitelé duchů, Dvojčata, Policajt ze školky, Junior aj.)
V éře federace se proslavila řada slovenských herců: Marián Labuda, Emília Vášáryová, Magdaléna Vášáryová, Milan Lasica, Július Satinský, Milan Kňažko, Ladislav Chudík, Michal Dočolomanský, Jozef Kroner, Štefan Kvietik, Vladislav Müller, František Dibarbora, Zdena Studenková či Július Pántik. Po rozpadu federace se v českých produkcích prosadily Tatiana Pauhofová, Vica Kerekes či Zuzana Norisová. V zahraničních produkcích se prosadila Barbora Bobuľová, nebo Barbara Nedeljáková. V modelingu Adriana Karembeu.

### Kuchyně

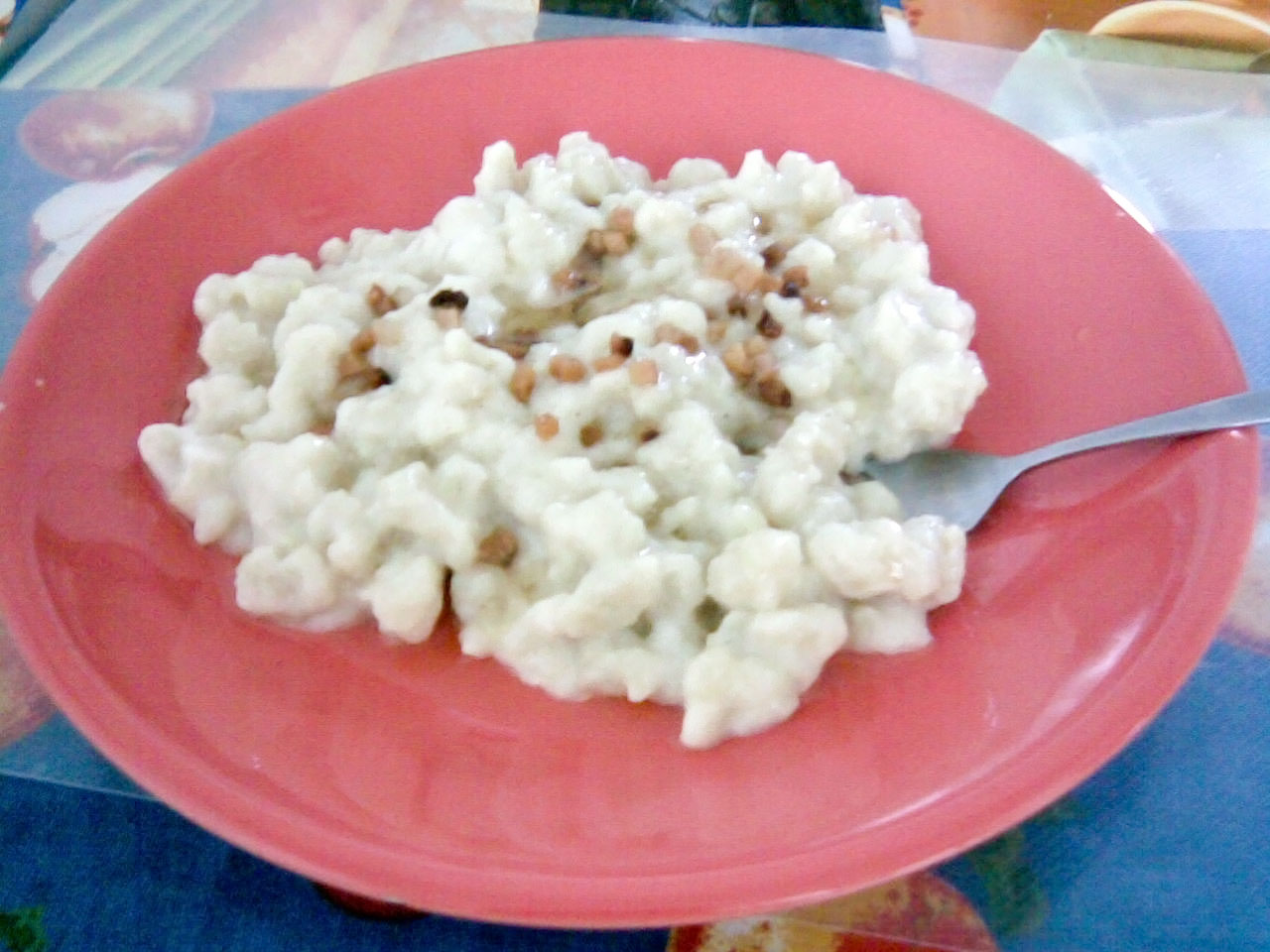
Brynzové halušky

Nejtradičnější polévkou na Slovensku je kapustnica vyrobená obvykle z kysaného zelí, uzeného masa, sušených hub, sušených švestek, klobásy a zahuštěná trochou mouky a kysané smetany. Nejtypičtější specialitou jsou brynzové halušky se smaženou slaninou. Podobně populární jsou také strapačky – halušky s kysaným zelím a osmaženou slaninou, nebo furmanské halušky – halušky s uzeným sýrem a osmaženou slaninou či klobásou. Existují i další, regionální verze. 
Nejznámějšími sýry jsou bryndza, oštiepok, korbáčik, parenica nebo koliba. 
Mezi typické nápoje patřila v minulosti žinčica vyrobená z ovčího mléka, která se často podávala k brynzovým haluškám. Z destilátů je nejtypičtější borovička.

## Sport

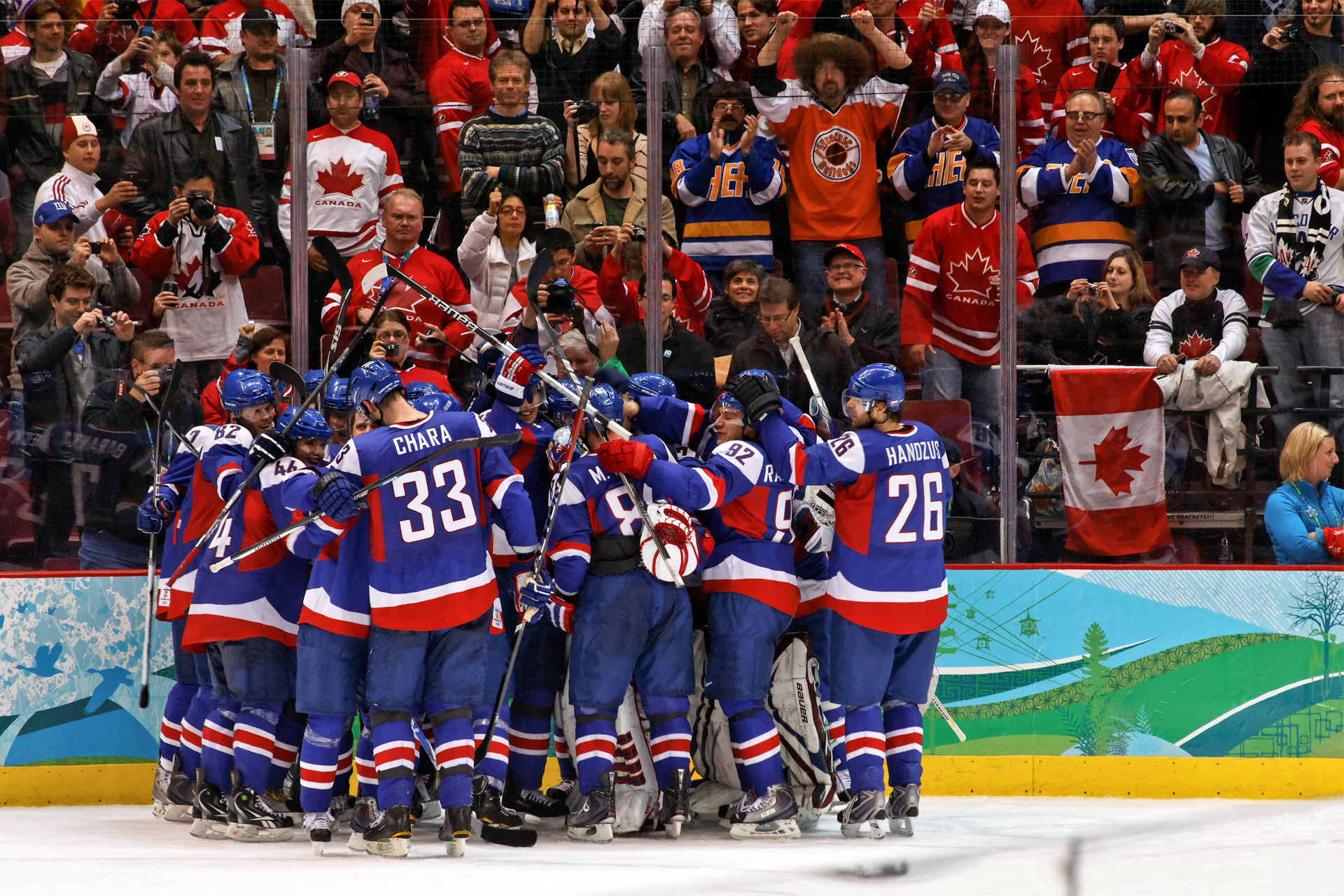
Slovenská hokejová reprezentace oslavuje výhru v zápase proti Švédsku na ZOH 2010

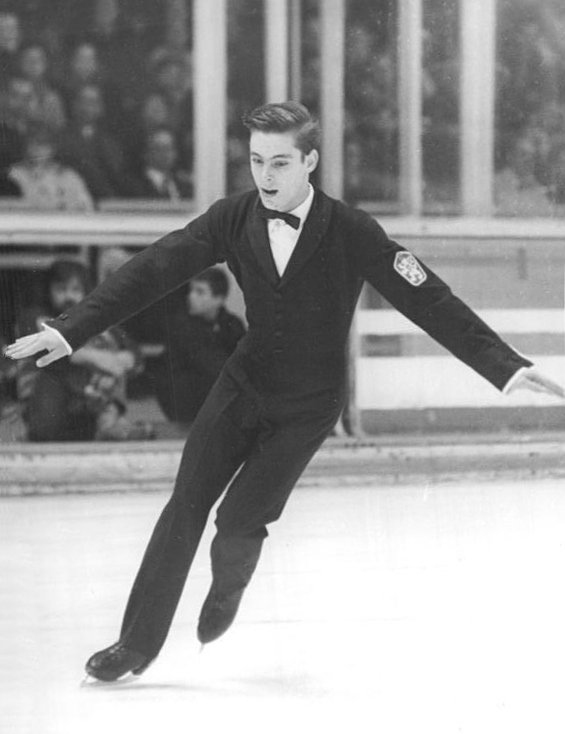
Ondrej Nepela

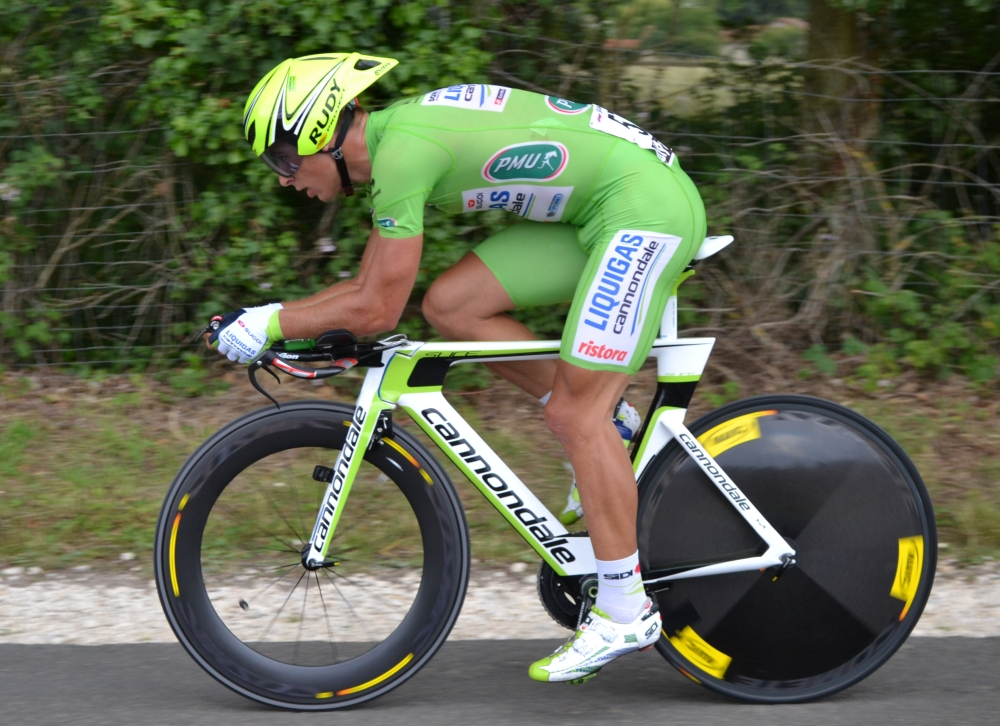
Peter Sagan

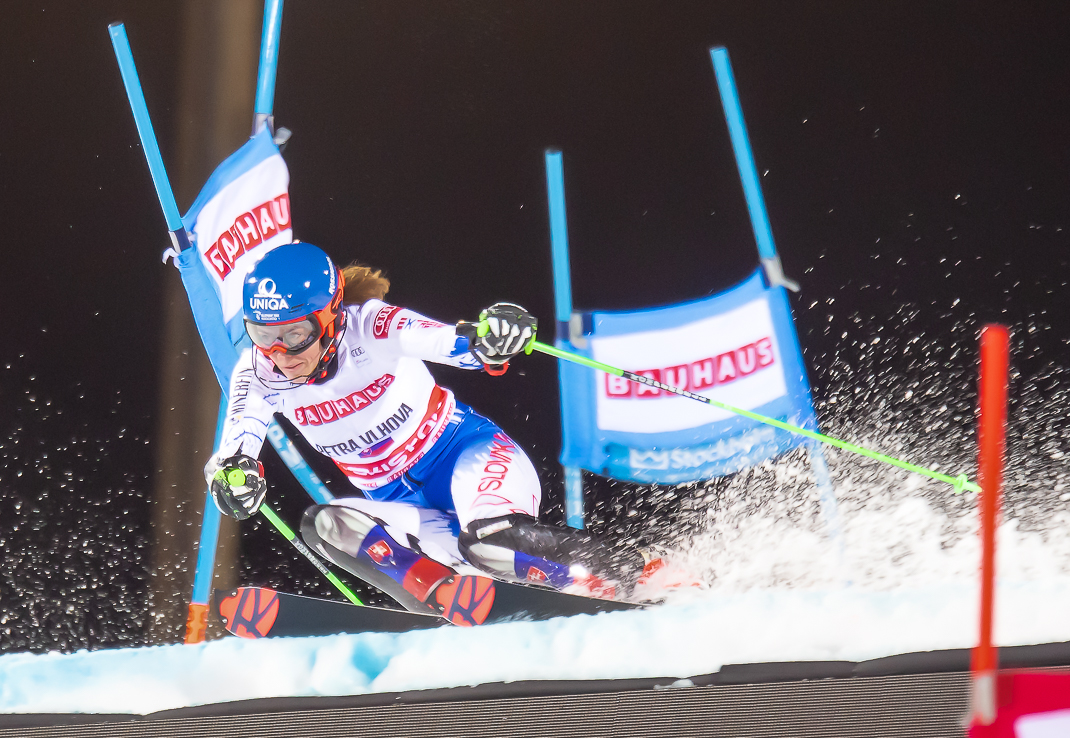
Petra Vlhová

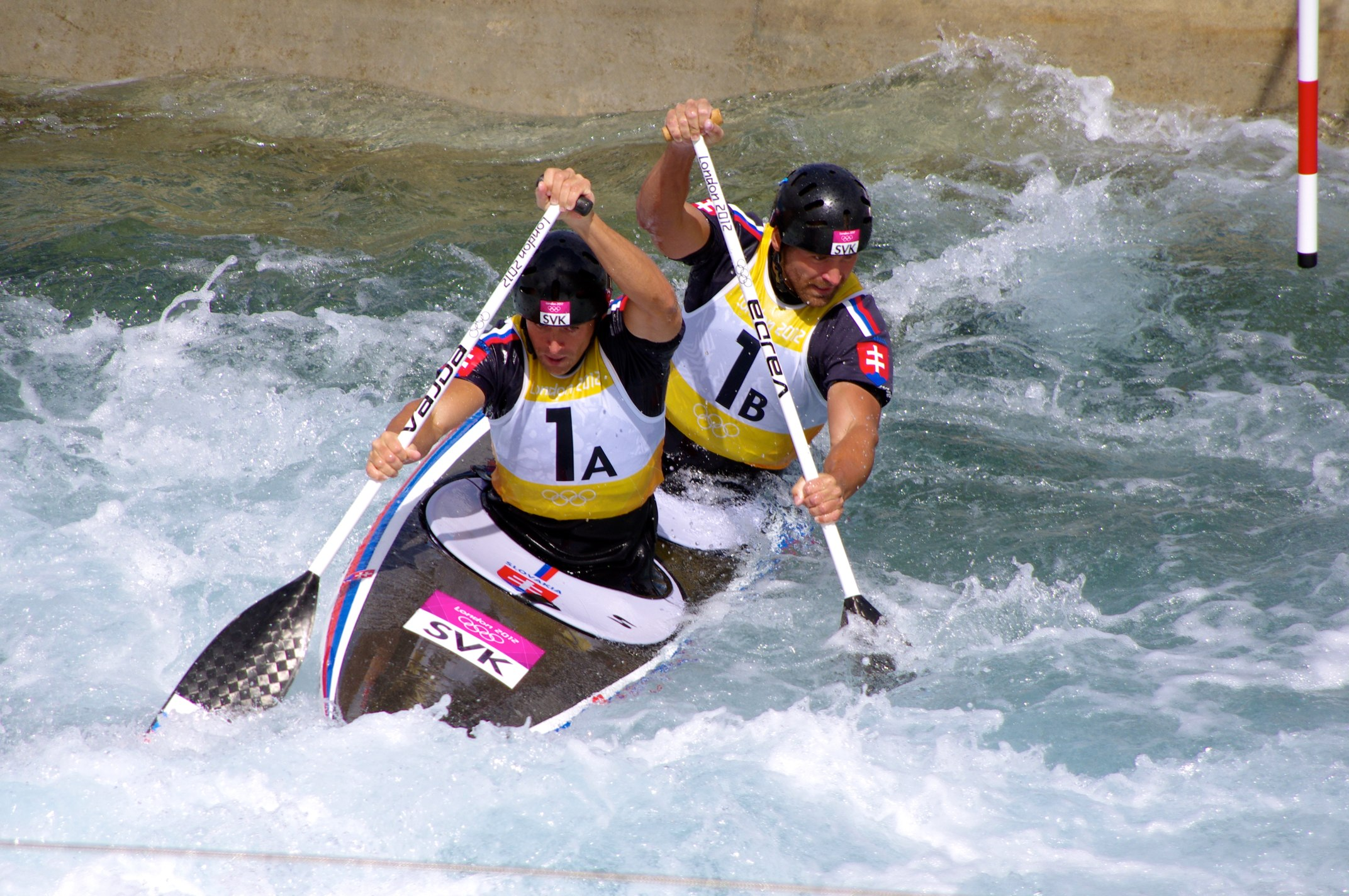
Bratři Hochschornerové

Vzhledem k tomu, že se Slovensko nachází v mírném podnebném pásmu, je možné vykonávat sporty s letním stejně jako se zimním zaměřením. Mezi populární sporty na Slovensku patří: fotbal, lední hokej, tenis, házená, basketbal, vodní slalom, lyžování, cyklistika a další.
Nejpopulárnějším sportem je jako ve většině Evropy fotbal. Slovenská fotbalová reprezentace se zúčastnila Mistrovství světa ve fotbale 2010 a probojovala se do elitní šestnáctky, ale vypadla s pozdějším finalistou Nizozemskem. Dvakrát postoupila na šampionát evropský a v roce 2016 postoupila do osmifinále, kde vypadli s Německem. Jejím domácím hřištěm je Národný futbalový štadión v Bratislavě, který byl dokončen v roce 2019 a postaven na místě zbouraného Tehelného pole. V éře samostatného Slovenska se z fotbalistů nejvíce prosadili Peter Dubovský, Marek Hamšík, Martin Škrtel, Róbert Vittek a Milan Škriniar. V dresu Československa se vicemistry světa stali Štefan Čambal, Viliam Schrojf, Ján Popluhár, Jozef Štibrányi, Adolf Scherer, Jozef Adamec, Titus Buberník, Andrej Kvašňák a Jozef Bomba. Mistry Evropy pak Karol Dobiaš, Jozef Čapkovič, Anton Ondruš, Ján Pivarník, Ladislav Jurkemik, Jozef Móder, Marián Masný, Koloman Gögh, Jozef Barmoš, Pavol Biroš, Ján Švehlík, Dušan Galis, Ladislav Petráš a Alexander Vencel. Také oba trenéři mistrů Evropy z roku 1976, Václav Ježek a Jozef Vengloš, byli Slováci. František Kunzo a Stanislav Seman mají olympijské zlato z Moskvy 80. Slovenské rodiče měl také slavný hráč Ladislav Kubala. Slovan Bratislava v roce 1969 vyhrál Pohár vítězů pohárů a stal se tak jediným slovenským i československým klubem, který některý z evropských pohárů získal. Nejvyšší domácí fotbalovou soutěží je Fortuna liga.
Slovenská hokejová reprezentace si připsala řadu úspěchů. V roce 2002 vyhrála mistrovství světa. Dvakrát z něj přivezla stříbro (2000, 2012) a dvakrát bronz (2003). Krom toho Slováci vybojovali bronzovou medaili na zimních olympijských hrách 2022. Titul mistrů světa v hokeji vybojovali mj. Miroslav Šatan, Peter Bondra, Žigmund Pálffy či Ján Lašák, dvě stříbra má Zdeno Chára. Juraj Slafkovský byl vyhlášen nejlepším hráčem olympijského turnaje 2022. Slováci se ale podíleli i na československých úspěších: Trojnásobným mistrem světa v hokeji se s československou reprezentací stal Vladimír Dzurilla, dvojnásobným Vincent Lukáč, Marián Šťastný a Peter Šťastný, jeden titul získali Igor Liba, Dušan Pašek, Dárius Rusnák, Jerguš Bača, Július Haas a Rudolf Tajcnár. Trojnásobným vítězem Stanley Cupu je Marián Hossa. V NHL se prosadili i Stan Mikita nebo Marián Gáborík. V roce 2011 Slovensko v Bratislavě a Košicích uspořádalo mistrovství světa v ledním hokeji. Za tím účelem došlo k rekonstrukci Zimního stadionu Ondreje Nepely v Bratislavě, který se tak stal jedním z nejmodernějších sportovních stánků v zemi. Nejvyšší domácí soutěží je Tipos extraliga. Slovan Bratislava hrál v letech 2012-2019 KHL.
Mezi úspěšné sporty na Slovensku patří i basketbal. MBK Ružomberok dvakrát vyhrál basketbalovou Euroligu žen (1999, 2000). Slovenská ženská basketbalová reprezentace má stříbro (1997) a bronz (1993) z mistrovství Evropy. Slovenské tenistky Husárová, Hantuchová, Suchá a Nagyová vyhráli v roce 2002 Fed Cup (dnes Pohár Billie Jean Kingové). Mužská házenkářská reprezentace byla na 2 světových a 4 evropských šampionátech, ženy byly na dvou světových i evropských mistrovstvích.
Slovensko se prosadilo i na olympijských hrách. Tři zlaté olympijské medaile mají deblkanoisté Pavol Hochschorner a Peter Hochschorner, dvě zlaté jejich kolegové Michal Martikán a Elena Kaliská a také Ladislav Škantár a Peter Škantár vybojovali slalomářské olympijské zlato. V chůzi ho získal Matej Tóth, ve střelbě Zuzana Rehák Štefečeková, v alpském lyžování Petra Vlhová. Tři zlaté medaile z olympijských her vybojovala pro Slovensko též biatlonistka Anastasia Kuzminová, původem Ruska. Olympijské cenné kovy sbírali Slováci ovšem již pod vlajkou Československa. Zlatou olympijskou medaili získali boxeři Július Torma a Ján Zachara, cyklista Anton Tkáč, veslař Pavel Schmidt, krasobruslař Ondrej Nepela, chodec Jozef Pribilinec a tenista Miloslav Mečíř.
Trojnásobným mistrem světa v silniční cyklistice se stal Peter Sagan. Mistrem světa v atletice se stal diskař Imrich Bugár. K významným šachistům narozeným na Slovensku patřil Richard Réti či Ignaz Kolisch.